# Arte antiguo
Arte antiguo o Arte de la Antigüedad es el arte de la Edad Antigua. La historia del arte antiguo es la división de la historia del arte que se centra en su estudio e interpretación formal, técnica, estructural, e ideológica (iconográfica,iconológica) y en su explicación histórica; aunque la arqueología es la ciencia histórica cuyo objeto es la cultura material de la que las obras de arte son la manifestación más valiosa, y es la encargada de su descubrimiento y análisis contextual .
Su delimitación cronológica va desde el comienzo de la Historia (aproximadamente el IV milenio a. C. en Próximo Oriente y Egipto) hasta la caída del Imperio romano de Occidente (siglo V). La extensión geográfica del desarrollo de las primeras civilizaciones –definidas por la aparición de la escritura y el poder político y religioso– impone dónde pueden localizarse (civilizaciones mediterráneas, de la India, de Extremo Oriente, de América Precolombina y del resto de todo el Diego europeo
Europa y de África) y cuándo puede hablarse en cada una de un periodo histórico (Historia) o de un periodo prehistórico (Prehistoria), que determinaría que su producción artística fuese objeto de la historia del arte prehistórico; aunque realmente la metodología para su estudio es en gran parte común, hay una diferencia fundamental, y es la posibilidad de utilizar las fuentes escritas para los periodos históricos.  Este recurso es insustituible, puesto que no sólo permite la identificación en su caso de los autores o patrocinadores de la obra artística y reconstruir el contexto en el que se produjo, sino que posibilita la interpretación del Arte en su relación con la producción intelectual en otros ámbitos del pensamiento, sobre todo la religión y la filosofía. De esta manera se puede efectuar una lectura del arte que lo entienda a través la visión del mundo (Weltanschauung) o ideología dominante en épocas y lugares tan lejanos a nosotros como las civilizaciones de la Edad Antigua, y del que el Arte es la plasmación material y visual.
Al contrario que la civilización occidental, las civilizaciones africanas, extremo-orientales y americanas no experimentaron la marcada discontinuidad que el arte occidental presenta entre el arte antiguo y el arte medieval; con lo que este último concepto no suele aplicarse a estas civilizaciones.
También existe un concepto comercial y coleccionista del Arte antiguo, entendido como antigüedades; es decir, como el término usado para englobar todo tipo de objetos artísticos que no se consideran Arte moderno, pertenezcan a la Edad Media o a periodos posteriores (arte medieval, arte de la Edad Moderna e incluso buena parte del arte contemporáneo si este no se entiende sólo como el más actual sino como todo el arte de la Edad Contemporánea -desde mediados del siglo XVIII-).Así fue como pasó el arte antiguo al arte que tenemos ahora.

## Consideración social del Arte en la Antigüedad

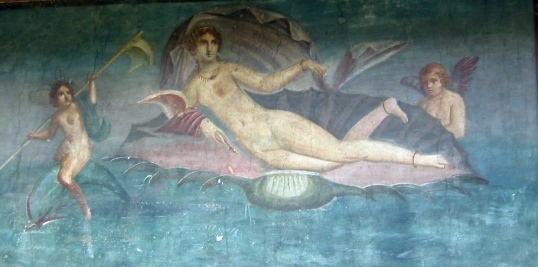
Venus Anadiómena (su nacimiento saliendo del mar, lo que exige su desnudez), fresco pompeyano que reproduce la composición atribuida a Apeles (finales del), apreciadísima en la Antigüe a la ciudad de Cos para llevársela a Roma) y que seguirá imitándose con distintas versiones y contextos en el renacimiento (Nacimiento de Venus de Botticelli, distintas Venus de Tiziano), el barroco (Velázquez) y posteriormente.

El concepto de arte en la Antigüedad no había alcanzado en ninguna civilización la consideración social de bellas artes que consiguió en la cultura occidental a partir del Renacimiento. Pintura,escultura y arquitectura (las artes visuales) eran equivalentes a las diferentes artesanías, habilidades o técnicas manuales (ars en latín, tekné en griego) que no gozaban de prestigio social en ninguna de las distintas formaciones económico-sociales de las primeras civilizaciones (modo de producción primitivo, modo de producción asiático o despotismo hidráulico y modo de producción esclavista). Durante el periodo clásico de Grecia, sí que hubo artistas destacados que se relacionaron con políticos e intelectuales, o lo eran ellos mismos (como Fidias); pero tal cosa sucedió más como excepción que como regla, e incluso actuó más como mitificación que como una valoración del artista concreto (el caso de Apeles).

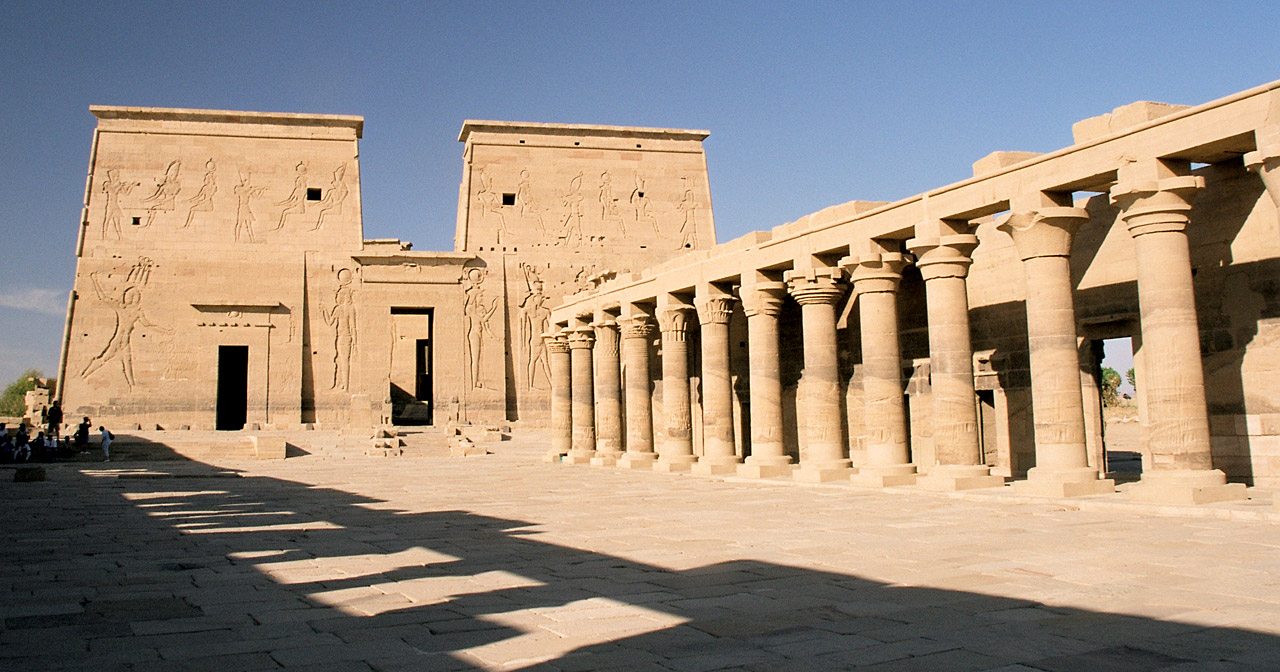
Templo egipcio de File.
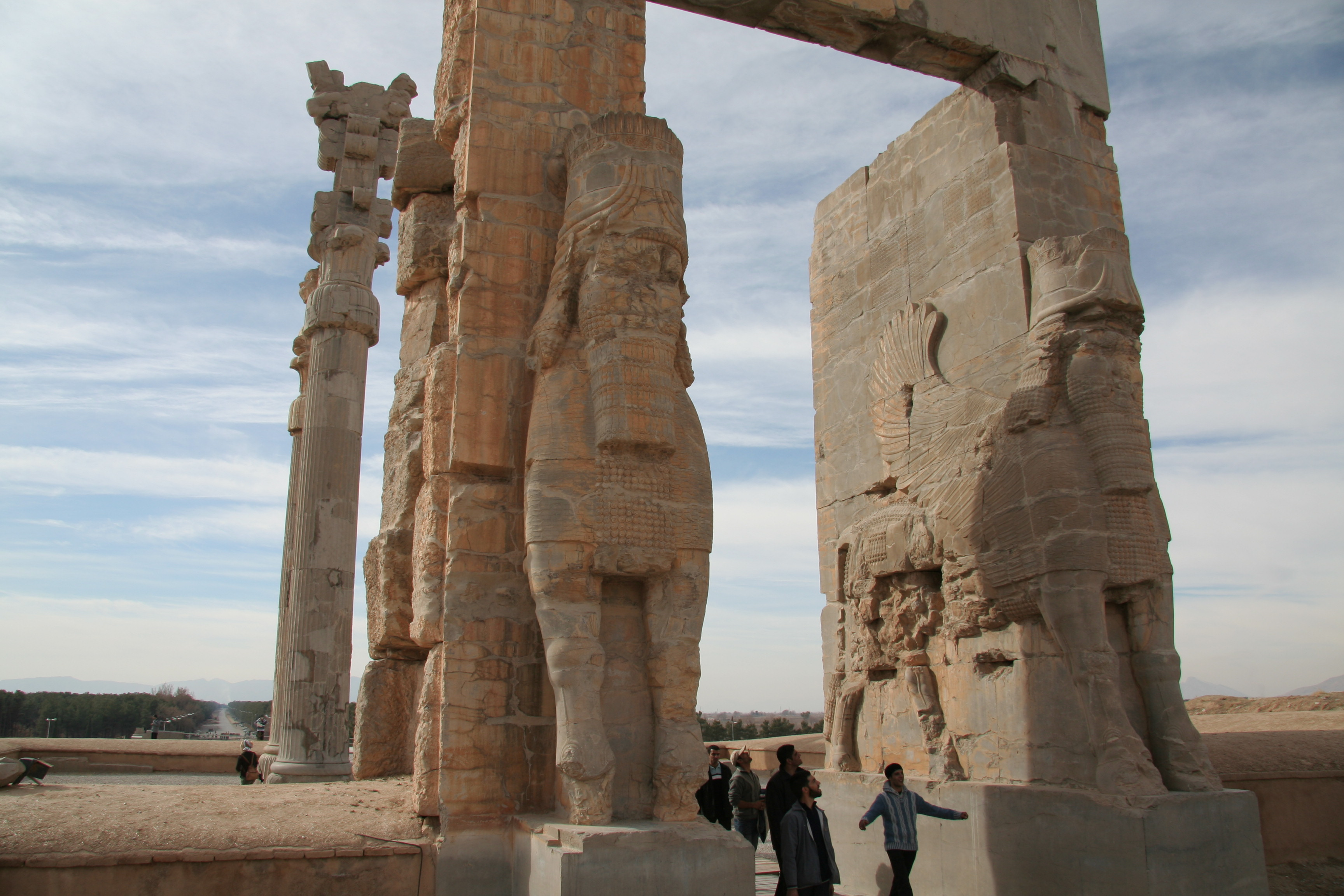
Columnas y puerta flanqueada por guardianes alados en el Palacio de Persépolis.
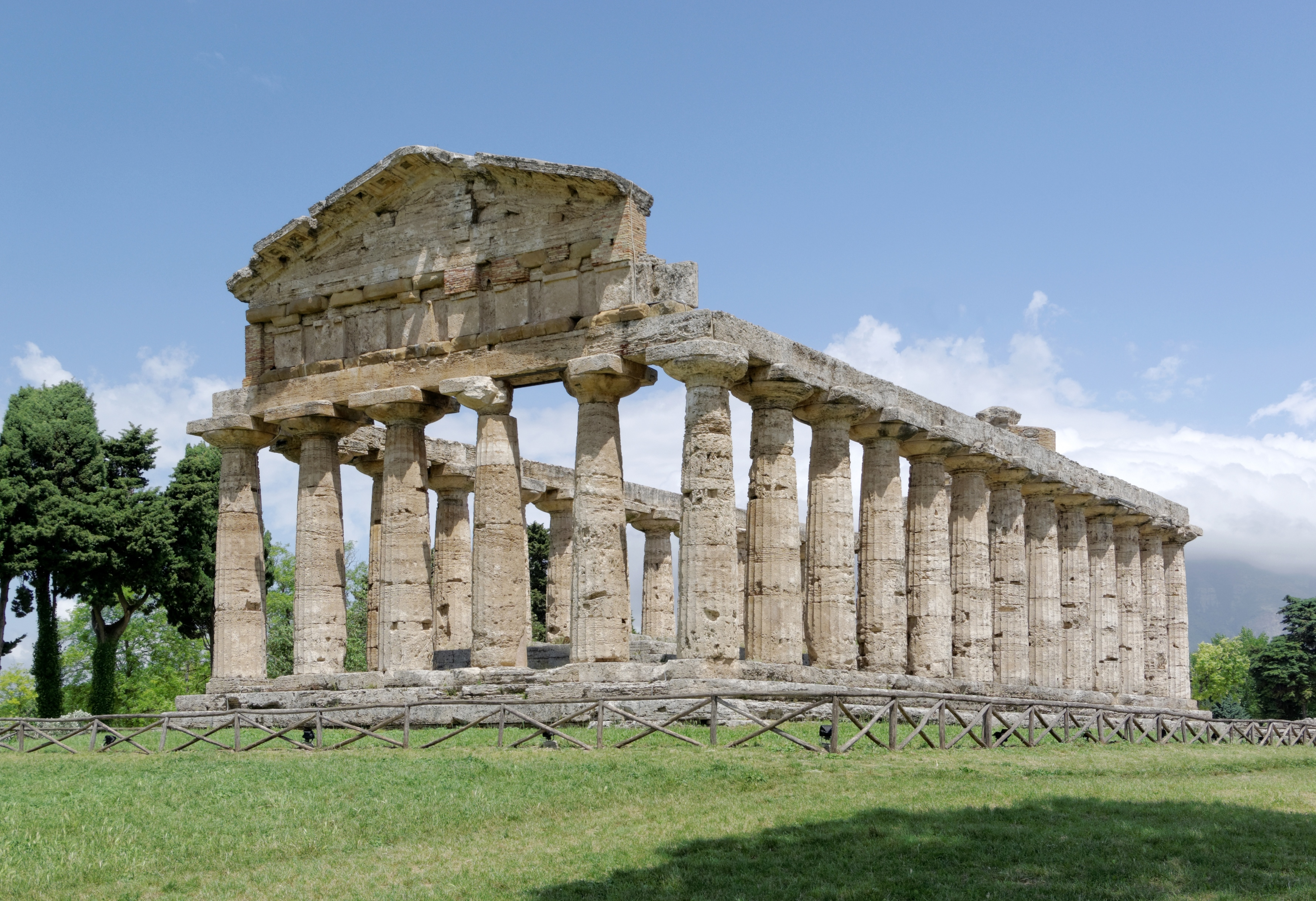
Templo griego de Atenea (antes conocido como de Ceres) en Paestum.
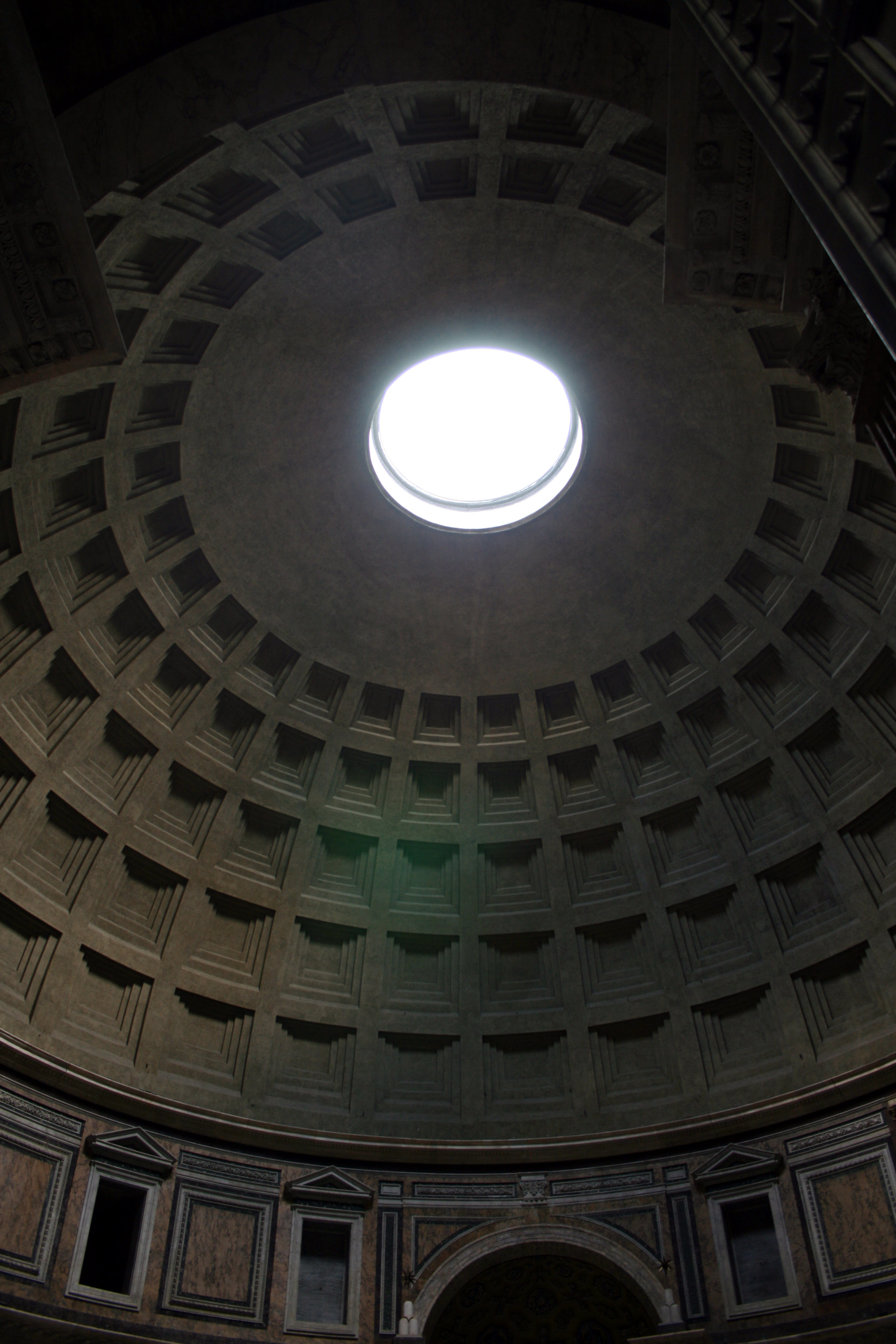
Cúpula del Panteón de Roma.

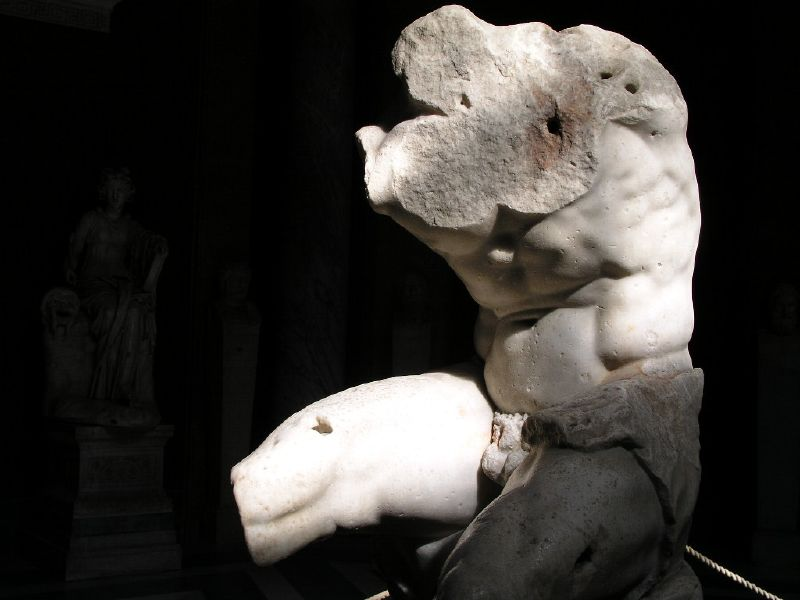
Torso del Belvedere, obra de Apolonio de Atenas del siglo I a. C. Miguel Ángel lo admiraba extraordinariamente (esta es la obra de alguien que ha sabido más que la Naturaleza) a pesar de, o quizá gracias a, su aspecto semidestruido, que produce una fascinación común a todo el arte antiguo que se mitifica. Es famosa su definición de una buena escultura: la que permanecía bella tras haber rodado por una pendiente.

### Funciones del arte en la Antigüedad
La función del arte y la valoración de los objetos que hoy consideramos una obra de arte, no tenían la misma consideración en las civilizaciones de la Edad Antigua: los pequeños objetos cotidianos que hoy se exhiben en los museos (desde pesos o husos de telares hasta joyas) serían apreciados por su función o por el valor intrínseco de su material tanto o más que por cuestiones formales;  por el contrario, las grandes estatuas egipcias o las estelas sumerias tenían funciones religiosas –vida eterna– y de presencia política –ejercicio del poder y memoria histórica–, identificadas con el dios o el rey –que podía ser objeto incluso de una damnatio memoriae, borrando su nombre y sustituyendo sus rasgos por los del rey rival.

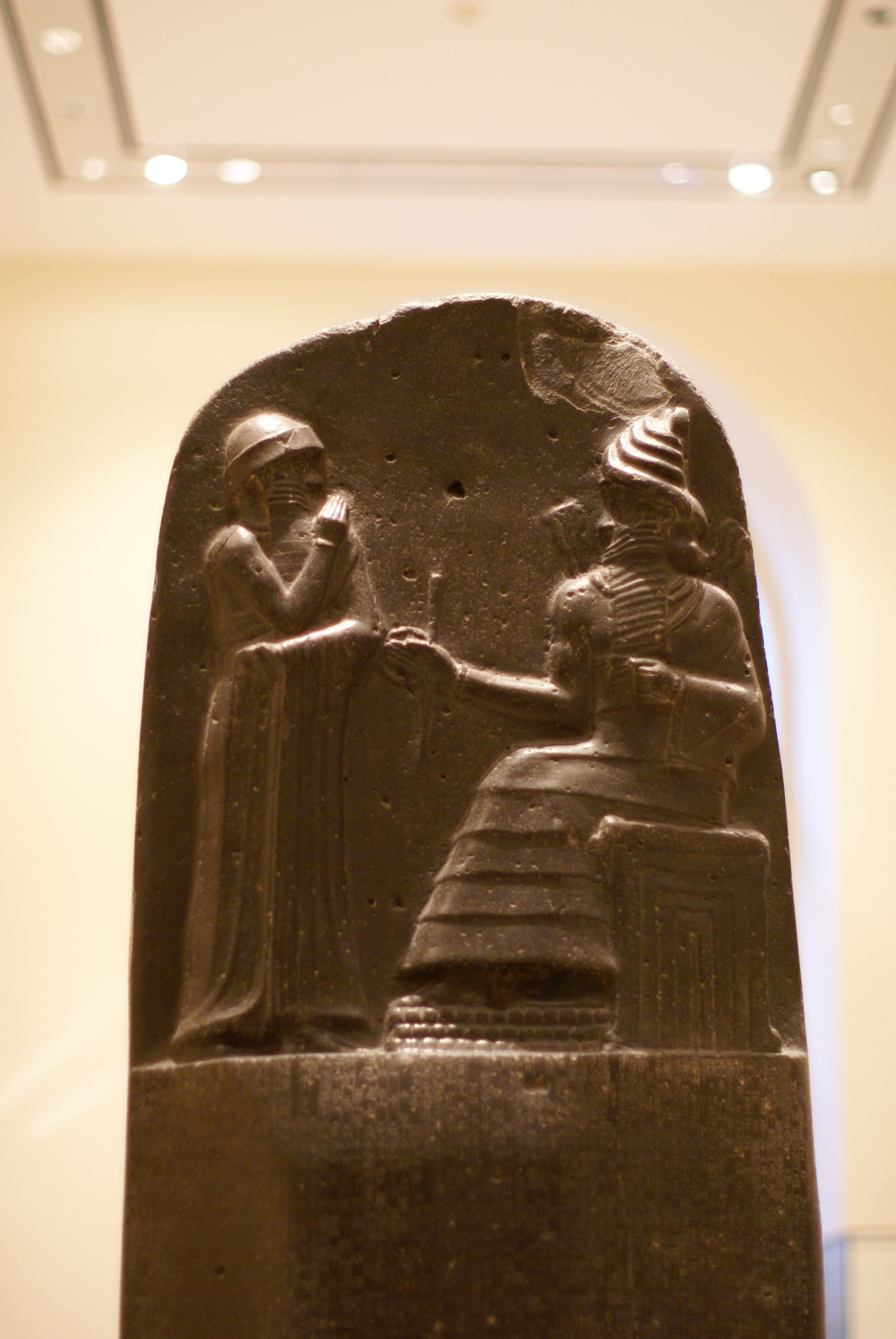
Estela de Hammurabi, con el texto del famoso Código en escritura cuneiforme.
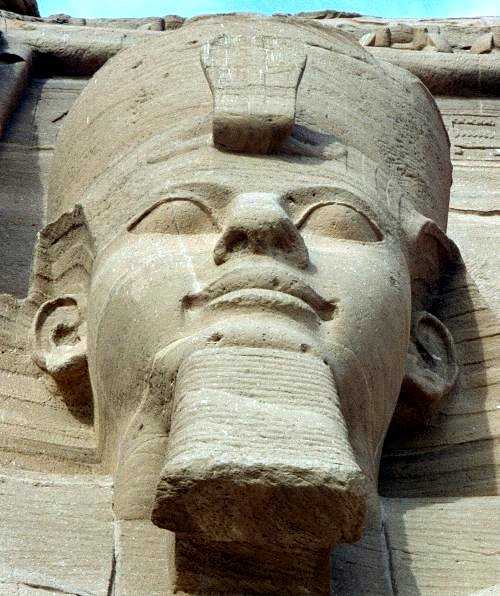
Ramsés II en la entrada al templo de Abu Simbel.
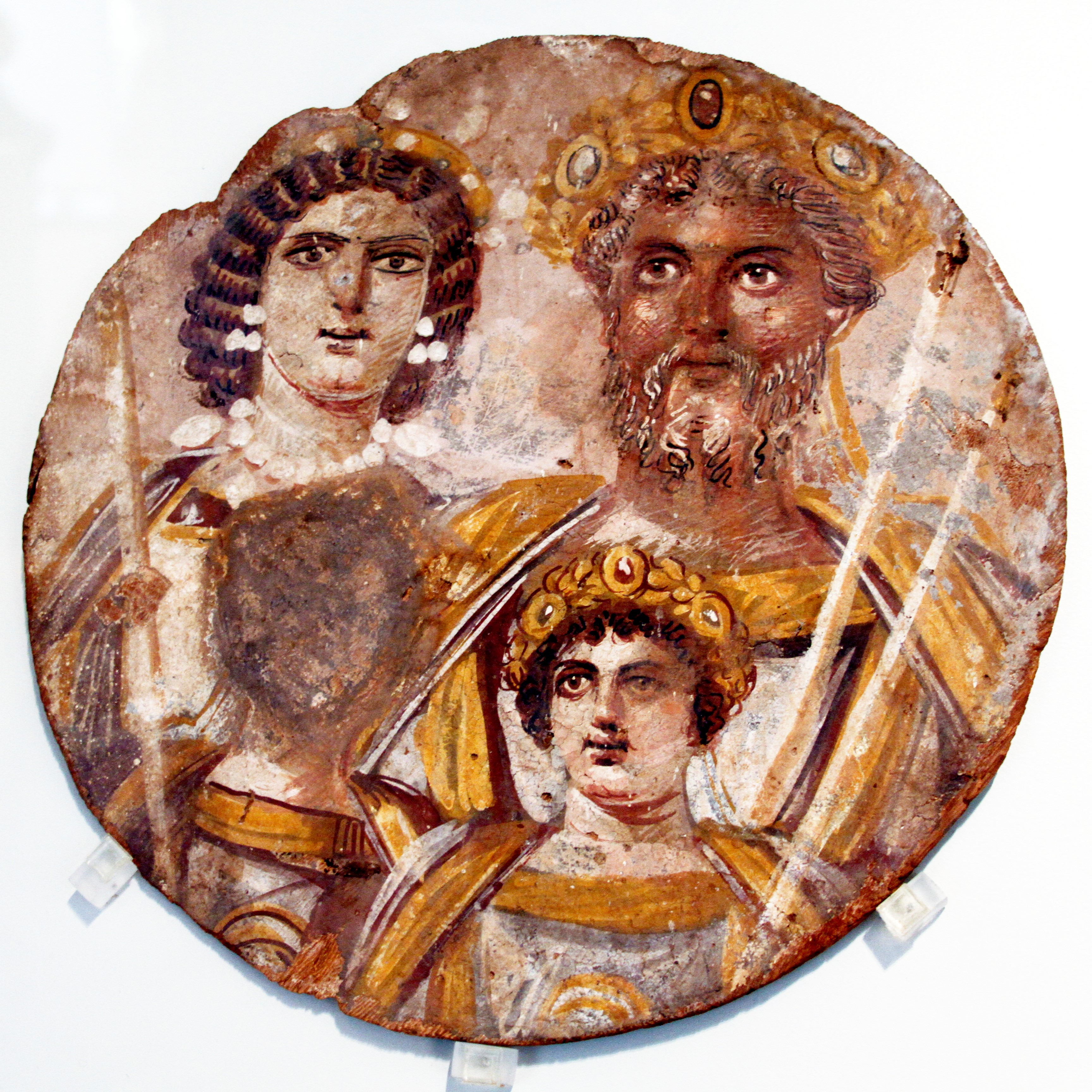
Damnatio memoriae, en que se ha borrado la cara de Publio Septimio Geta en un retrato de la familia imperial romana de los Severos.
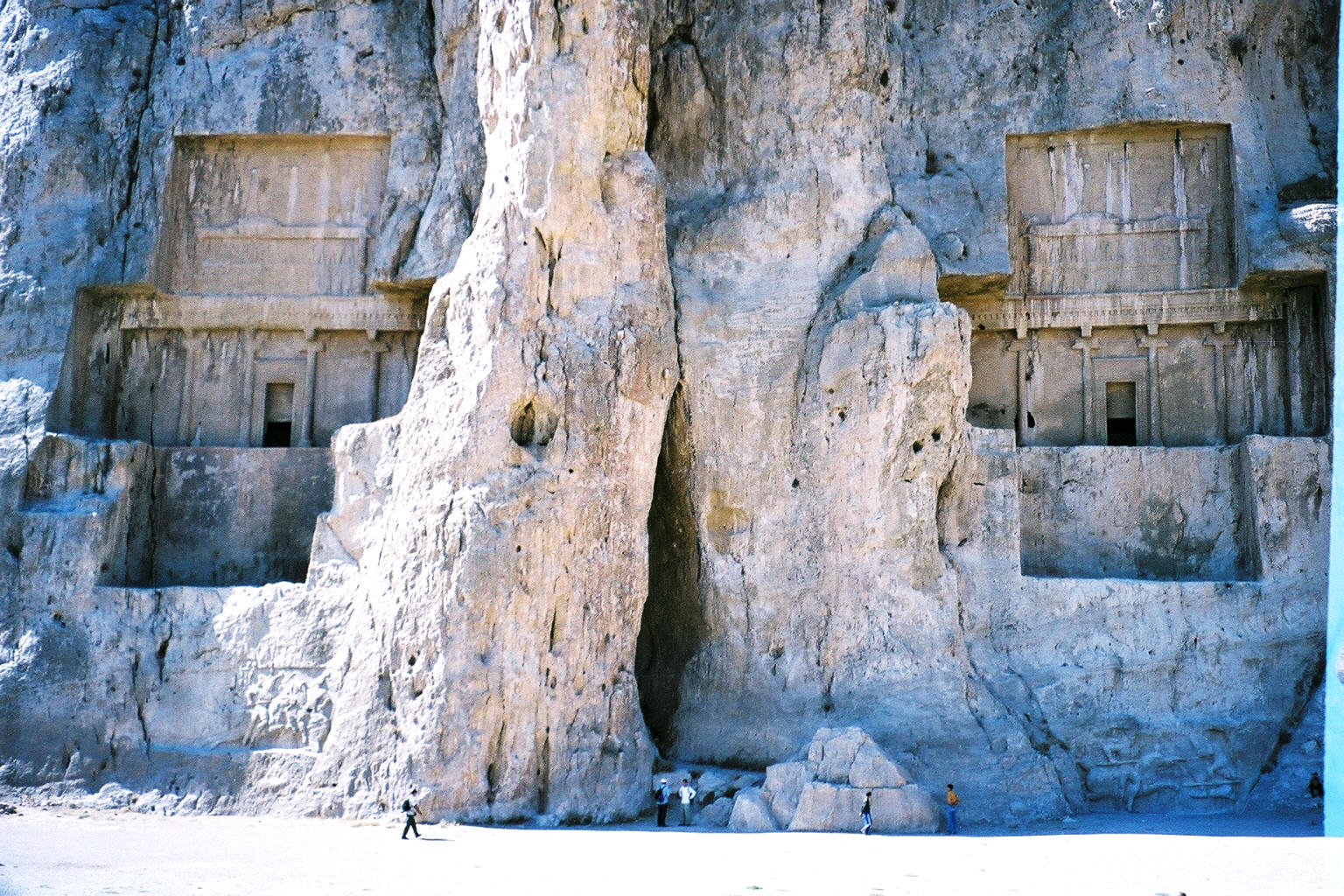
Tumbas de los emperadores persas aqueménidas, en Naqsh-e Rostam.

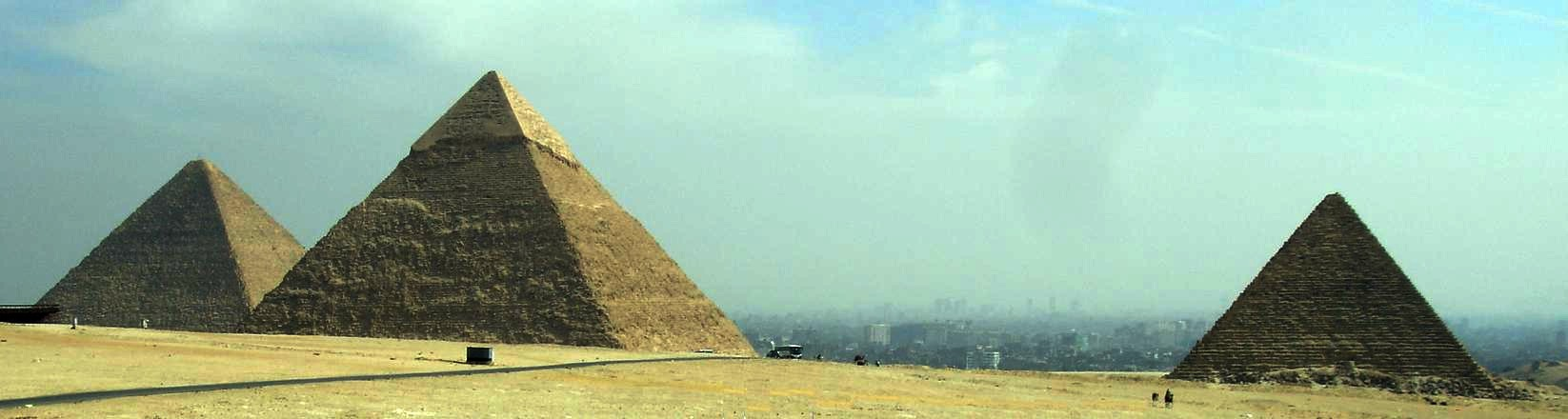
Pirámides de Guiza.

La casa, la tumba, el templo o el palacio, son contenidos arquitectónicos expresados en formas muy diversas por las distintas civilizaciones, sometidas a los condicionantes físicos y la disponibilidad local de materiales; pero no obstante, las soluciones formales encontradas fueron muy a menudo sorprendentemente similares (pirámides egipcias, chinas, mesoamericanas), y los elementos arquitectónicos elegidos de entre un surtido no ilimitado (cubiertas, muros, vanos, columnas, pilares, dinteles, arcos, bóvedas). Siempre, y en todo caso, con rasgos de validez prácticamente universal: la obligación de que el edificio permita satisfacer necesidades materiales e imaginadas de personas e instituciones (agentes sociales y políticos que son sujetos históricos), además de ser vehículo de una creación. Sólo desde ese punto de vista puede entenderse que la movilización necesaria para levantar las Pirámides de Guiza era en sí misma justificativa de su existencia como proyecto ideológico de una sociedad entera.

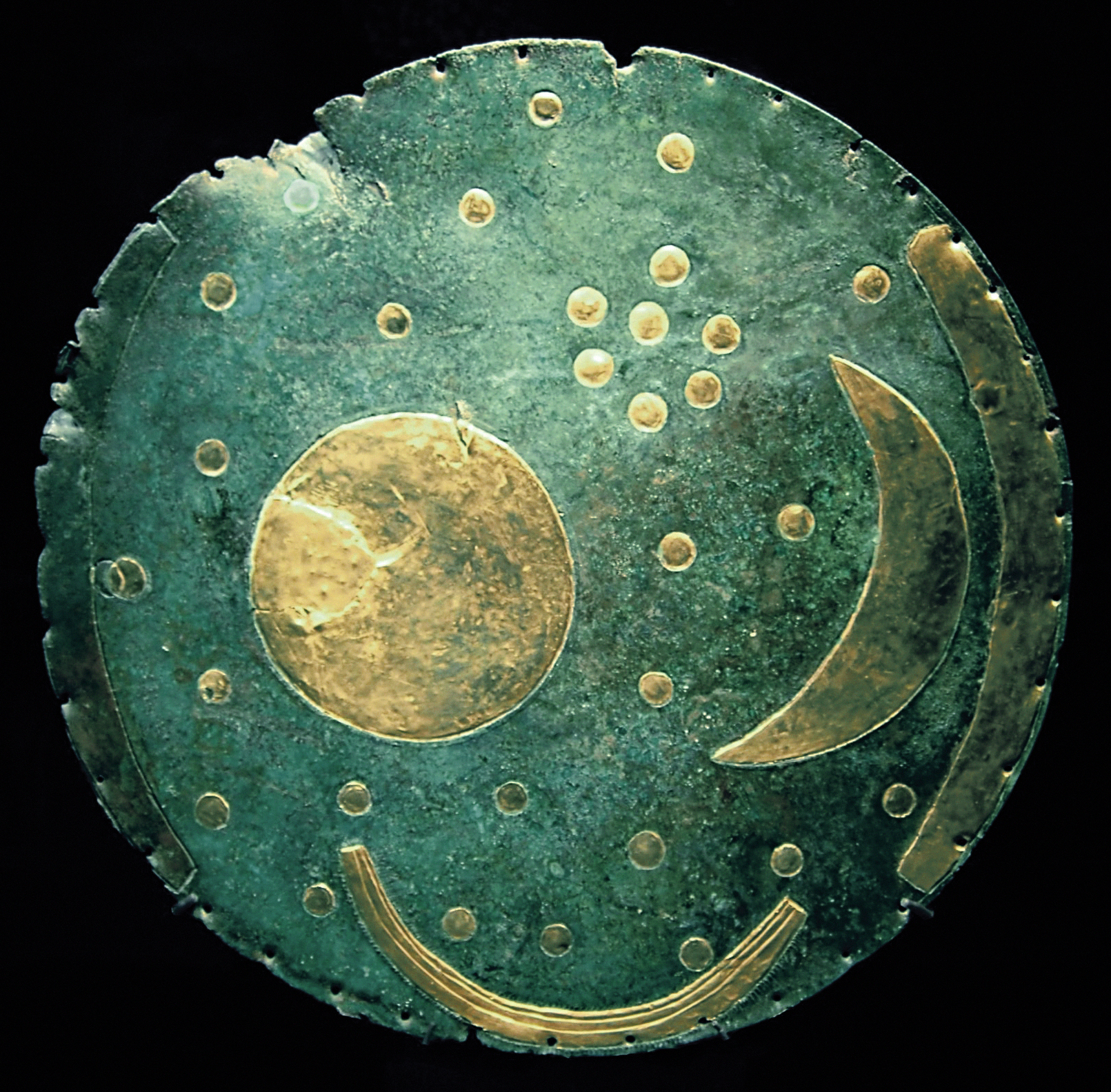
Disco de Nebra.
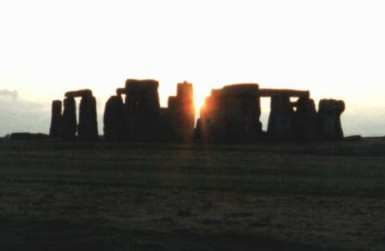
Stonehenge.
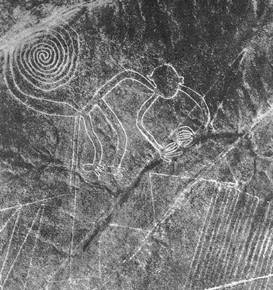
Mono de las líneas de Nazca.
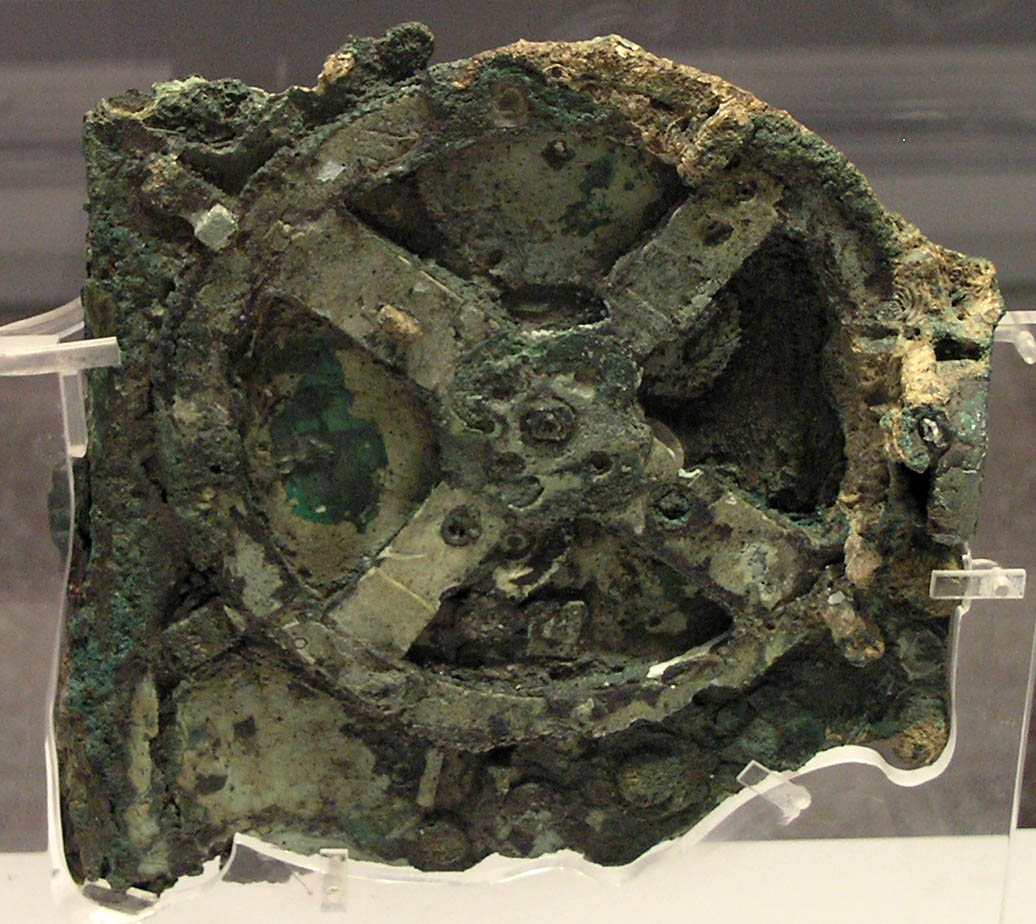
Mecanismo de Anticitera.

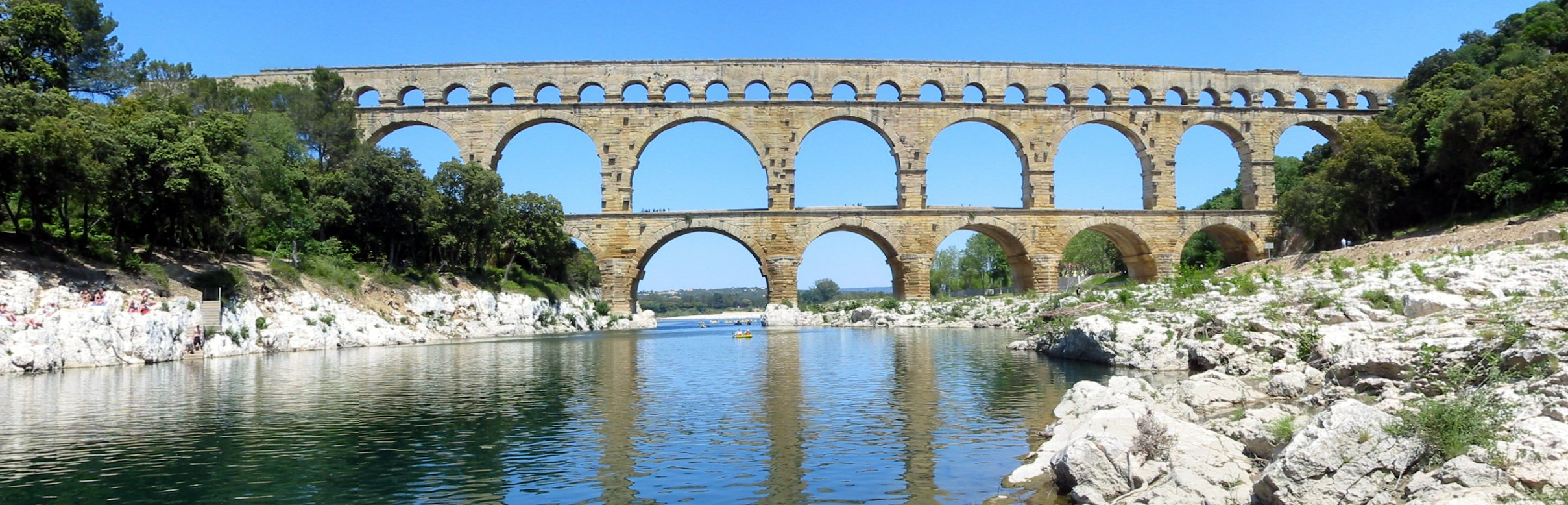
Pont du Gard, puente y acueducto romano en su Provincia Gala Transalpina (actual Provenza, Francia).

Idénticas funciones tenía el arte en las culturas prehistóricas simultáneas a las primeras civilizaciones del Próximo Oriente Antiguo, con las que de hecho mantenían relación, en toda la Cuenca del Mediterráneo e incluso la Europa central: objetos como el disco celeste de Nebra, recuperado por románticos procedimientos y estudiado por la arqueología, eran en la época (II milenio a. C.) útiles tecnológicos, valiosos por su función real y por su función simbólica, no por cuestiones relativas a la estética, a pesar de que son indudablemente bellos. Lo mismo podría decirse de los monumentos megalíticos como Stonehenge, un verdadero observatorio astronómico que al tiempo servía de calendario solar-lunar, o el mecanismo de Anticitera, un enigmático objeto de bronce con engranajes fechado en el siglo I a. C.. Otros son de muy discutida función, como las preincaicas líneas de Nazca. En la civilización romana, la función utilitaria y la durabilidad de acueductos y puentes sin duda prevalecía sobre cualquier consideración estética, aunque también sirvieran de vehículo para expresarlas.

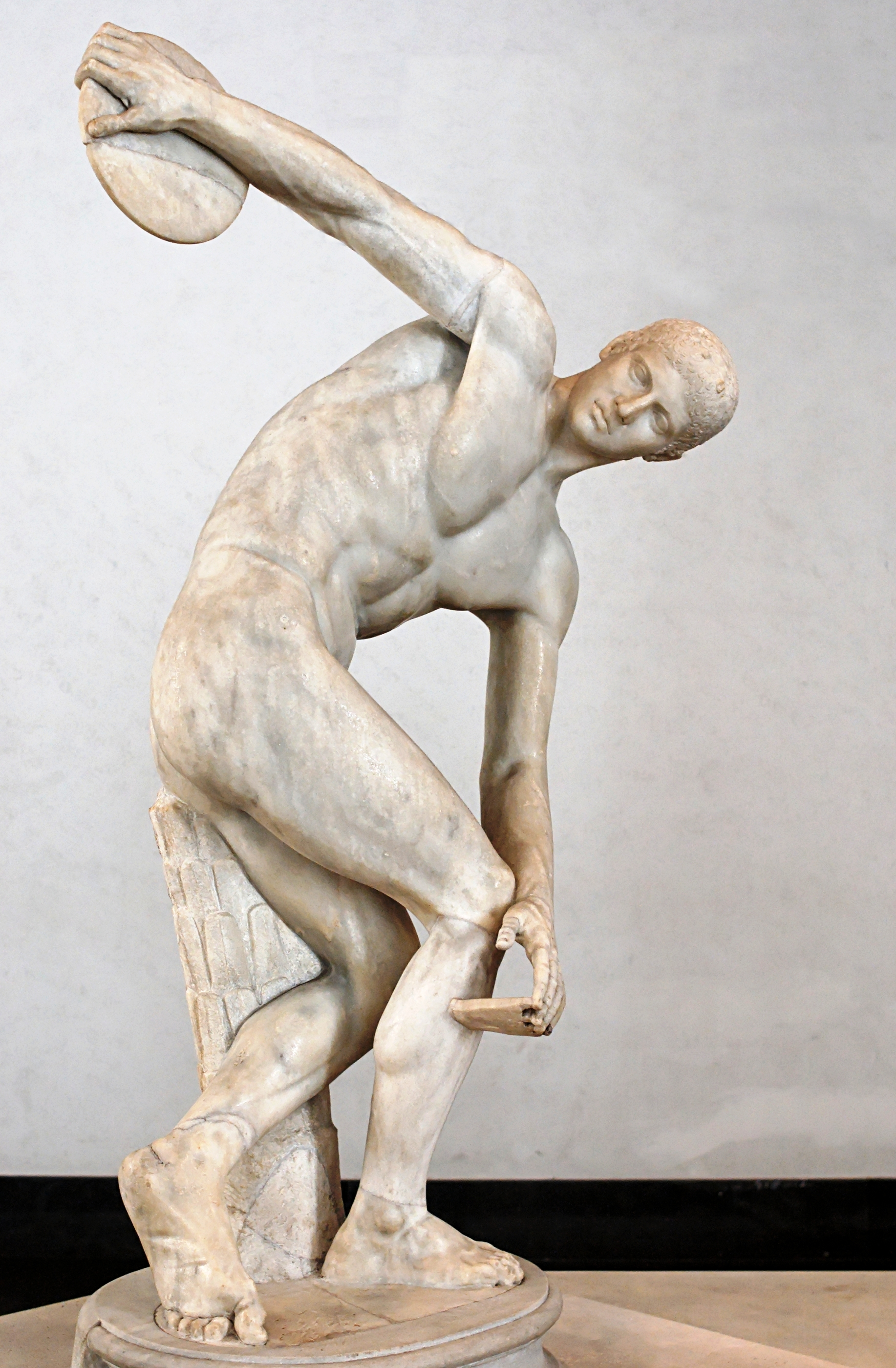
Copia romana en mármol del Discóbolo de Mirón. Necesita un apoyo para que no se desequilibre o se le quiebren las piernas por el peso.
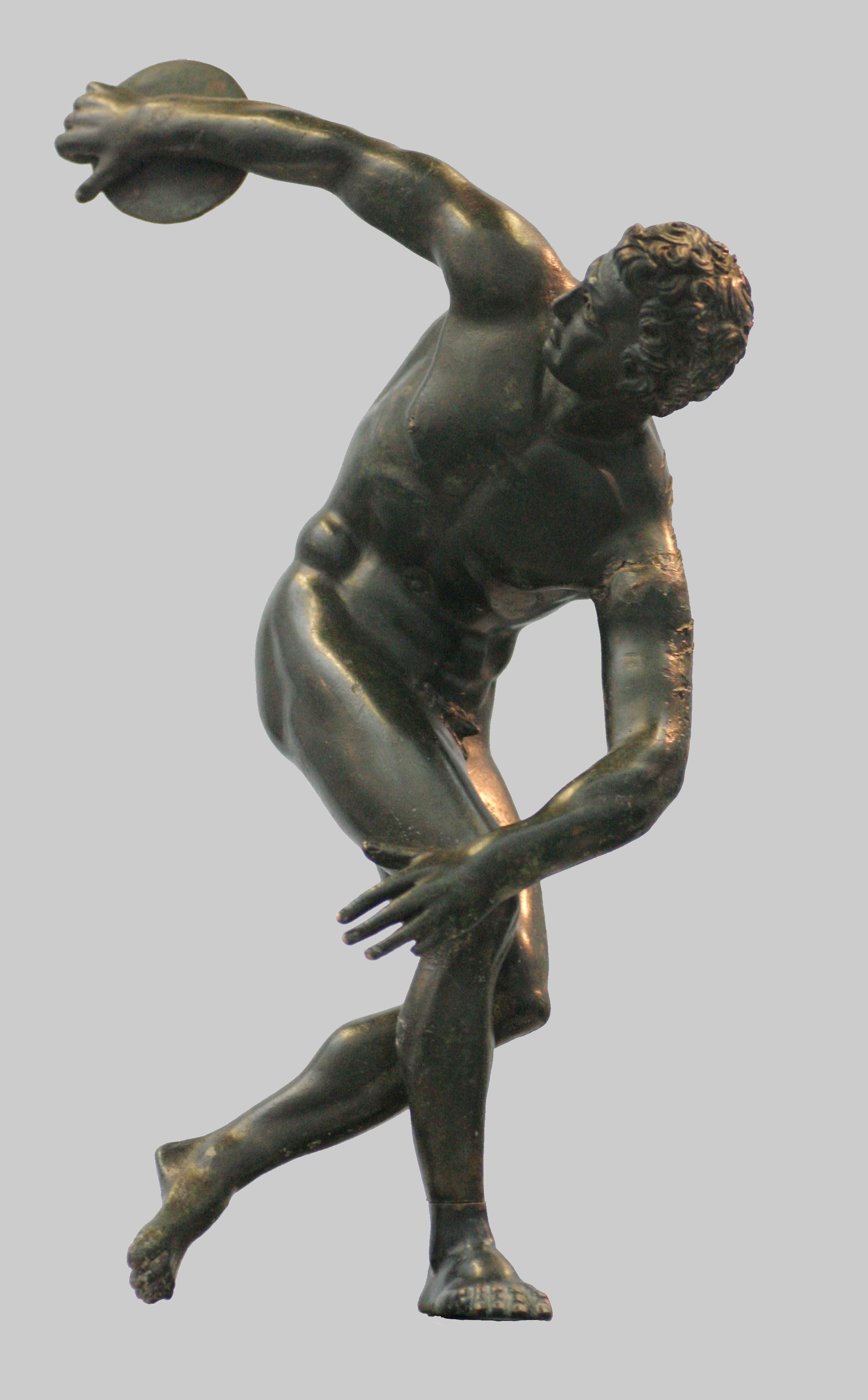
Copia algo más similar al original, al menos en su material: de bronce, con lo que es más ligera y no necesita el apoyo. Su color oxidado es verde oscuro, pero bruñido es de un tono similar al de la piel mediterránea bronceada en verano.

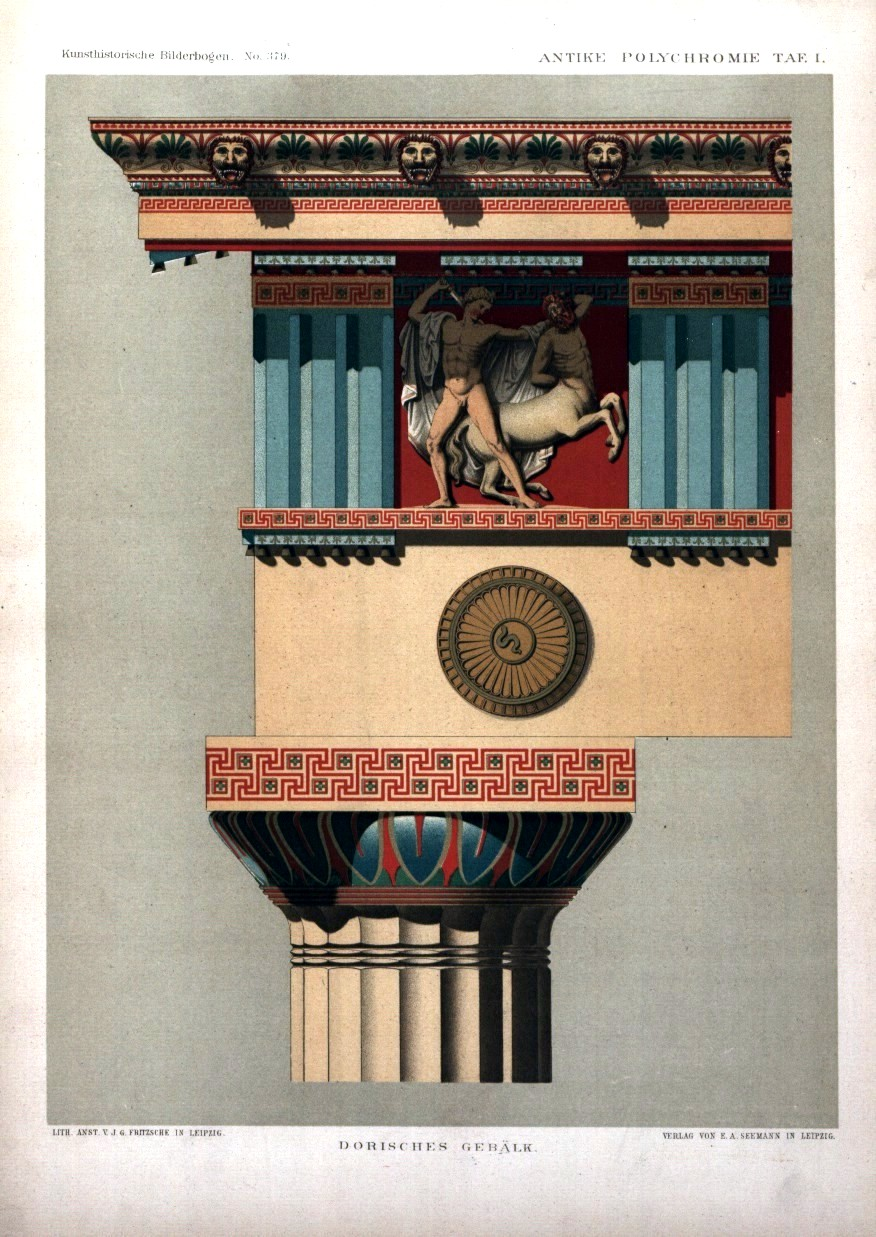
Elementos arquitectónicos griegos, coloreados tal como lo estarían.

### La idea de belleza en el Arte antiguo
En otras ocasiones, la imagen que nos hacemos de lo sublime del arte antiguo tiene poco que ver con lo que veían sus contemporáneos: la blancura del mármol de templos y esculturas griegas que tanto admiramos estaba siempre cubierto de pintura en vivos colores, puesto que sin ella los hubieran considerado inexpresivos e inacabados. También hay que considerar que la mayor parte de esas esculturas griegas las conocemos por copias industrializadas hechas en época romana con criterios arqueológicos, culturales o turísticos entonces sí algo más cercanos a los nuestros.

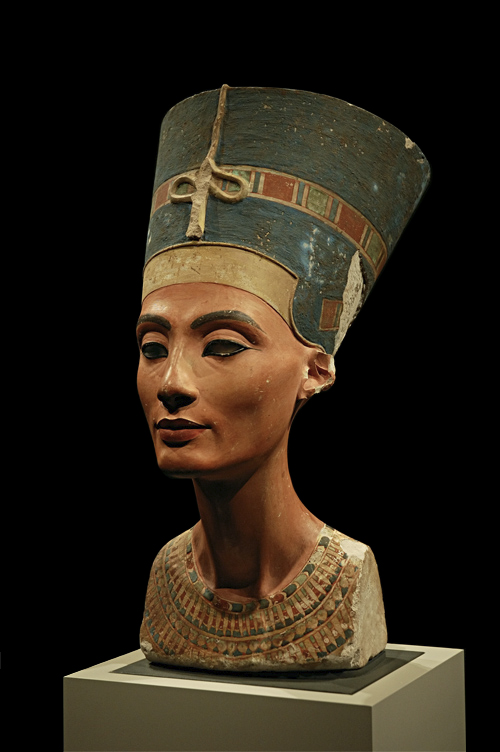
Busto de Nefertiti. Obra maestra del arte egipcio.
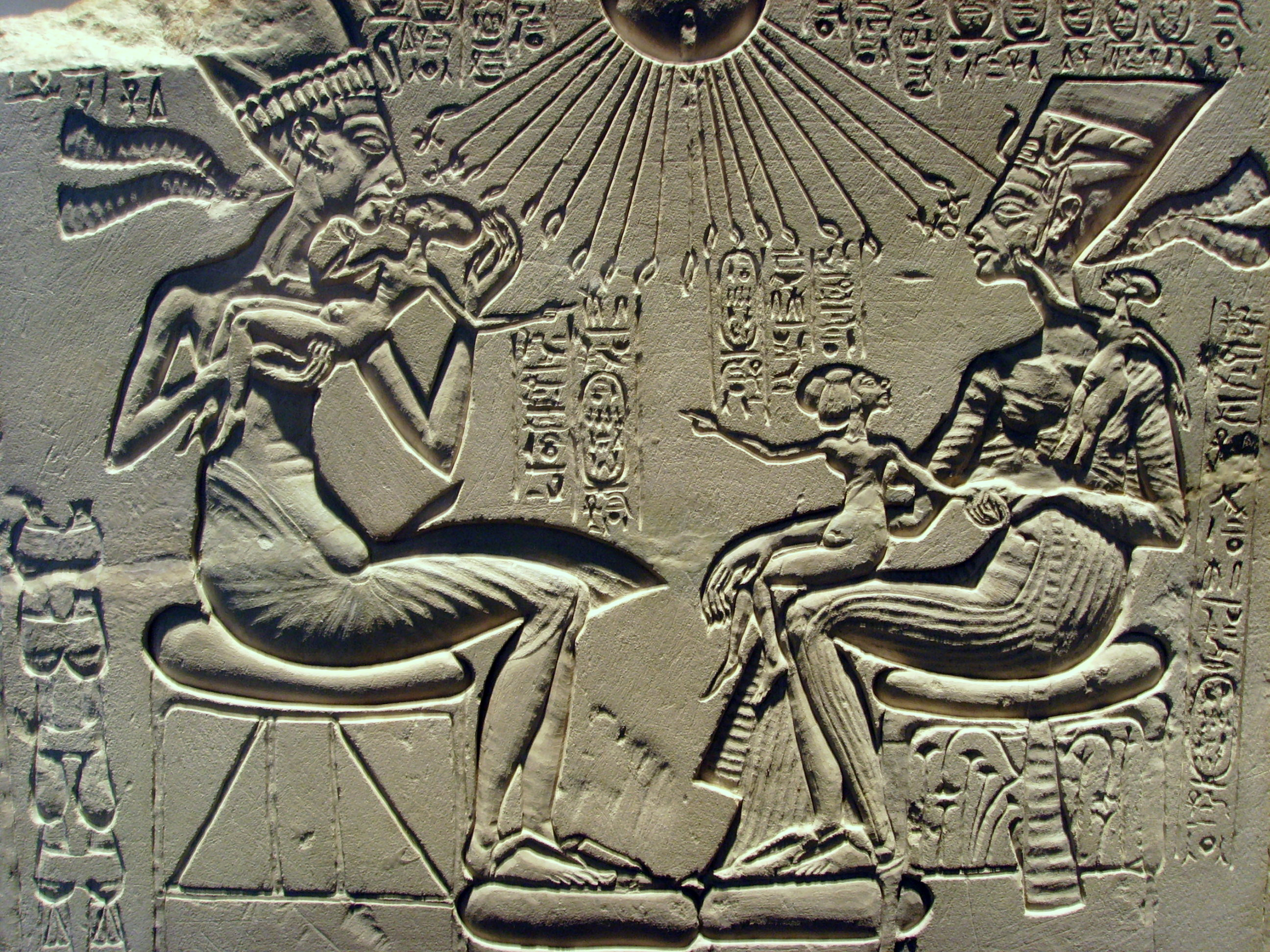
Akenatón, Nefertiti y sus hijos.
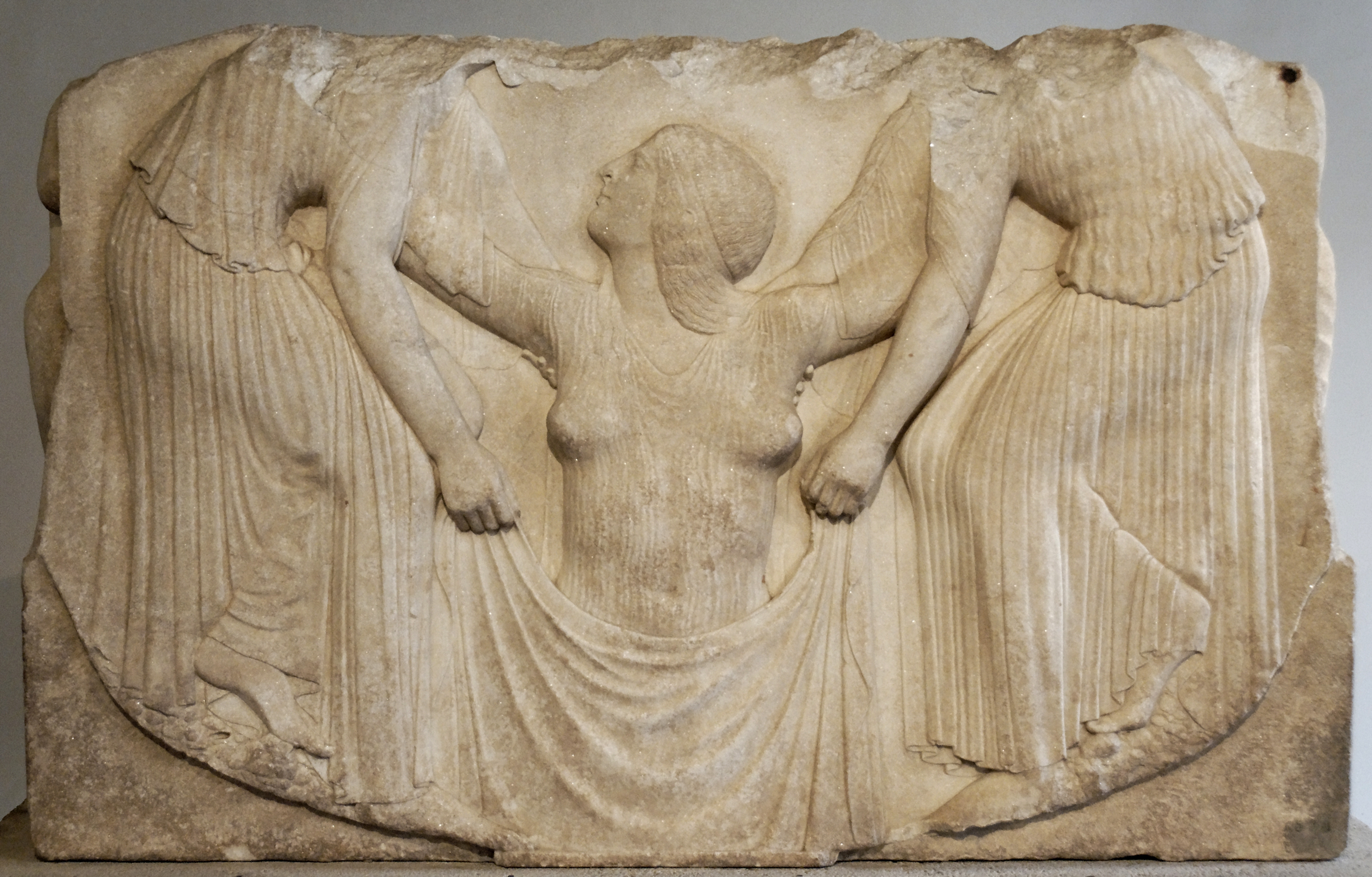
Trono Ludovisi, Afrodita saliendo del mar.
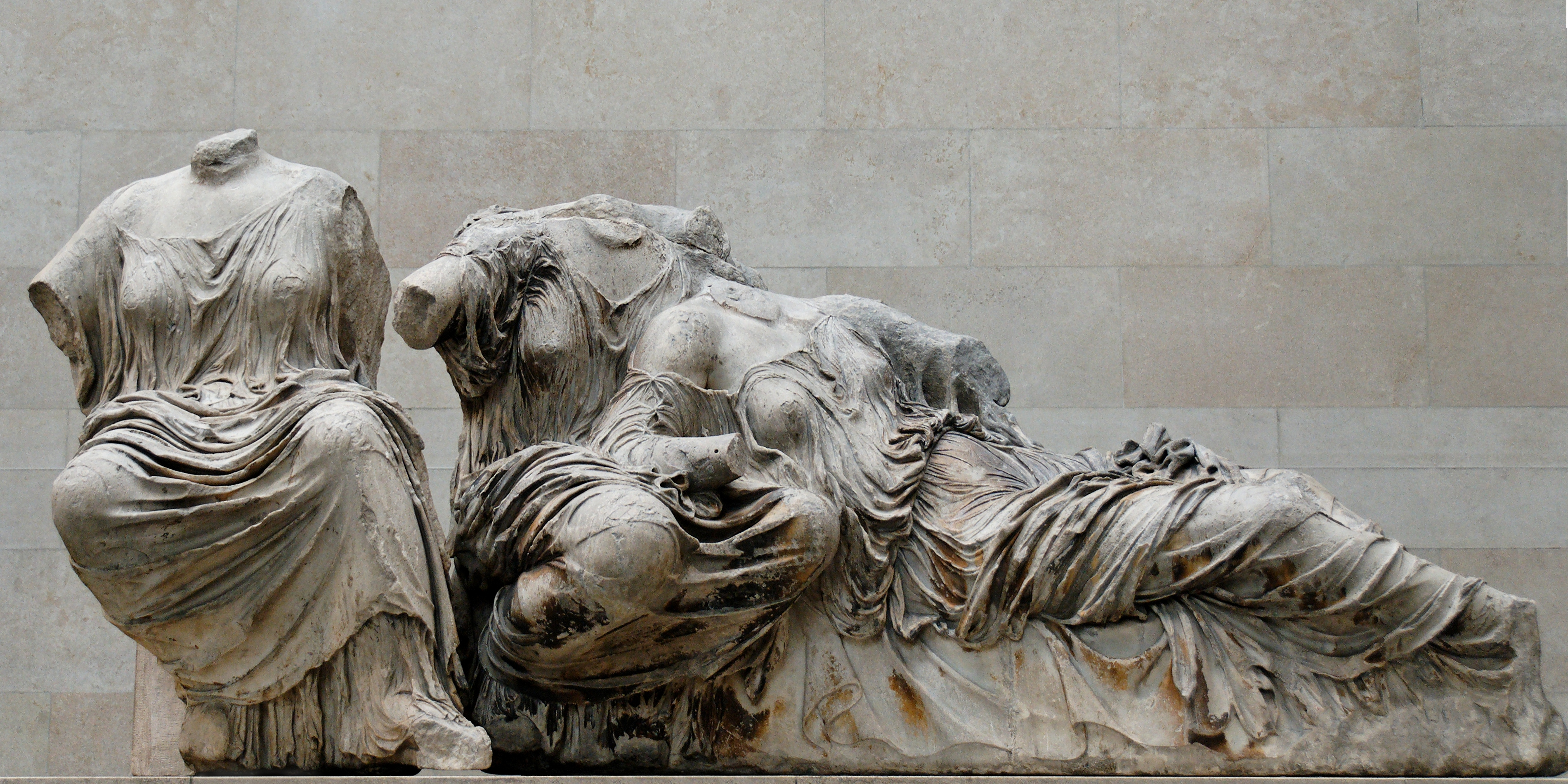
Afrodita, Leto y Artemisa en los relieves del Partenón (técnica de paños mojados) Fidias, mediados del siglo V a. C.

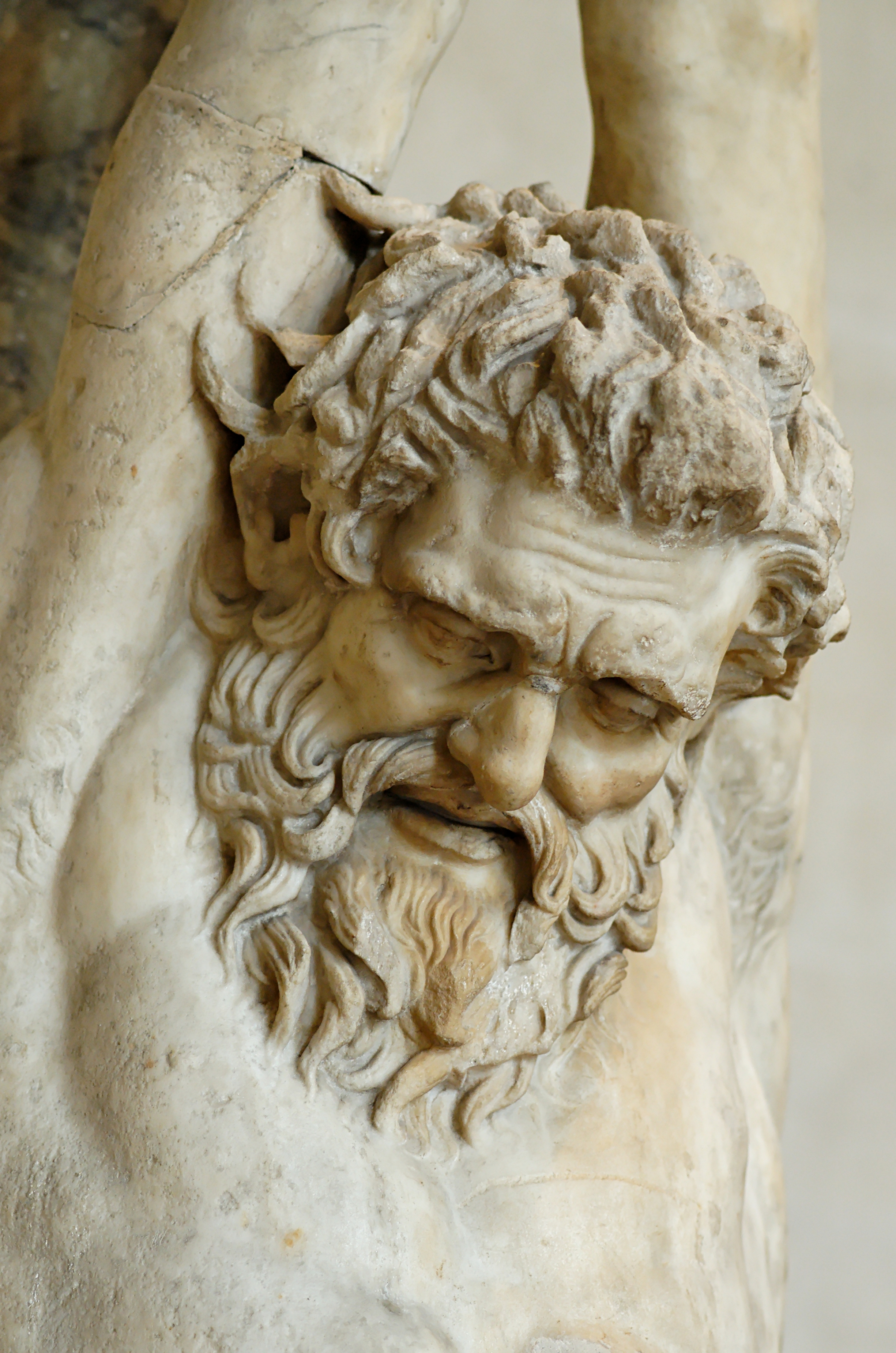
Marsias despellejado por Apolo en castigo por haberle desafiado (o quizá en venganza por haberle en verdad vencido) en una competición musical; un tema muy adecuado a las reflexiones griegas sobre la capacidad humana de equipararse a los dioses mediante la habilidad o el arte, que fácilmente desemboca en el exceso pecaminoso de la hybris u orgullo desmesurado. Es copia romana de una escultura helenística que se recrea en el dolor de la tortura de un hombre viejo y feo, en un estiramiento anatómico muy estudiado por el arte académico, y que se considera precedente de las representaciones del Cristo crucificado tan habituales en el arte occidental a partir de la Edad Media.

La idea de lo bello no ha sido nunca constante; ni siquiera en un periodo de estabilidad tan prolongada en la repetición de formas estereotipadas como fue el arte egipcio, que presentó una discontinuidad radical como fue el periodo de Amarna (vinculado a las reformas religiosas de Akenatón (Amenofis IV). Tampoco presenta características locales inconfundibles: la manera egipcia de representar las figuras es similar a la de la Grecia arcaica; al igual que las formas fantásticas que se han venido en llamar estilo orientalizante. Tomando como ejemplo el caso paradigmático del arte griego, la evolución de los periodos arcaico, clásico y helenístico ha sido comparada a otros momentos de evolución pendular en la Historia del Arte, que Eugenio D'Ors interpretaba como alternancia entre clasicismo y barroco:

Acicateado por Benedetto Croce, quien pregonaba, como si estuviese en 1800, que el barroco era sólo una de las variedades de lo feo, d'Ors conjuró esa anticuada injuria neoclasicista. Fue más lejos y, contra eruditos como Wölfflin, negó el escritor barcelonés que el barroco fuese tan sólo una excentricidad jesuita visible en la iglesia romana del Gesù o un reflejo de la decadencia del imperio español, controlado en calidad de epidemia en el tránsito del siglo XVII al XVIII. El barroco, argumentó d'Ors, era un estado del alma que, atemporal y ahistórico, aparecía en diversas estaciones de la civilización. Lo barroco era un eón que imitaba los procedimientos de la naturaleza, mientras que el eón clásico hace lo propio con los mecanismos del espíritu. Barroco era lo mismo Proust que la novela rusa, Goya que Picasso, Copérnico como la teoría de la relatividad. "Así", dice d'Ors en Lo barroco, "en las épocas de clasicismo, la música se vuelve poética; la poesía, gráfica; la pintura, plástica; y la escultura, arquitectónica. Recíprocamente, en las épocas de tendencia barroca, la gravitación se produce en sentido inverso: el arquitecto es quien se hace escultor; la escultura pinta; la pintura y la poesía revisten las formas dinámicas propias de la música." Las tesis de d'Ors, aunque escandalizaron en Pontigny, nunca alcanzaron a imponerse. Repitiendo al Stendhal de 1823 cuando eternizó al romanticismo de Shakespeare contra el clasicismo de Racine, d'Ors profundizó en esa dicotomía binaria a través de la oposición nietzscheana entre lo apolíneo y lo dionisiaco, aplicándola al barroco y al clasicismo.

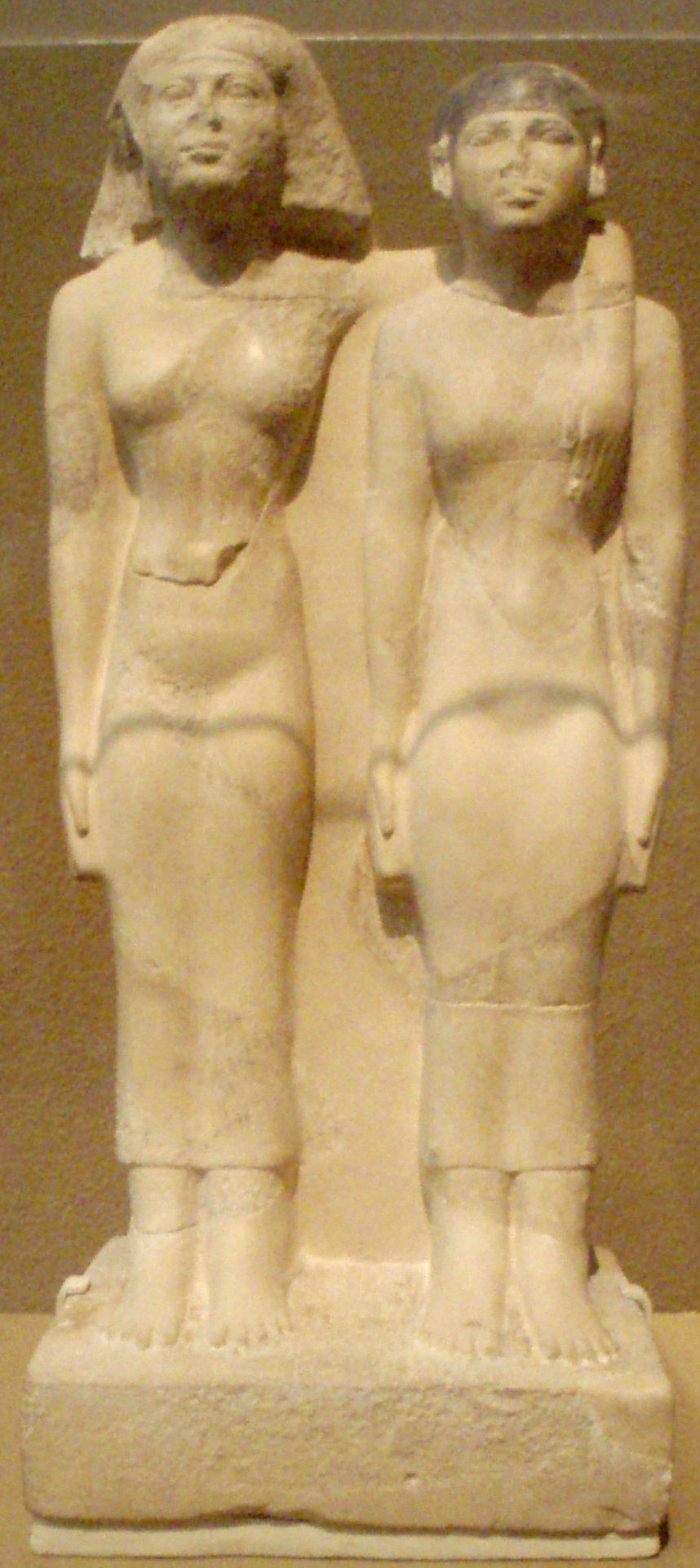
Hetepheres II y Meresankh III.
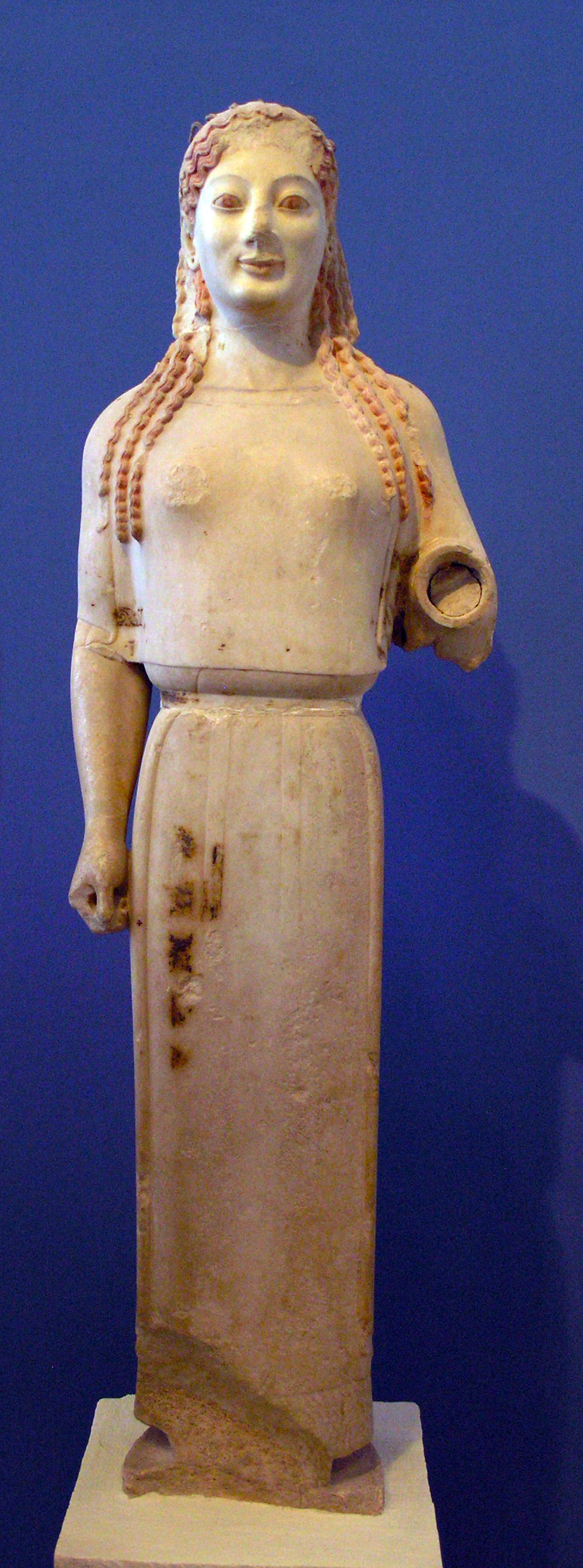
Koré arcaica, Grecia, segunda mitad del siglo VI a. C..
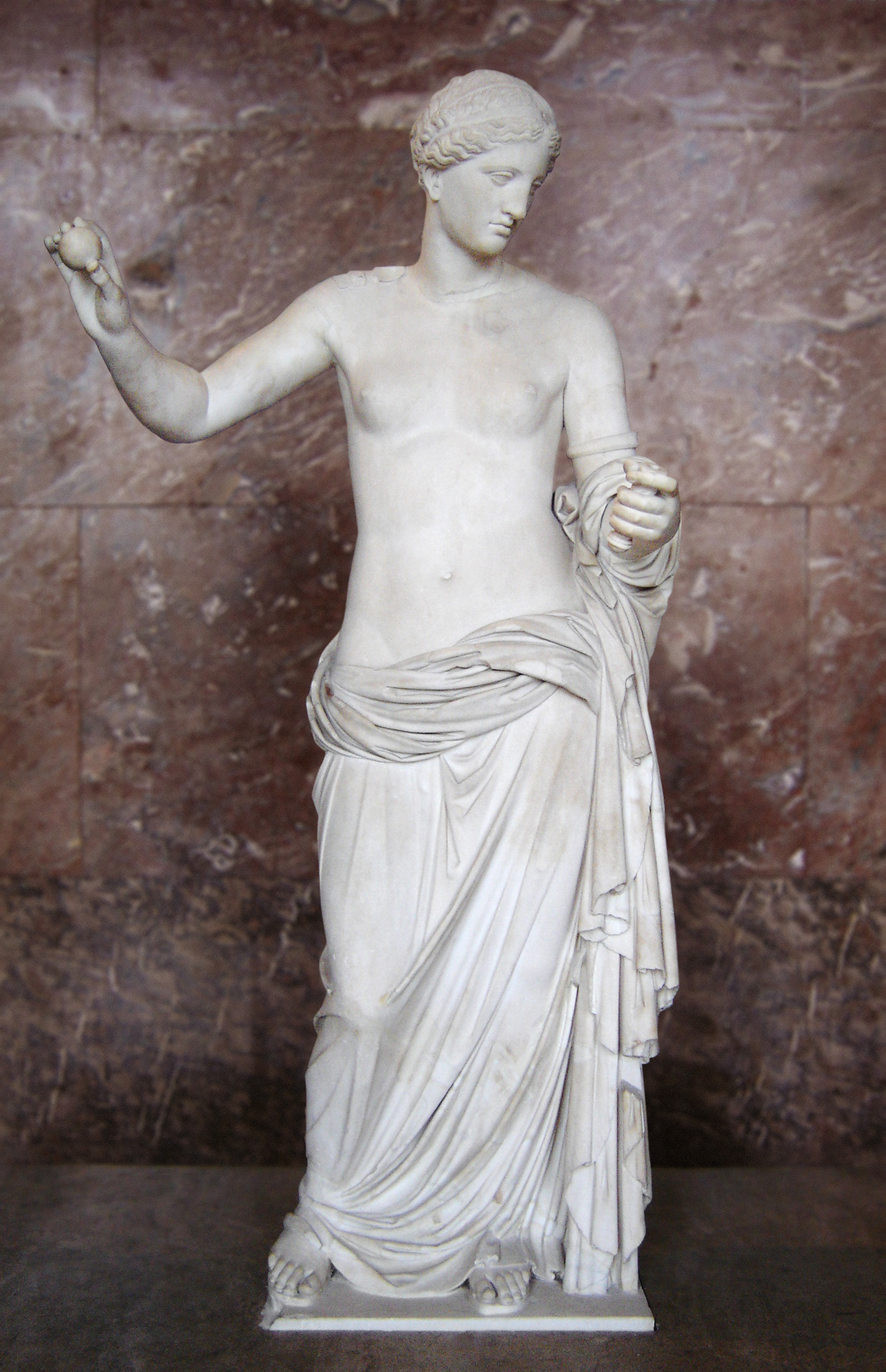
Venus de Arles, copia romana de la Afrodita de Tespias de Praxíteles, Grecia, segunda mitad del siglo IV a. C..
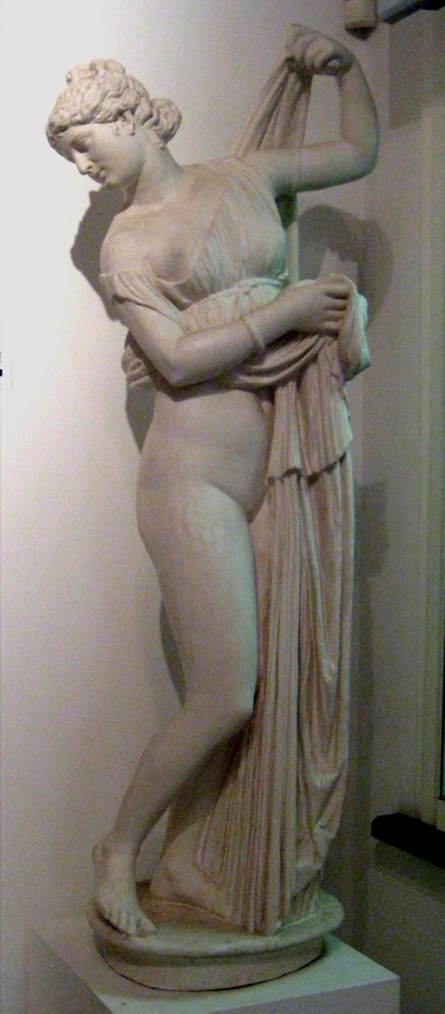
Afrodita Kallipygos (calispigia o de las nalgas hermosas), periodo helenístico, divulgada a partir de una copia romana hallada en el renacimiento propiedad de los Borghese.

## Innovaciones y evolución en el arte antiguo
La historia del arte como esfuerzo continuado de transmisión y tradición directa de maestro a discípulo, de una generación a su siguiente, relaciona el arte de nuestro tiempo con el del valle del Nilo de hace cinco mil años, pues nosotros aprendimos de los griegos y estos aprendieron de los egipcios.

Todos nosotros somos alumnos de los griegos.
Ernst Gombrich

La evolución e innovaciones en el arte de las civilizaciones antiguas es consecuencia del trabajo de búsqueda de innumerables artistas que al elaborar nuevas soluciones formales fueron conformando avances y cambios en el arte de su tiempo.
En la aspiración de los egipcios a la eternidad, debía ser de suma importancia la construcción de sus tumbas para asegurarse la perennidad.
Hacia el 2.700 a. C. se habían realizado importantes progresos arquitectónicos en las tumbas reales pero aún se seguía edificando en adobe. En tiempos de Dyeser (segundo faraón de la Tercera Dinastía), ordenó construir en Saqqara la primera pirámide escalonada, grandiosa realización debida a la inventiva del arquitecto Imhotep, también primer ministro y sumo sacerdote. Según cuenta Manetón, Imhotep fue el inventor de la construcción con sillares de piedra. La pirámide escalonada no fue concebida de una vez. Primero fue una gran mastaba. Después de dos ampliaciones con pozos y galerías subterráneas, tenía forma de tronco piramidal achatado de unos ocho metros de altura. Imhotep tuvo entonces la idea de elevarla hacia el cielo, donde habitaba Ra, el dios Sol, a modo de una gran escalera que permitiera al faraón después de su muerte ascender hacia la morada de los inmortales. Había inventado el tipo de pirámide monumental. Inicialmente tuvo cuatro grandes escalones con una altura de 42 metros. Después una nueva ampliación elevó los escalones a 6 y la altura total a 60 metros. En tiempos de Seneferu, fundador de la cuarta dinastía, se modificó la poderosa arquitectura escalonada ascendente, estableciendo la nueva orientación de la arquitectura monumental funeraria egipcia: la Pirámide de Meidum.

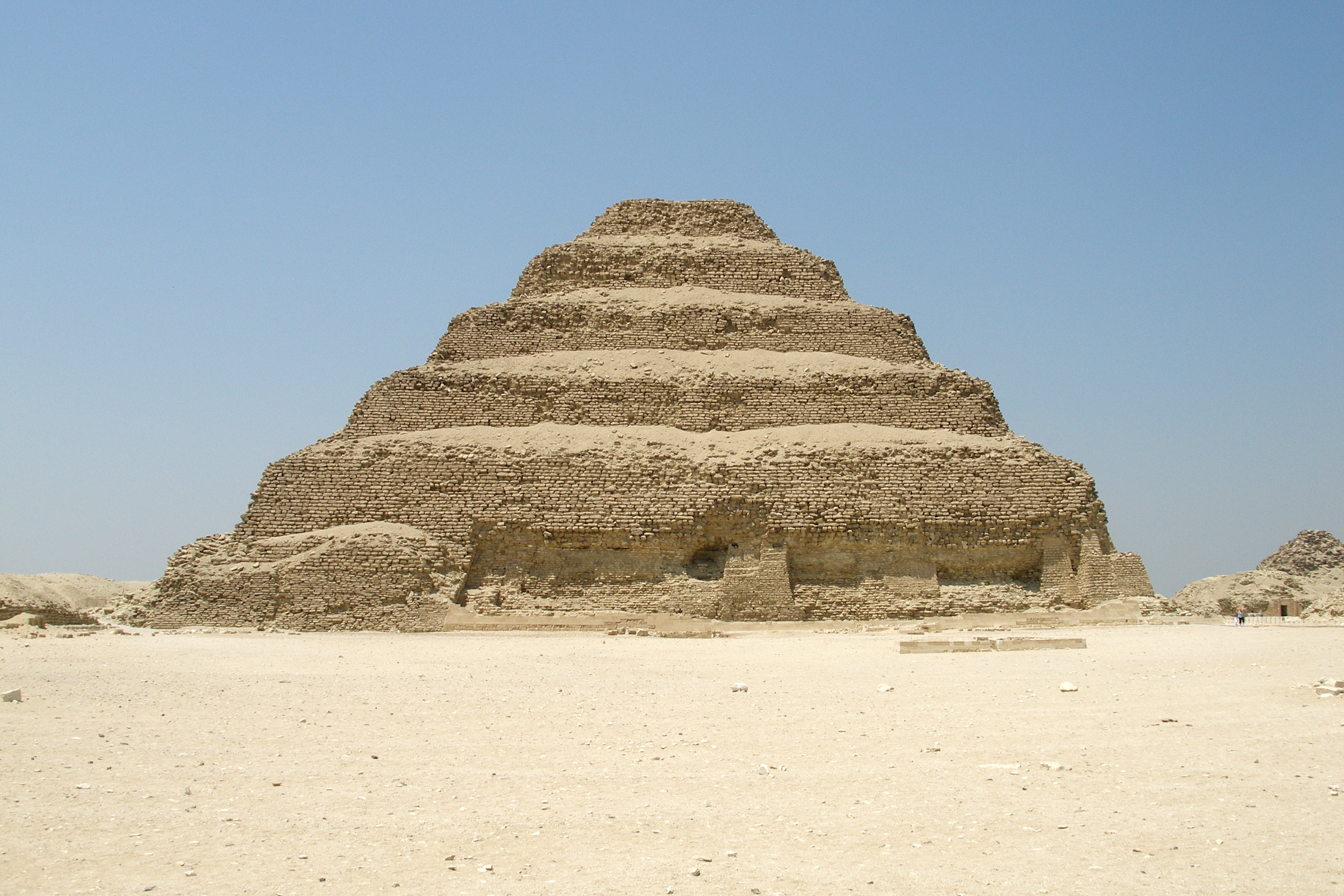
Imhotep construyó en 2645 a. C. para su faraón Dyeser, una tumba de diseño revolucionario, la pirámide escalonada, la primera erigida en Egipto.
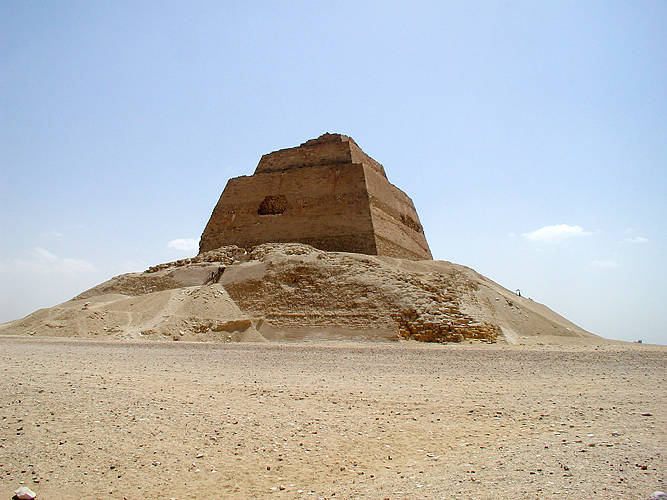
Pirámide de Meidum, una verdadera pirámide a pesar de que se la conoce como falsa pirámide debido al derrumbamiento de sus caras triangulares.
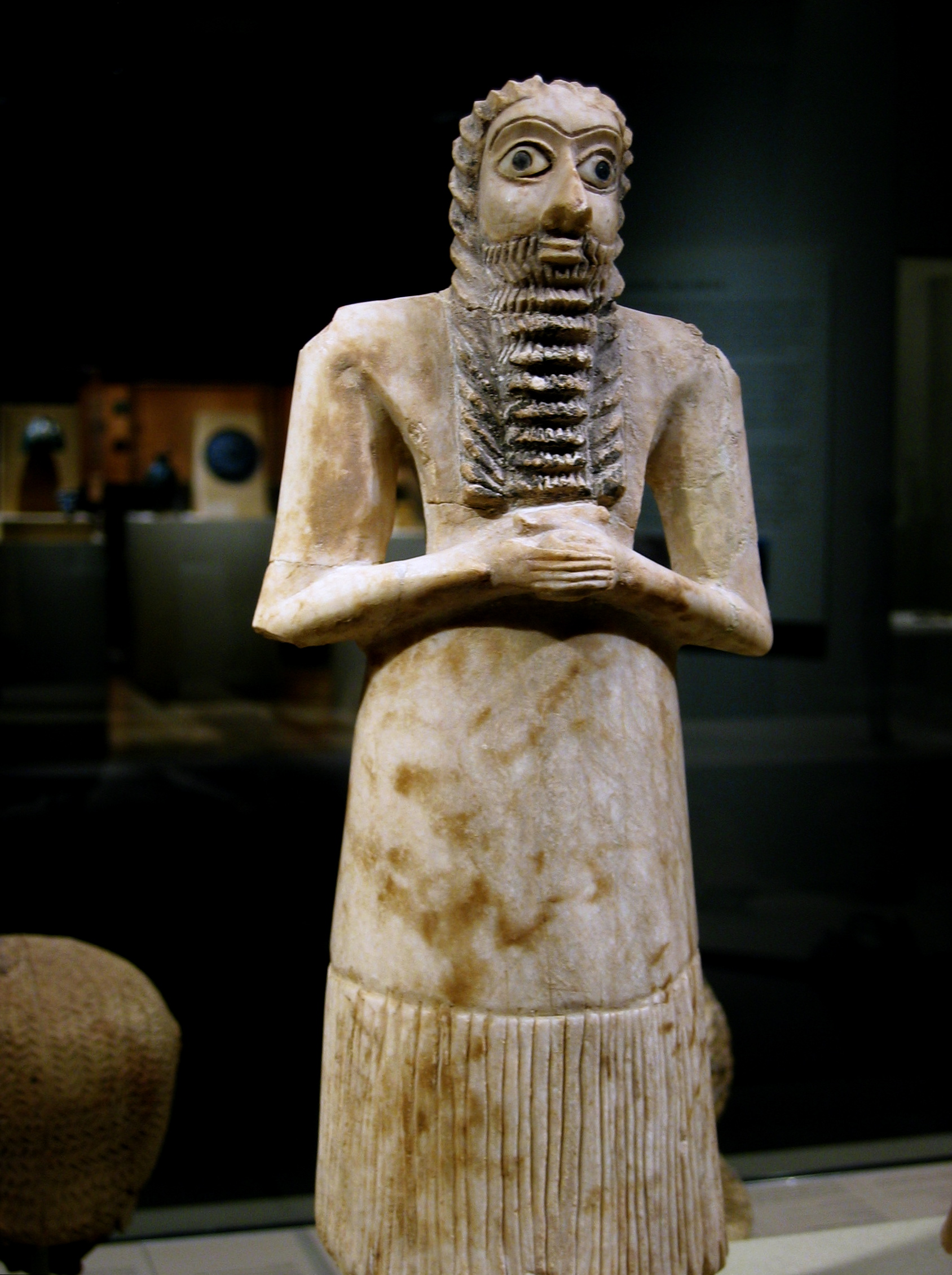
Estatuilla empleada como exvoto en la civilización sumeria en el III milenio a.C.
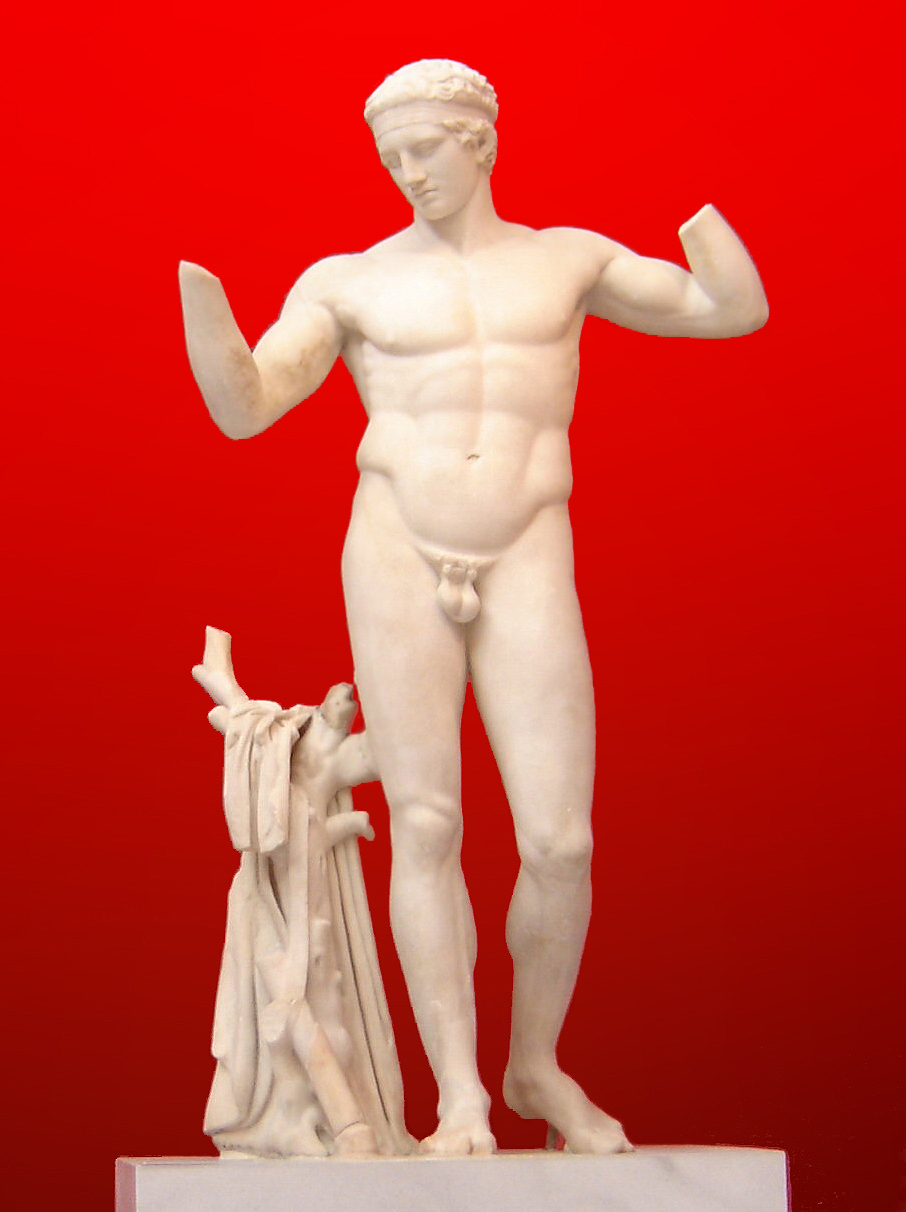
Copia del Diadumeno de Policleto realizado en el 440 a. C., según su canon de belleza.

Las estatuillas sumerias encontradas en la zona de Diyala son exvotos que tanto la gente corriente como la acomodada depositaban al pie del altar en sus templos. Son de yeso, alabastro, o mármol rosa y con sus manos juntas y la mirada perdida en la contemplación representaban la plegaria permanente de aquellos que las depositaban a los pies de la divinidad. Algunas estatuillas son obras de buenos artistas empleados por reyes y altos funcionarios, otras eran realizadas en serie al alcance de todos los bolsillos. Seguramente los talleres  donde los artesanos trabajaban la piedra estarían en las proximidades del templo y allí los fieles irían a comprarlas. Los descubrimientos arqueológicos de Henri Frankfort muestran que la evolución que se produjo en tres o cuatro siglos pasó desde unas formas geométricas hasta reflejar la realidad en todos sus detalles. Los orantes con el rostro bondadoso y sonriente del periodo más reciente serían la indicación de que el terror y las angustias ante los dioses habían desaparecido.
El estudio de las esculturas de desnudos en la Grecia antigua desde la época arcaica ha permitido reconstruir la historia de la reproducción del cuerpo masculino e interpretarla en términos de progreso continuo. Tal evolución tuvo un hito en el establecimiento del canon sobre las medidas del cuerpo humano establecido por el escultor Policleto en el siglo V a. C. y que sirvió como ejemplo a los escultores griegos posteriores. El sistema de proporciones que estableció es parte de las búsquedas emprendidas desde la época arcaica y está basado en relaciones aritméticas simples. La belleza del cuerpo se encontraba en la proporcionalidad de todas sus partes entre sí: la cabeza debía ser la séptima parte de la altura total, el pie dos veces la longitud de la palma de la mano, etc. Como refinamiento estético introducía el contrapposto: una pierna ligeramente flexionada; con lo que la cadera del lado opuesto aparecía más elevada, el hombro de ese mismo lado quedaba a menor altura que el contrario, y la figura describía en su vertical una ligera curva y contracurva (una "S"), dando una sensación de movimiento.

## El descubrimiento del Arte antiguo
Aunque el arte medieval, sobre todo en Italia, no significó una ruptura radical con el arte clásico (que de hecho ya se había desvirtuado en su clasicismo con el Helenismo, y mucho más con el arte tardorromano), el Renacimiento se definió a sí mismo como una resurrección de la Edad Antigua, entendida como un modelo a imitar. La división de las edades históricas -Antigua, Media y Moderna-, que ha sido acusada frecuentemente de eurocéntrica, tiene esencialmente valor para Occidente tal como se definirá ese concepto a partir del siglo XVI, puesto que se origina en ese momento, y para las culturas antiguas en que los intelectuales de Europa Occidental de la Edad Moderna pretendían encontrar su origen.
La presencia en Italia, sobre todo en la ciudad de Roma, de restos visibles, y el hallazgo continuo de restos enterrados, eran tenidos en cuenta, y permitieron la paulatina definición del oficio del anticuario (coleccionista, erudito y al tiempo expoliador y destructor), mientras se crean las bases de la ciencia arqueológica. Se recuperaban con veneración textos clásicos, como Los diez libros de arquitectura de Vitrubio, y se escudriñaban los escasos pasajes sobre arte de Plinio el Viejo. El hallazgo de la Domus Aurea de Nerón, el grupo de Laocoonte o el Apolo de Belvedere, fueron percibidos por los pintores y escultores del Cinquecento como una confirmación del camino emprendido o un estímulo para emprender otros nuevos (caso del Torso del Belvedere para Miguel Ángel). Más adelante, en el siglo XVIII, el descubrimiento de Pompeya y Herculano en el reino de Nápoles (excavaciones sistemáticas de Karl Jakob Weber, Roque Joaquín de Alcubierre, Francisco la Vega y su hermano Pietro la Vega) impactó extraordinariamente en la intelectualidad europea, especialmente en Johann Joachim Winckelmann (muy crítico con Alcubierre), y se divulgaron a través de los dibujos de John Flaxman y la cerámica de Wedgwood, creando una verdadera fiebre neoclásica que tuvo incluso su versión turística (el Grand Tour).

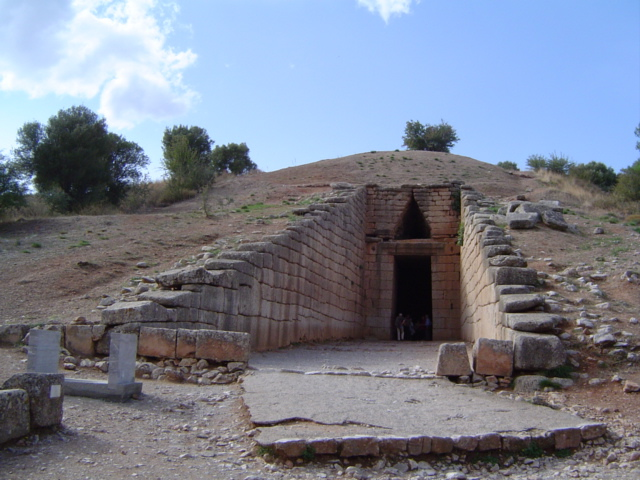
Tumba micénica denominada imaginativamente Tesoro de Atreo por Heinrich Schliemann en 1879.
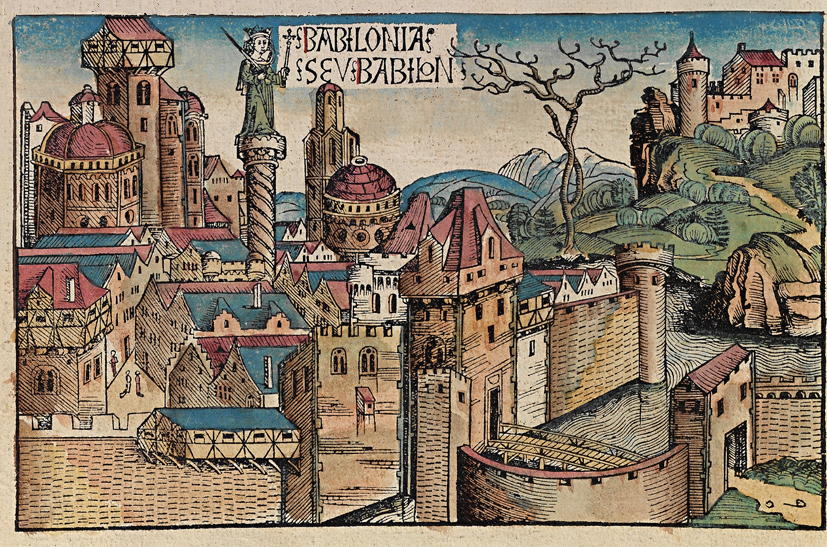
Babilonia en la Schedelsche Weltchronik o Crónica de Núremberg (1493), imaginada como una ciudad europea amurallada del siglo XV, con sus casas de tejados nórdicos, aunque con varias cúpulas similares a la de Brunelleschi en Florencia y una columna al estilo de la Columna Trajana.
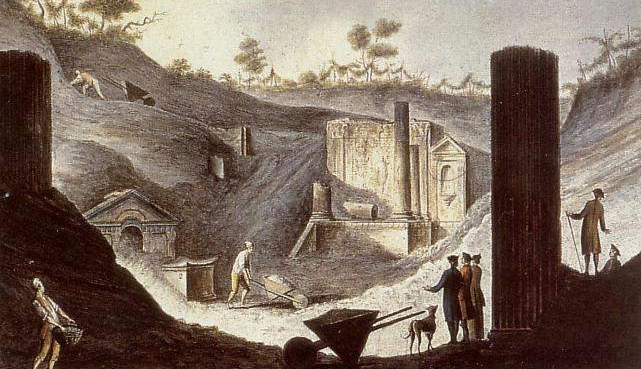
Excavaciones en el templo de Isis en Pompeya (gouache de Pietro Fabris, mediados del siglo XVIII).
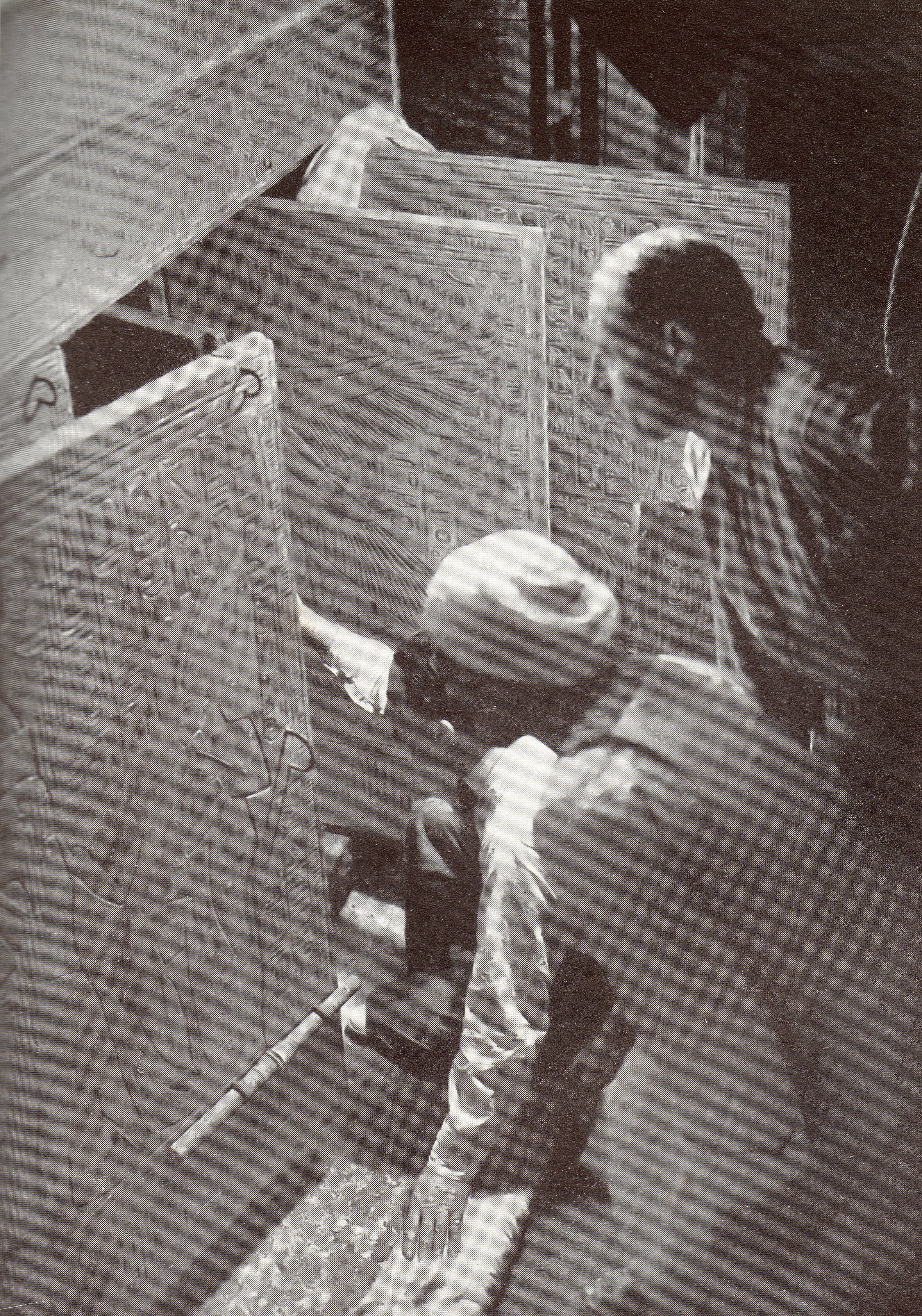
Howard Carter y su equipo abriendo las capillas de los sarcófagos de la tumba de Tutankamón (KV62 (número 62 del Valle de los Reyes) en 1922.

Simultáneamente se fue produciendo una ampliación de la atención a otras civilizaciones de la Edad Antigua, destacadamente la griega, cuyo solar nacional y monumentos estaban en sometidos al Imperio Turco. El interés de los viajeros europeos occidentales no fue ajeno al surgimiento de la conciencia nacional griega, como prueba la peripecia romántica de Lord Byron. Otras civilizaciones, como la egipcia, había sido objeto de mistificación desde muy antiguo (vinculación con la alquimia y el hermetismo y otras disciplinas mistéricas, como los símbolos y escenografía de la masonería, que reprodujo Mozart en La Flauta Mágica).

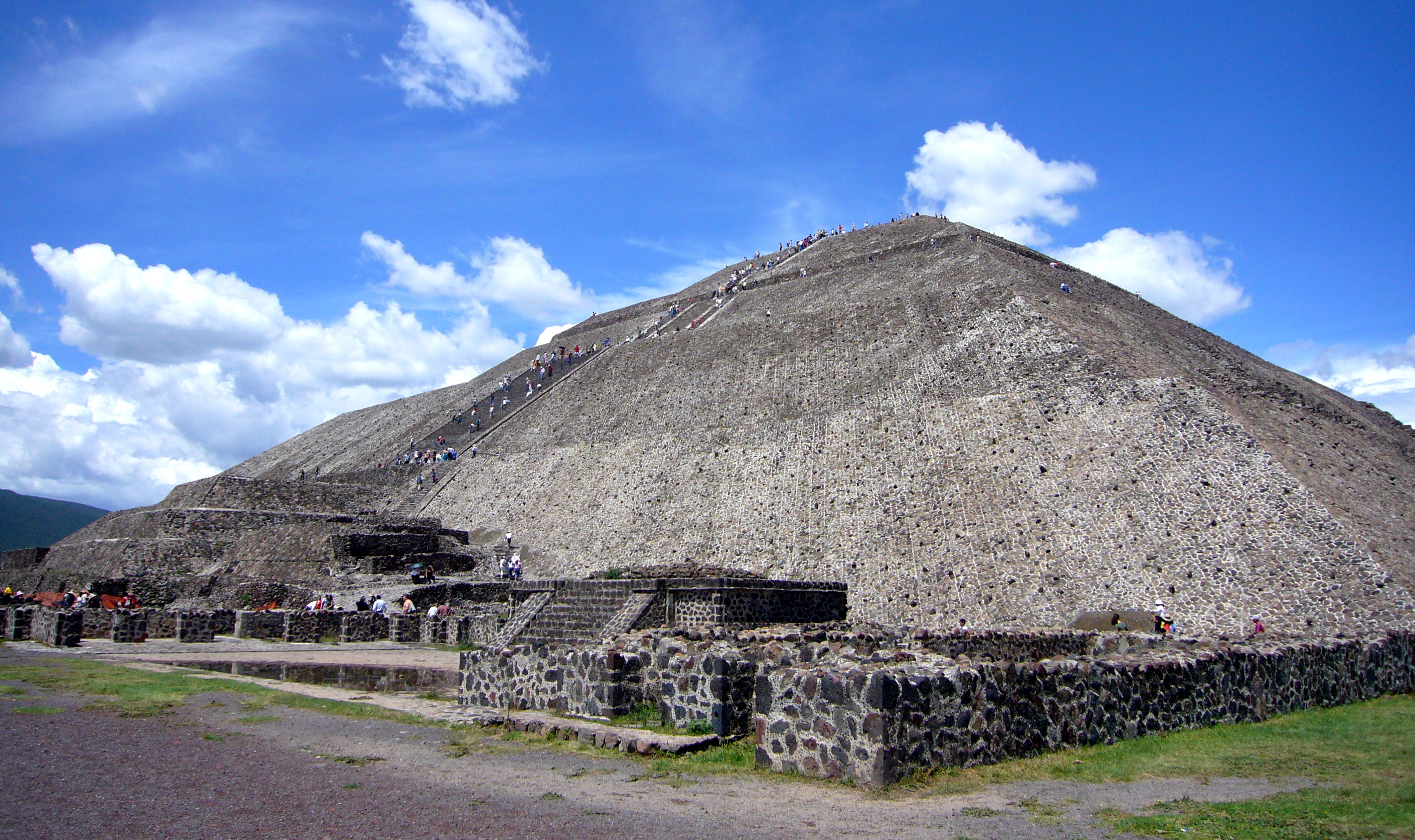
Pirámide del Sol, Teotihuacán (México), siglos y.

El siglo XIX contempló el desarrollo de los saqueos a gran escala mientras se desarrollaba la egiptología científica (expedición napoleónica a Egipto y posteriores investigaciones de Champollion, incluyendo la utilización de la Piedra de Rosetta, para el desciframiento de los jeroglíficos). De forma similar se procedió en Palestina con la denominada arqueología bíblica (1865 Fondo para la Exploración de Palestina -Charles Warren-, 1870 American Palestine Exploration Society, 1889 Escuela Bíblica y Arqueológica Francesa de Jerusalén), en Troya y Micenas con Heinrich Schliemann (desde 1870), y en Mesopotamia con la excavación de Babilonia por la Deutsche Orientgesellchaft (1898, Robert Koldewey).
El siglo XX desarrollará una arqueología más sistemática y racional, que no obstante jamás se ha desprendido de su aureola romántica (Arthur Evans en Cnosos -el mítico laberinto del minotauro en Creta- y Howard Carter en la tumba de Tuntankamón). La arqueología precolombina (que se extiende sin solución de continuidad cronológica desde la Prehistoria hasta lo que en Europa sería Edad Media -mayas, aztecas e incas-) se ha desarrollado como resultado del interés de los estadounidenses por encontrar un pasado autóctono americano que proponer como memoria continental alternativa a la del Viejo Mundo (John Lloyd Stephens, Hiram Bingham). La arqueología en China y Asia central es una disciplina aún más reciente, y en pleno desarrollo. Lo mismo ocurre con civilizaciones europeas que han tenido la buena o mala fortuna de presentar poco apoyo de las fuentes escritas y hallarse en zonas de Europa Oriental menos accesibles a los arqueólogos occidentales por cuestiones políticas (tracios -Tumba tracia de Kazanlak, Bulgaria- o escitas -descubrimiento en 1947 del enterramiento de Pazyryk por Sergei Rudenko en los Montes Altái-).

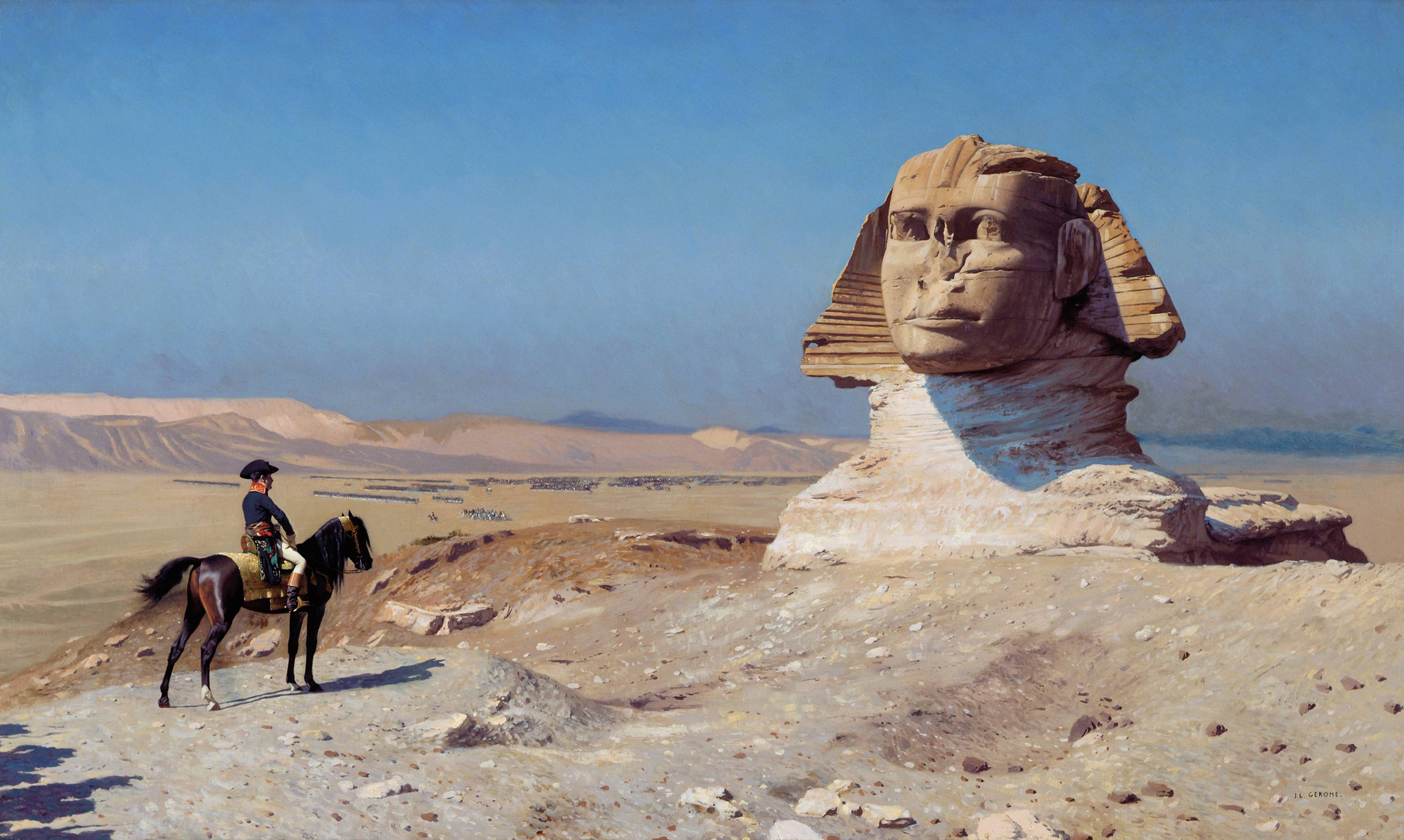
Napoleón ante la Esfinge, de Jean-Léon Gérôme.
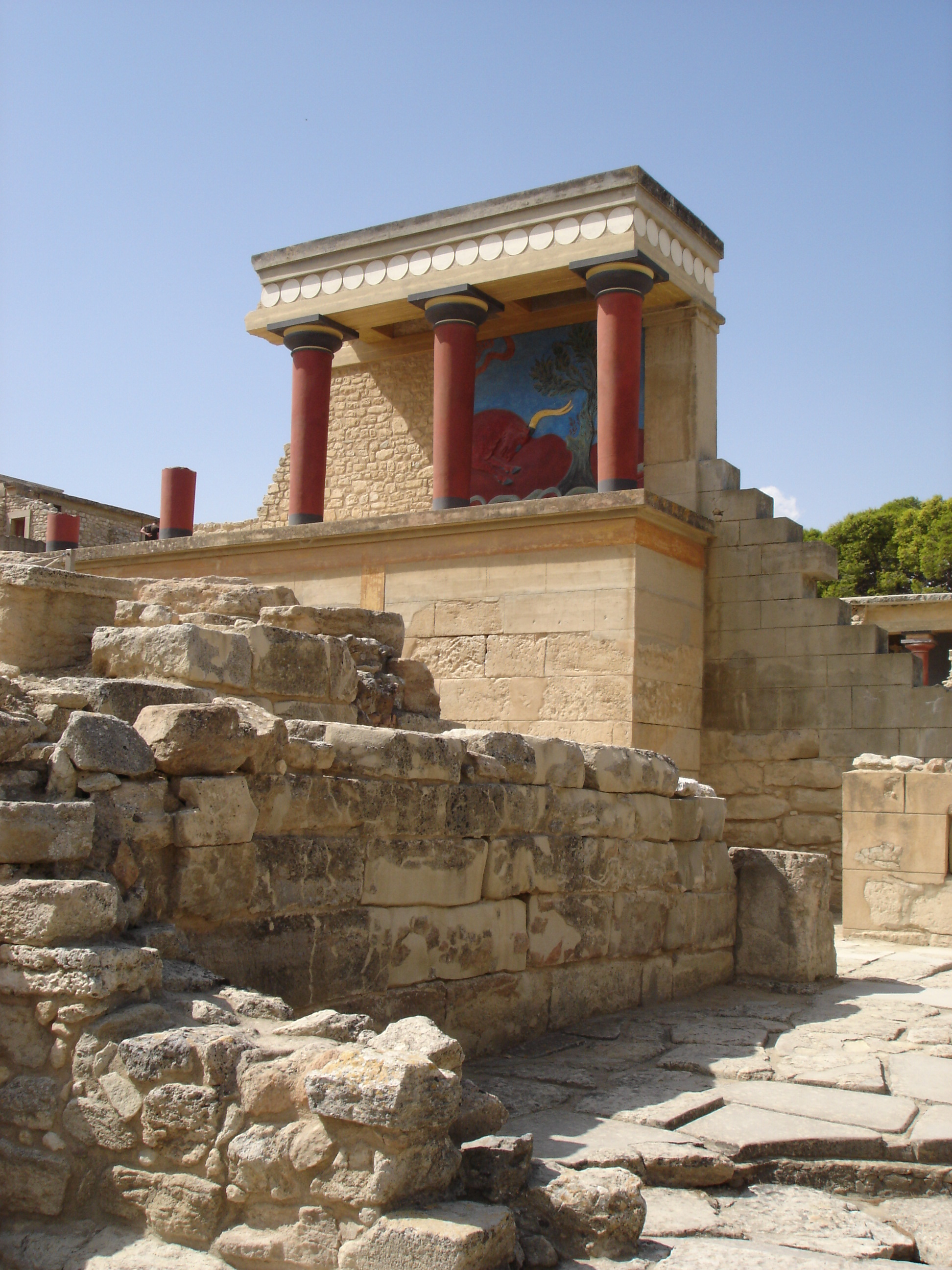
Reconstrucción del Palacio de Cnosos por Arthur Evans.
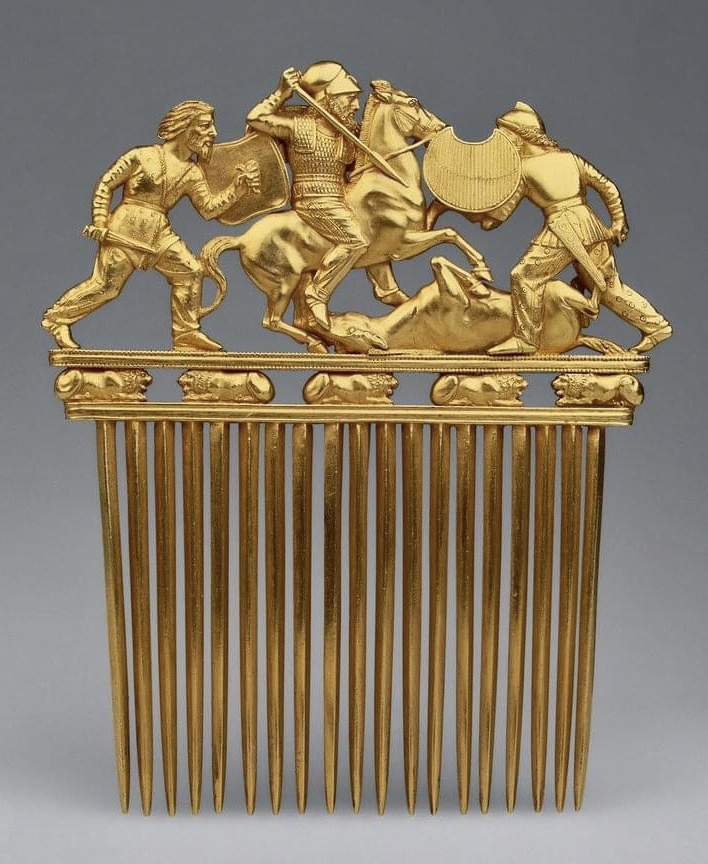
Peine de oro escita, orfebrería de los pobladores de Escitia.
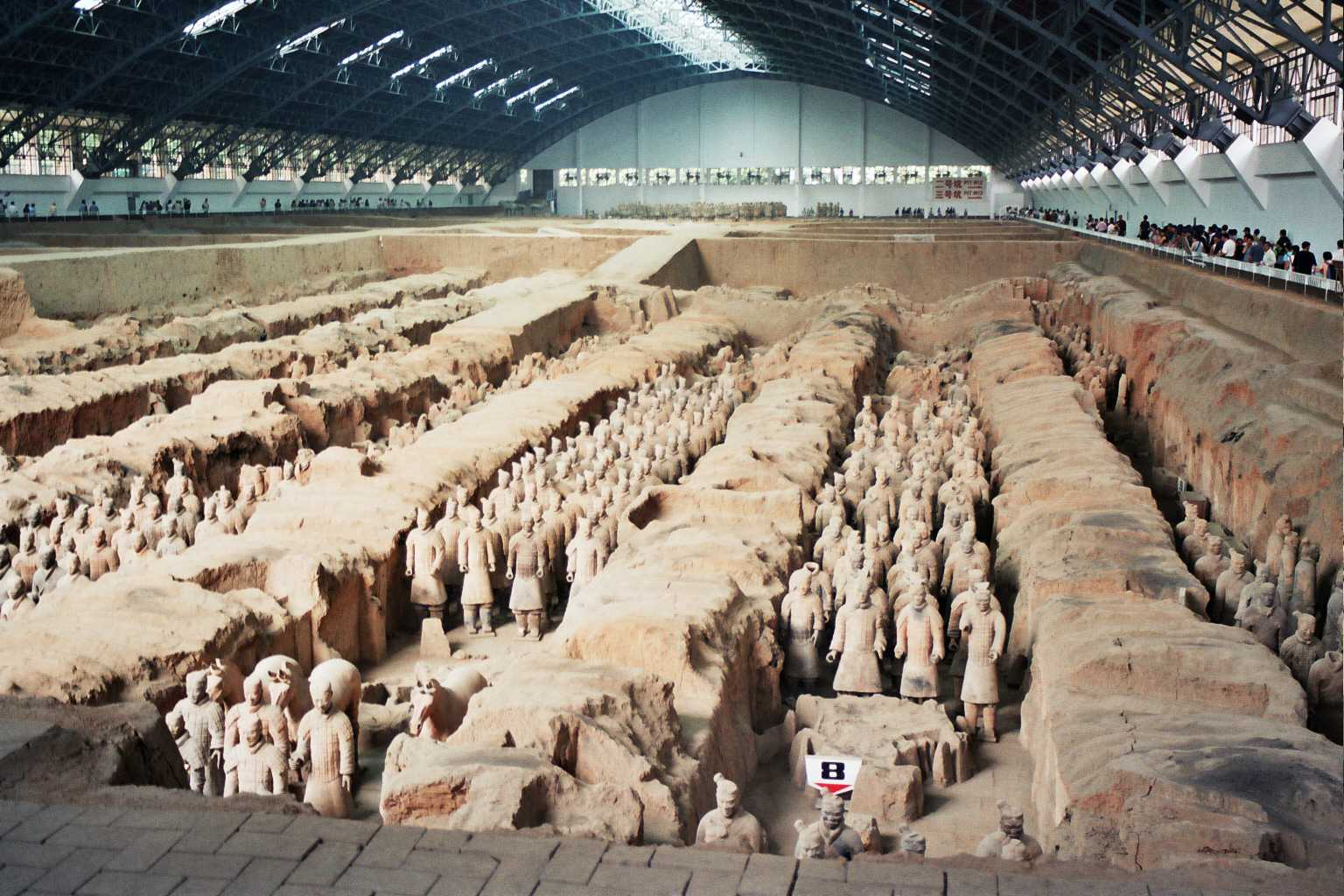
Ejército de terracota (Xian, 210 a. C.). situado en el interior del Mausoleo de Qin Shi Huang, uno de los lugares arqueológicos más espectaculares de China y del mundo, descubierto casualmente en 1974.

Las colecciones antiguas del Museo del Louvre de París, el Museo Británico de Londres, la Gliptoteca de Múnich y la Isla de los Museos de Berlín, son consideradas hoy en día como la demostración de un expolio (comenzado en época romana, con el traslado de algunos obeliscos egipcios) cuya devolución reclaman los países emisores, basándose en argumentos morales, jurídicos y en la preferencia por mantener las piezas en su contexto original (destruido en buena parte durante la extracción); frente al argumento de los receptores de que si no hubiera sido por su interés de entonces, la mayor parte de las piezas probablemente se habrían destruido, dado el desinterés de los anteriores administradores o propietarios, que los museos donde están son un entorno idóneo para su estudio y contemplación, y que el tiempo transcurrido les ha hecho también adquirir derechos históricos (que tampoco pueden reclamar en exclusiva y sin oposición los emisores, dado que también eran imperios expoliadores de otros pueblos de donde obtuvieron esos o semejantes tesoros).

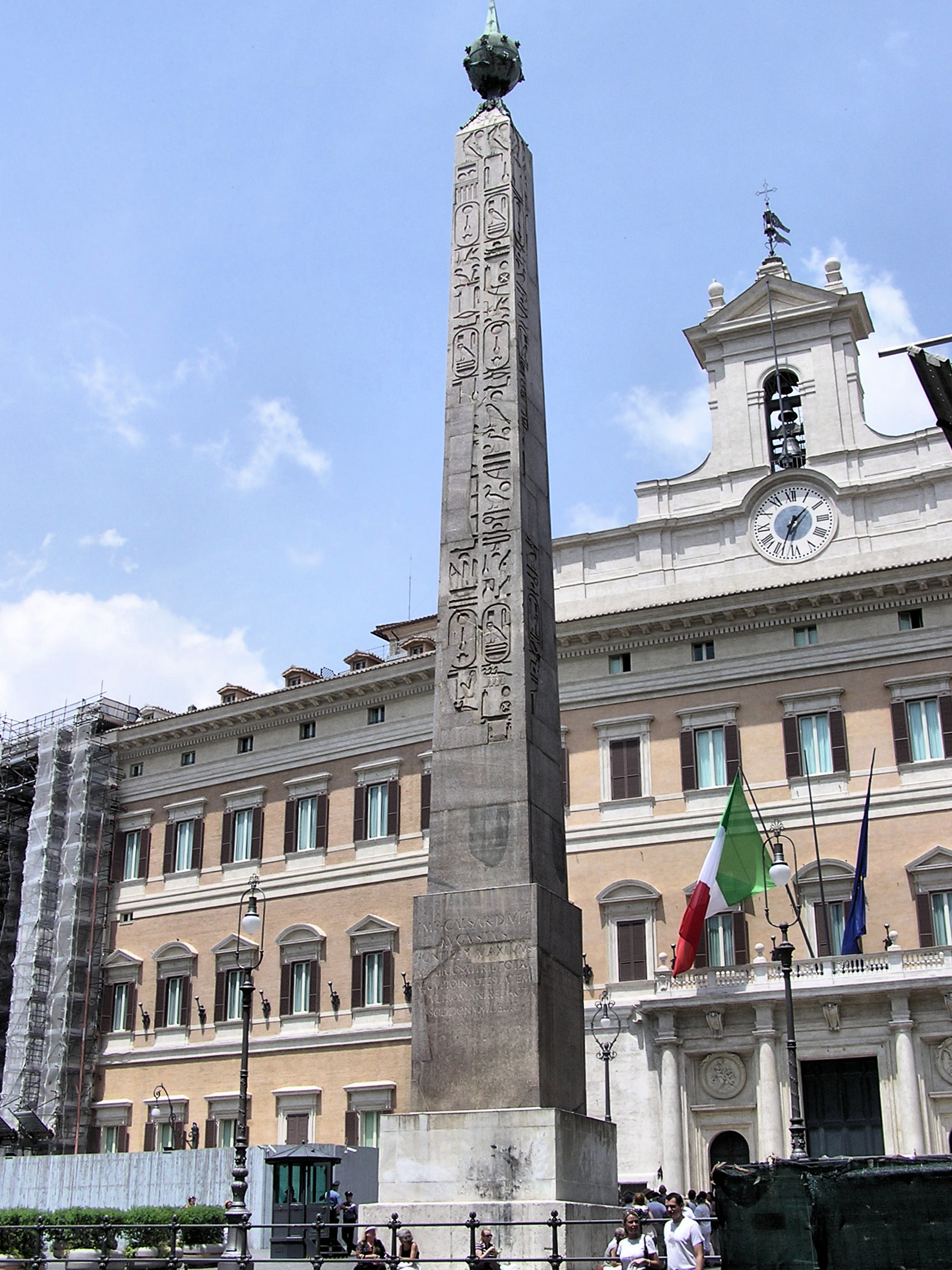
Obelisco de Montecitorio, trasladado a Roma el año 10 a. C. por orden de Augusto desde Heliópolis donde había sido erigido por Psamético II (XXVI dinastía, hacia 589 a. C.)
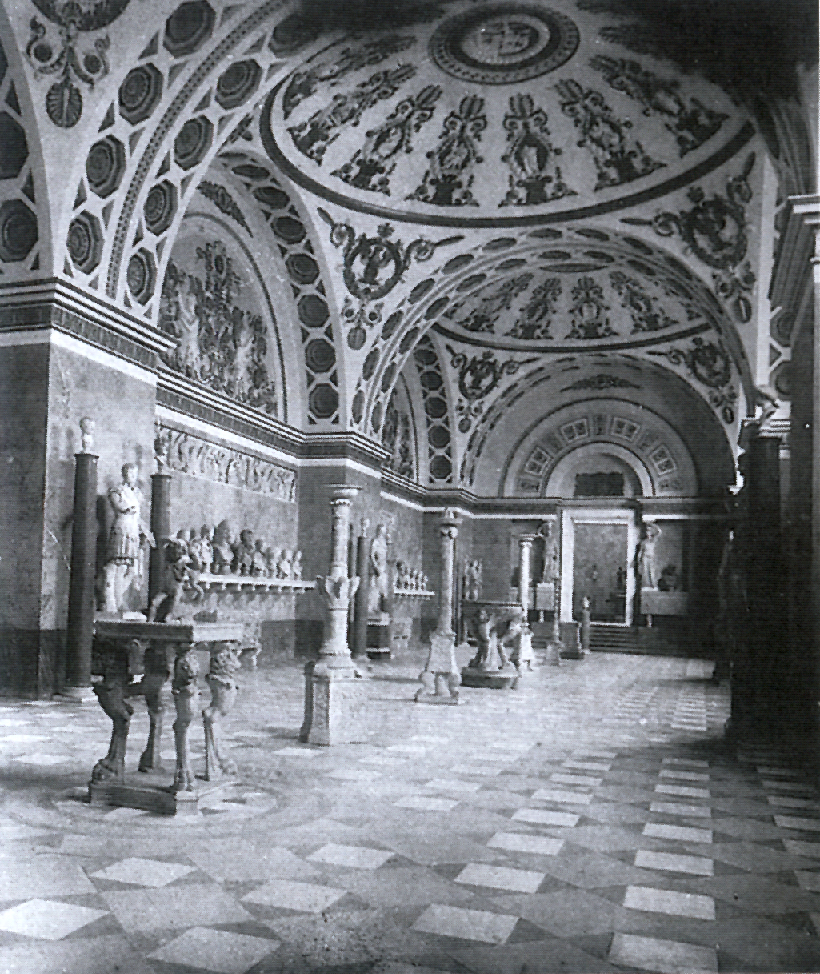
Gliptoteca de Múnich, en una foto de 1900.
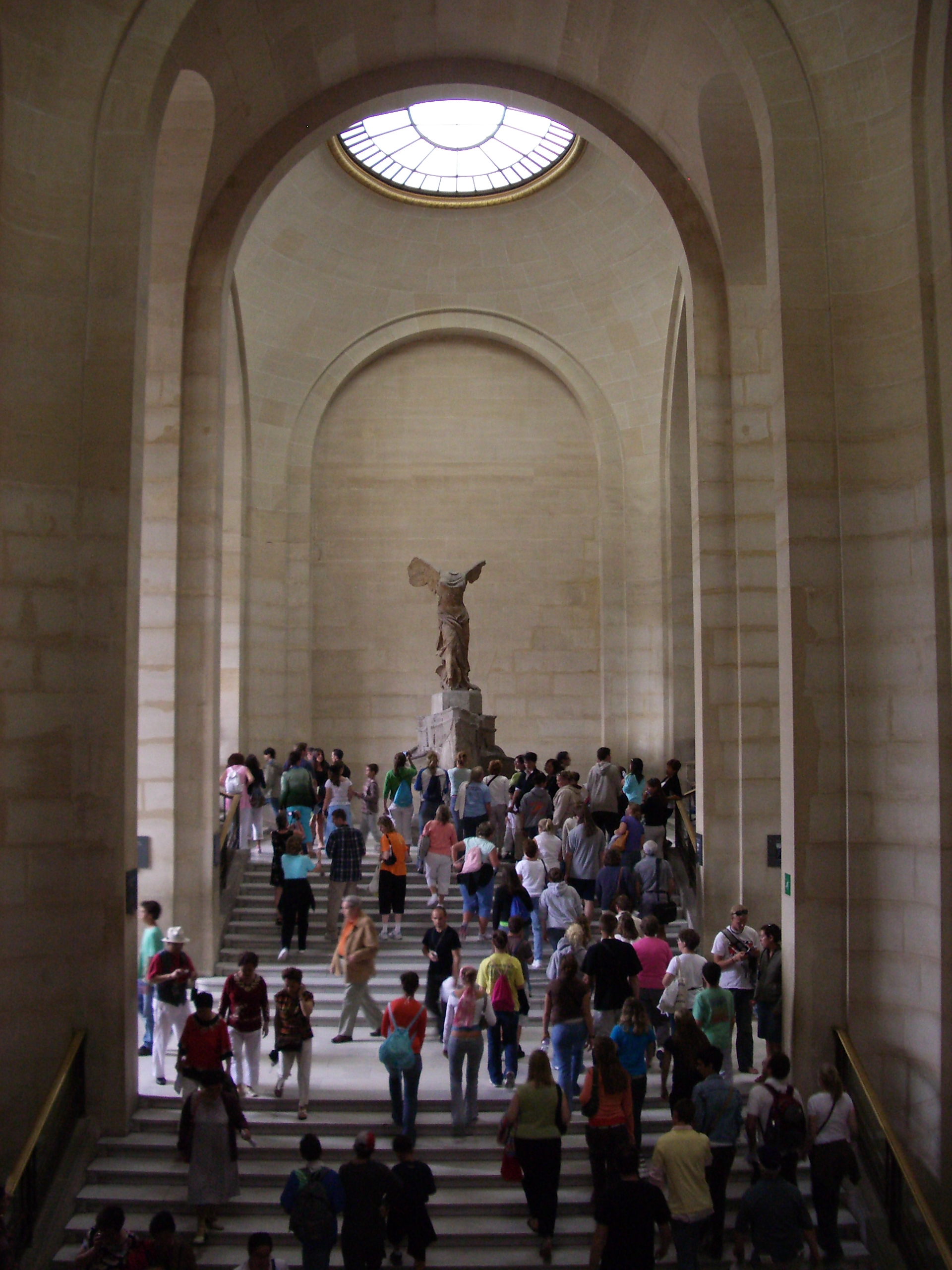
Escalera del Museo del Louvre de París, con la Victoria de Samotracia.
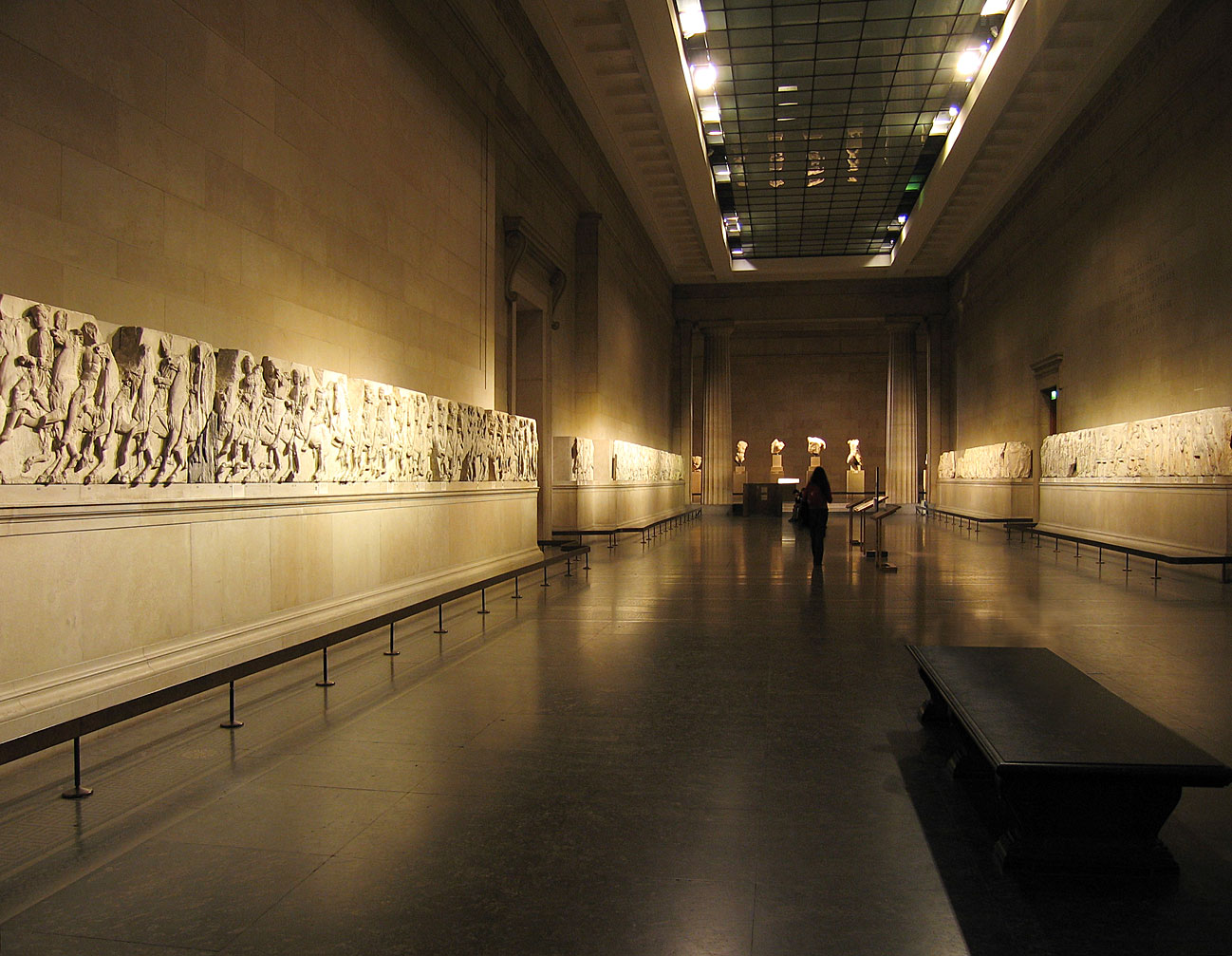
Los Mármoles de Elgin, extraídos del Partenón de Atenas entre 1801 y 1805, en el British Museum de Londres.

## Otras artes

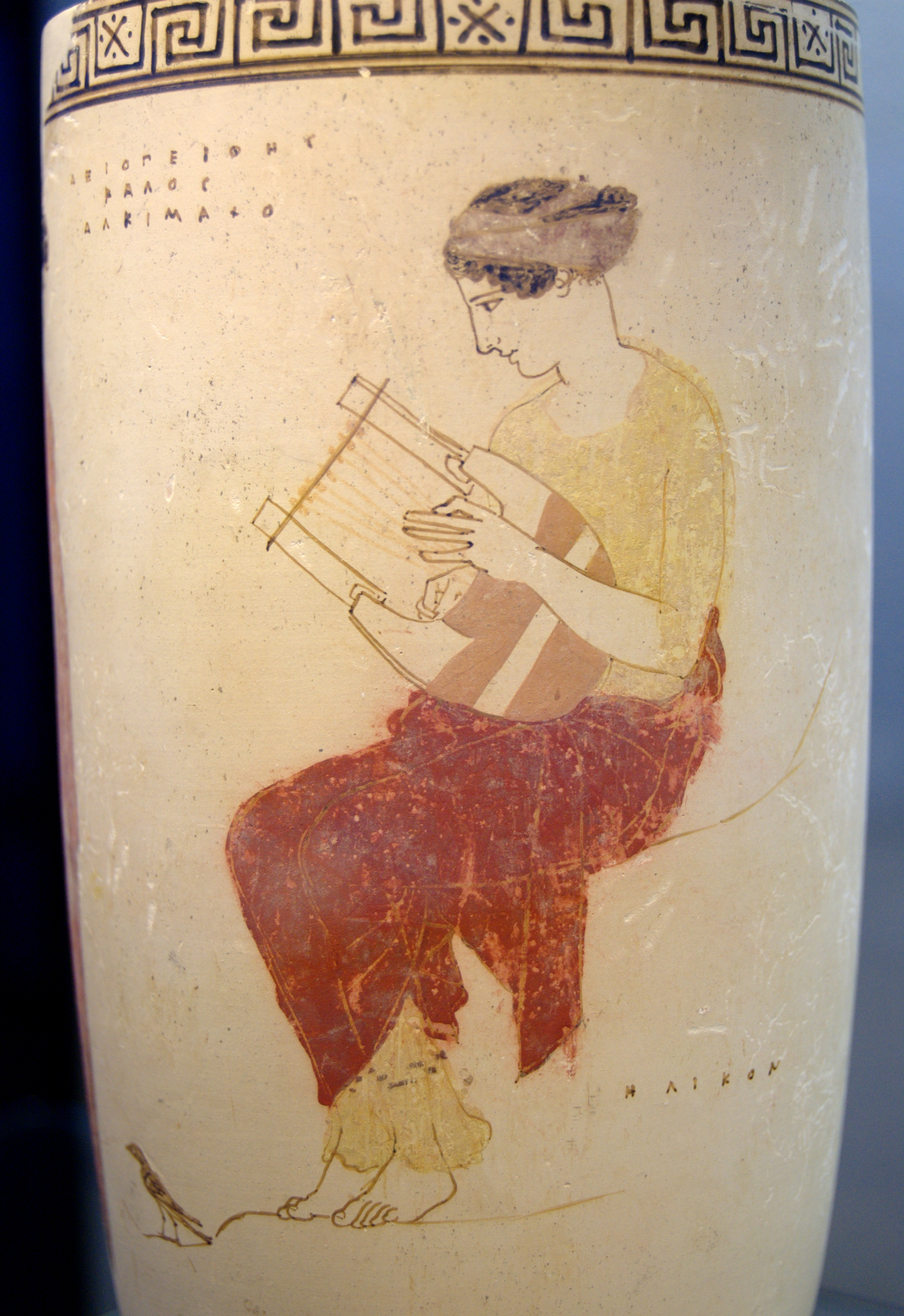
Musa tocando la lira en un lecito ático del llamado pintor de Aquiles (440 a. C.).

Otras artes también son objeto de estudio para la Edad Antigua, pero por su naturaleza (por ejemplo, por no ser artes visuales) o por otras razones), lo son por otras disciplinas y no por la Historia del Arte, a pesar de que en la Antigüedad eran ellas, y no pintura, escultura o arquitectura, el objeto de la protección de las divinas e inspiradoras musas:
- Música en la Antigüedad (Euterpe). No debe confundirse con el concepto de Música antigua, que se utiliza de forma equivalente a la música clásica anterior al siglo XVIII y limitada geográficamente a Europa Occidental.
- Historia de la Danza (Terpsícore).
- Historia de la Literatura antigua (hasta cinco musas, según el género literario -Erato, Euterpe, Melpómene, Polimnia y Talía-; incluso ciencias como la historiografía y la astronomía tendrían a Clío y a Urania).

- La historia de la escritura, además del estudio lingüístico de los distintos alfabetos o el estudio erudito historiográfico de la paleografía, incluye cuestiones formales, como son:

- la epigrafía, estrechamente unida al estudio de los monumentos arquitectónicos y escultóricos que son el soporte de sus inscripciones,
- y la caligrafía, vinculada al estudio de los textos escritos en soporte ligero (papiro y pergamino), y que en algunas civilizaciones, sobre todo asiáticas, alcanzó un gran desarrollo artístico (caligrafía china, caligrafía japonesa); la caligrafía árabe y la caligrafía latina u occidental (con muchas variantes, como la caligrafía Uncial), tuvieron mayor desarrollo a partir de la Edad Media.

### Artes menores, artes suntuarias y artes efímeras

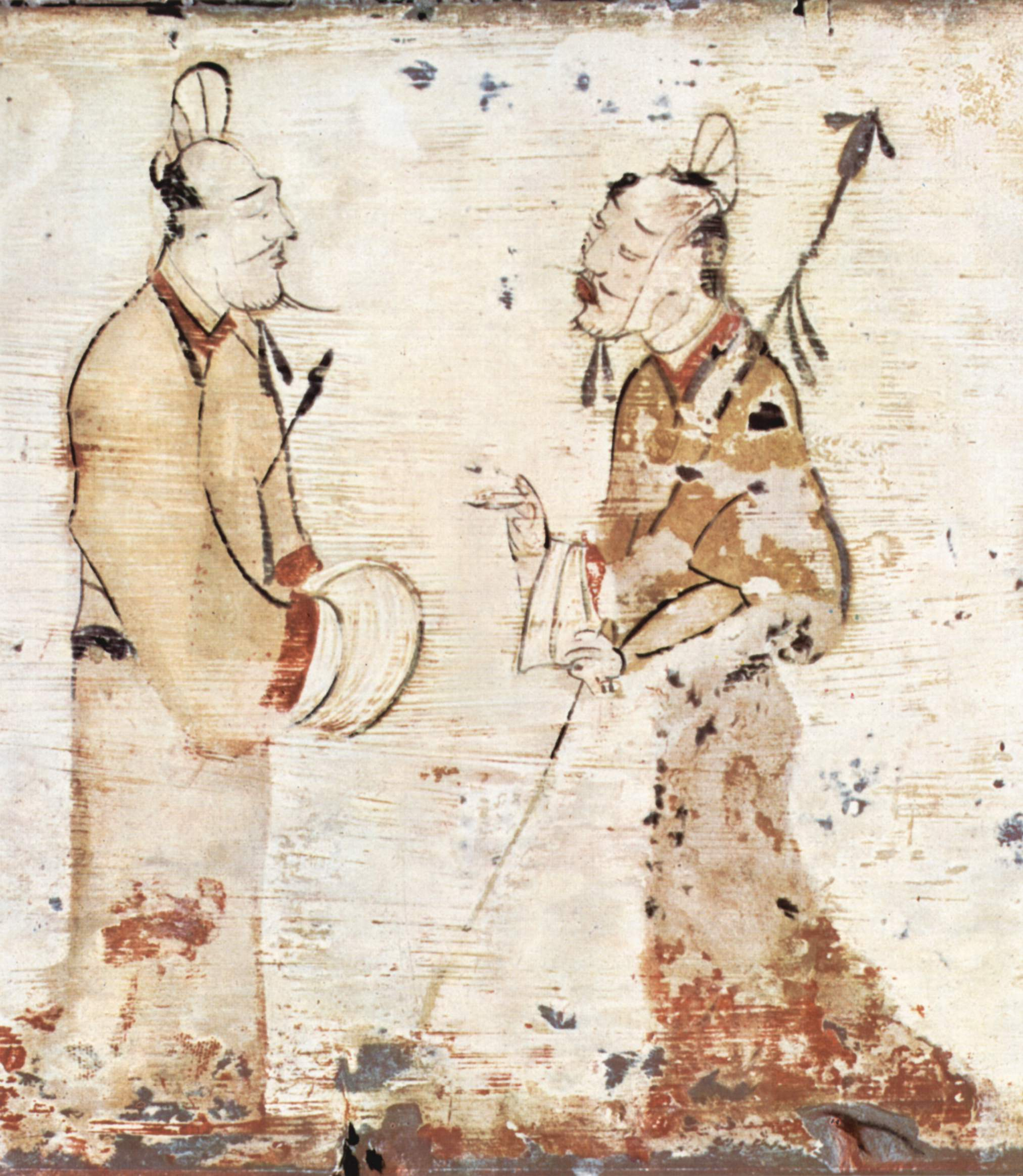
Pintura sobre cerámica. Dinastía Han oriental, China, al.

Otras artes, que hasta hace poco eran artesanías, artes menores, artes aplicadas, oficios artísticos o artes y oficios; y que a partir de mediados del siglo XX dignificamos con nombre de diseño (a veces pervertido en un cliché pretencioso), tampoco fueron objeto de protección de las musas:
- Historia del vestido antiguo.
- Historia del mobiliario antiguo.
- La orfebrería suele ser objeto de tratamiento común con la escultura, por las características comunes en técnicas y aspectos formales, aunque reducida a pequeña dimensión y especializada en materiales denominados nobles (metales preciosos, piedras preciosas, etc.).
- La cerámica suele ser objeto de un tratamiento común con la pintura, en cuanto a su decoración (siendo considerada a veces como un mero soporte de la representación pictórica, como podría serlo el muro, la tabla o el lienzo), y de un tratamiento especializado en cuanto a sus valores formales propios y técnicas de elaboración.
- Algunas de las anteriores u otras -tratamiento artístico de las armas- dado el precio extraordinario que podrían alcanzar, y lo exclusivo de su clientela, alcanzan el calificativo de artes suntuarias.
- Otras, como la perfumería o la gastronomía, dado lo efímero de sus productos, no alcanzan a fijarse en la cultura material perdurable (más allá de las reconstrucciones analíticas), aunque sí en las fuentes escritas que las describen.
- El carácter efímero era consustancial a determinadas expresiones limitadas a un evento particular, como los triunfos romanos, algunos de cuyos materiales terminaron por convertirse en obras perennes (arco de triunfo), o todas las ceremonias religiosas, de las que las más espectaculares fueron en todas las civilizaciones las ceremonias fúnebres, en las que se desarrollaban todo tipo de artes, incluidas artes marciales.
- Del valor artístico intrínseco que sus contemporáneos daban a las manifestaciones deportivas de la antigüedad, especialmente los Juegos Olímpicos, son muestra su reflejo literario y en las obras de arte visual que inmortalizaron a sus campeones.

## Periodización y estilos del Arte antiguo
La periodización de la historia del arte antiguo se basa en las distintas civilizaciones donde surge, utilizándose de forma equivalente a las divisiones estilísticas propias de los periodos posteriores de la Historia del arte occidental.
Los primeros apartados de este esquema utilizan denominaciones marcadamente geográficas, tanto para las civilizaciones antiguas que conformaron la civilización occidental (Próximo Oriente Antiguo, Egeo, resto de Europa), como para las demás civilizaciones antiguas (resto de Asia y América precolombina); mientras que el último hace referencia a los últimos periodos cronológicos que presenciaron el periodo formativo del arte occidental en la Edad Antigua: con el nombre de arte clásico se hace referencia al de Grecia y Roma en el periodo denominado Antigüedad clásica, que se impone en todo el espacio mediterráneo y próximo-oriental por el helenismo y la conquista romana; mientras que con el de Arte del cristianismo antiguo se hace referencia al arte del periodo denominado Antigüedad tardía (siglos IV al VIII), que se sitúa posteriormente a la Antigüedad clásica, a caballo entre los últimos siglos de la Edad Antigua y los primeros de la Edad Media.

### Arte preclásico de la civilización occidental
El nacimiento de la civilización se produce en el Creciente fértil (término de James Henry Breasted para referirse a la zona que presenció las transformaciones radicales en la historia de la humanidad que Vere Gordon Childe denominó revolución neolítica y revolución urbana), que dibuja en los mapas una forma de luna creciente, entre Mesopotamia, sureste de Anatolia, Levante mediterráneo y Valle del Nilo. El mundo mediterráneo y el próximo oriente presenciaron el surgimiento competitivo de distintas civilizaciones, unas sedentarias, con base en la agricultura de irrigación en valles de grandes ríos inundables o en otras zonas apropiadas, otras nómadas, con base en el pastoreo. Los pueblos que las originaron procedían de muy distintos orígenes etno-lingüísticos de debatida clasificación (la terminología tradicional, muy discutida, usa términos como semitas, indoeuropeos, camitas, etc.). El desarrollo de las primeras religiones organizadas (con clero jerarquizado, templos, mitología, etc.) y las primeras estructuras políticas (reyes, palacios, burocracia, ejércitos, fronteras, guerras de conquista, ciudades-estado, reinos, imperios), proporcionó los primeros patrocinadores de programas artísticos de envergadura (sobre todo arquitectónicos y escultóricos, aunque también demandaban pintura, cerámica, orfebrería y todo tipo de arte suntuario -armas, mobiliario, vestiduras, etc.).
La consideración de preclásico para estos estilos es una visión en perspectiva, dado que la experimentación de tantas y tan variadas formas artísticas terminaron influyendo en lo que mucho más tarde se definió como arte clásico.
| Arte mesopotámico                       |                                |                                |                                | | | | | | |
|                                         | Arte sumerio                   | Arte sumerio                   | Arte sumerio                   | - A partir del IV milenio a. C. aparecen las primeras ciudades (Ur, Uruk, Eridú, Lagash) en la actual zona de confluencia del río Tigris con el río Éufrates (antigua línea de costa del Golfo Pérsico): la Baja Mesopotamia, también llamada Sumeria o Caldea. - Palacios, templos (zigurats), cámaras funerarias. - Uso del adobe, la madera, y el ladrillo (determinado por la inexistencia de canteras en un territorio aluvial), lo que implica la utilización de la bóveda y el arco. Ladrillo coloreado para decoración. - Figuras religiosas de alabastro (jerarquía por altura y tamaño de los ojos). Formas geométricas (geometrización) y esquemáticas (esquematismo) basadas en el cono y el cilindro. -Estelas para glorificar victorias militares (Estela de los buitres, Estela de Naram-Sin) -Taracea (Estandarte de Ur). - Influencia en el arte asirio y arte babilónico. | - A partir del IV milenio a. C. aparecen las primeras ciudades (Ur, Uruk, Eridú, Lagash) en la actual zona de confluencia del río Tigris con el río Éufrates (antigua línea de costa del Golfo Pérsico): la Baja Mesopotamia, también llamada Sumeria o Caldea. - Palacios, templos (zigurats), cámaras funerarias. - Uso del adobe, la madera, y el ladrillo (determinado por la inexistencia de canteras en un territorio aluvial), lo que implica la utilización de la bóveda y el arco. Ladrillo coloreado para decoración. - Figuras religiosas de alabastro (jerarquía por altura y tamaño de los ojos). Formas geométricas (geometrización) y esquemáticas (esquematismo) basadas en el cono y el cilindro. -Estelas para glorificar victorias militares (Estela de los buitres, Estela de Naram-Sin) -Taracea (Estandarte de Ur). - Influencia en el arte asirio y arte babilónico. | - A partir del IV milenio a. C. aparecen las primeras ciudades (Ur, Uruk, Eridú, Lagash) en la actual zona de confluencia del río Tigris con el río Éufrates (antigua línea de costa del Golfo Pérsico): la Baja Mesopotamia, también llamada Sumeria o Caldea. - Palacios, templos (zigurats), cámaras funerarias. - Uso del adobe, la madera, y el ladrillo (determinado por la inexistencia de canteras en un territorio aluvial), lo que implica la utilización de la bóveda y el arco. Ladrillo coloreado para decoración. - Figuras religiosas de alabastro (jerarquía por altura y tamaño de los ojos). Formas geométricas (geometrización) y esquemáticas (esquematismo) basadas en el cono y el cilindro. -Estelas para glorificar victorias militares (Estela de los buitres, Estela de Naram-Sin) -Taracea (Estandarte de Ur). - Influencia en el arte asirio y arte babilónico. | - A partir del IV milenio a. C. aparecen las primeras ciudades (Ur, Uruk, Eridú, Lagash) en la actual zona de confluencia del río Tigris con el río Éufrates (antigua línea de costa del Golfo Pérsico): la Baja Mesopotamia, también llamada Sumeria o Caldea. - Palacios, templos (zigurats), cámaras funerarias. - Uso del adobe, la madera, y el ladrillo (determinado por la inexistencia de canteras en un territorio aluvial), lo que implica la utilización de la bóveda y el arco. Ladrillo coloreado para decoración. - Figuras religiosas de alabastro (jerarquía por altura y tamaño de los ojos). Formas geométricas (geometrización) y esquemáticas (esquematismo) basadas en el cono y el cilindro. -Estelas para glorificar victorias militares (Estela de los buitres, Estela de Naram-Sin) -Taracea (Estandarte de Ur). - Influencia en el arte asirio y arte babilónico. | - A partir del IV milenio a. C. aparecen las primeras ciudades (Ur, Uruk, Eridú, Lagash) en la actual zona de confluencia del río Tigris con el río Éufrates (antigua línea de costa del Golfo Pérsico): la Baja Mesopotamia, también llamada Sumeria o Caldea. - Palacios, templos (zigurats), cámaras funerarias. - Uso del adobe, la madera, y el ladrillo (determinado por la inexistencia de canteras en un territorio aluvial), lo que implica la utilización de la bóveda y el arco. Ladrillo coloreado para decoración. - Figuras religiosas de alabastro (jerarquía por altura y tamaño de los ojos). Formas geométricas (geometrización) y esquemáticas (esquematismo) basadas en el cono y el cilindro. -Estelas para glorificar victorias militares (Estela de los buitres, Estela de Naram-Sin) -Taracea (Estandarte de Ur). - Influencia en el arte asirio y arte babilónico. | - A partir del IV milenio a. C. aparecen las primeras ciudades (Ur, Uruk, Eridú, Lagash) en la actual zona de confluencia del río Tigris con el río Éufrates (antigua línea de costa del Golfo Pérsico): la Baja Mesopotamia, también llamada Sumeria o Caldea. - Palacios, templos (zigurats), cámaras funerarias. - Uso del adobe, la madera, y el ladrillo (determinado por la inexistencia de canteras en un territorio aluvial), lo que implica la utilización de la bóveda y el arco. Ladrillo coloreado para decoración. - Figuras religiosas de alabastro (jerarquía por altura y tamaño de los ojos). Formas geométricas (geometrización) y esquemáticas (esquematismo) basadas en el cono y el cilindro. -Estelas para glorificar victorias militares (Estela de los buitres, Estela de Naram-Sin) -Taracea (Estandarte de Ur). - Influencia en el arte asirio y arte babilónico. |
|                                         | Arte asirio                    | Arte asirio                    | Arte asirio                    | - Inicialmente en la zona norte del río Tigris (la Alta Mesopotamia), con centro en Assur y luego en Nínive; posteriormente se extiende en un imperio de grandes dimensiones (Imperio Asirio). - Auge en la primera mitad del I milenio a. C. (entre c. 1000 y 612 a. C.). - Influencia del arte sumerio. Templos y zigurats monumentales. Ladrillo, y también piedra en las entradas de las ciudades y salas. - Escultura monumental (demonios guardianes), bajorrelieve narrativo a gran escala. | - Inicialmente en la zona norte del río Tigris (la Alta Mesopotamia), con centro en Assur y luego en Nínive; posteriormente se extiende en un imperio de grandes dimensiones (Imperio Asirio). - Auge en la primera mitad del I milenio a. C. (entre c. 1000 y 612 a. C.). - Influencia del arte sumerio. Templos y zigurats monumentales. Ladrillo, y también piedra en las entradas de las ciudades y salas. - Escultura monumental (demonios guardianes), bajorrelieve narrativo a gran escala. | - Inicialmente en la zona norte del río Tigris (la Alta Mesopotamia), con centro en Assur y luego en Nínive; posteriormente se extiende en un imperio de grandes dimensiones (Imperio Asirio). - Auge en la primera mitad del I milenio a. C. (entre c. 1000 y 612 a. C.). - Influencia del arte sumerio. Templos y zigurats monumentales. Ladrillo, y también piedra en las entradas de las ciudades y salas. - Escultura monumental (demonios guardianes), bajorrelieve narrativo a gran escala. | - Inicialmente en la zona norte del río Tigris (la Alta Mesopotamia), con centro en Assur y luego en Nínive; posteriormente se extiende en un imperio de grandes dimensiones (Imperio Asirio). - Auge en la primera mitad del I milenio a. C. (entre c. 1000 y 612 a. C.). - Influencia del arte sumerio. Templos y zigurats monumentales. Ladrillo, y también piedra en las entradas de las ciudades y salas. - Escultura monumental (demonios guardianes), bajorrelieve narrativo a gran escala. | - Inicialmente en la zona norte del río Tigris (la Alta Mesopotamia), con centro en Assur y luego en Nínive; posteriormente se extiende en un imperio de grandes dimensiones (Imperio Asirio). - Auge en la primera mitad del I milenio a. C. (entre c. 1000 y 612 a. C.). - Influencia del arte sumerio. Templos y zigurats monumentales. Ladrillo, y también piedra en las entradas de las ciudades y salas. - Escultura monumental (demonios guardianes), bajorrelieve narrativo a gran escala. | - Inicialmente en la zona norte del río Tigris (la Alta Mesopotamia), con centro en Assur y luego en Nínive; posteriormente se extiende en un imperio de grandes dimensiones (Imperio Asirio). - Auge en la primera mitad del I milenio a. C. (entre c. 1000 y 612 a. C.). - Influencia del arte sumerio. Templos y zigurats monumentales. Ladrillo, y también piedra en las entradas de las ciudades y salas. - Escultura monumental (demonios guardianes), bajorrelieve narrativo a gran escala. |
|                                         | Arte babilónico                | Arte babilónico                | Arte babilónico                | - Ciudad de Babilonia y los dos periodos en que se extendió un imperio con centro en ella: primero con Hammurabi (Imperio babilónico, II milenio a. C.), y más tarde con Nabucodonosor (Imperio neobabilónico, mediados del I milenio a. C., entre 612-539 a. C.). -Construcciones mitificadas en las narraciones bíblicas: Torre de Babel, Jardines Colgantes de Babilonia). - Ladrillo vidriado coloreado para la decoración de superficies arquitectónicas. - Representación de figuras animales. | - Ciudad de Babilonia y los dos periodos en que se extendió un imperio con centro en ella: primero con Hammurabi (Imperio babilónico, II milenio a. C.), y más tarde con Nabucodonosor (Imperio neobabilónico, mediados del I milenio a. C., entre 612-539 a. C.). -Construcciones mitificadas en las narraciones bíblicas: Torre de Babel, Jardines Colgantes de Babilonia). - Ladrillo vidriado coloreado para la decoración de superficies arquitectónicas. - Representación de figuras animales. | - Ciudad de Babilonia y los dos periodos en que se extendió un imperio con centro en ella: primero con Hammurabi (Imperio babilónico, II milenio a. C.), y más tarde con Nabucodonosor (Imperio neobabilónico, mediados del I milenio a. C., entre 612-539 a. C.). -Construcciones mitificadas en las narraciones bíblicas: Torre de Babel, Jardines Colgantes de Babilonia). - Ladrillo vidriado coloreado para la decoración de superficies arquitectónicas. - Representación de figuras animales. | - Ciudad de Babilonia y los dos periodos en que se extendió un imperio con centro en ella: primero con Hammurabi (Imperio babilónico, II milenio a. C.), y más tarde con Nabucodonosor (Imperio neobabilónico, mediados del I milenio a. C., entre 612-539 a. C.). -Construcciones mitificadas en las narraciones bíblicas: Torre de Babel, Jardines Colgantes de Babilonia). - Ladrillo vidriado coloreado para la decoración de superficies arquitectónicas. - Representación de figuras animales. | - Ciudad de Babilonia y los dos periodos en que se extendió un imperio con centro en ella: primero con Hammurabi (Imperio babilónico, II milenio a. C.), y más tarde con Nabucodonosor (Imperio neobabilónico, mediados del I milenio a. C., entre 612-539 a. C.). -Construcciones mitificadas en las narraciones bíblicas: Torre de Babel, Jardines Colgantes de Babilonia). - Ladrillo vidriado coloreado para la decoración de superficies arquitectónicas. - Representación de figuras animales. | - Ciudad de Babilonia y los dos periodos en que se extendió un imperio con centro en ella: primero con Hammurabi (Imperio babilónico, II milenio a. C.), y más tarde con Nabucodonosor (Imperio neobabilónico, mediados del I milenio a. C., entre 612-539 a. C.). -Construcciones mitificadas en las narraciones bíblicas: Torre de Babel, Jardines Colgantes de Babilonia). - Ladrillo vidriado coloreado para la decoración de superficies arquitectónicas. - Representación de figuras animales. |
| Arte del valle del Nilo                 |                                |                                |                                | | | | | | |
|                                         | Arte egipcio                   | Arte egipcio                   | Arte egipcio                   | - Desde el IV milenio a. C. hasta la conquista de Alejandro Magno en el siglo IV a. C.. - Civilización creada en torno al poder político y religioso (faraón y templos) que controlan la agricultura regada por las inundaciones del Nilo, y en una estructura burocrática (escribas y escritura jeroglífica). Se desarrolló una religión basada en el concepto de vida eterna después de la muerte (Libro de los Muertos), lo que implicó un gran desarrollo del arte funerario. - Arquitectura monumental en piedra: templo egipcio (Luxor, Karnak, Abu Simbel, File) y tumba egipcia (mastabas y pirámides en el Imperio Antiguo, e hipogeos en el Imperio Nuevo -Valle de los Reyes-). - Imhotep (Pirámide escalonada de Saqqara) fue el primer arquitecto de nombre conocido (siglo XXVII a. C., inmediatamente anterior a la Pirámide de Keops (arquitecto Hemiunu). - Relieves y pinturas murales asociados a la arquitectura, estatuaria colosal de bulto redondo (tríada de Micerino, Colosos de Memnón, El escriba sentado, Cheik-El-Beled, busto de Nefertiti) artes decorativas y mobiliares. - Carácter solemne con base en cánones rígidos de representación y simbolismo. - Las características del arte egipcio son notablemente estables en un periodo de tres milenios: monumentalidad, estereotipación de la figura humana, frontalismo, jerarquía, ausencia de perspectiva en pintura y explotación de la perspectiva en arquitectura, donde predomina de forma absoluta la línea recta (el sillar, la columna, el dintel); con la excepción (en las artes visuales y en los conceptos religiosos) del periodo de Amarna, y (en arquitectura) del Templo Solar egipcio. - Los pigmentos son minerales y el aglutinante es a la cola, aplicado sobre una capa de yeso blanco que cubre la pared, lo que dota a la pintura de una extraordinaria luminosidad. | - Desde el IV milenio a. C. hasta la conquista de Alejandro Magno en el siglo IV a. C.. - Civilización creada en torno al poder político y religioso (faraón y templos) que controlan la agricultura regada por las inundaciones del Nilo, y en una estructura burocrática (escribas y escritura jeroglífica). Se desarrolló una religión basada en el concepto de vida eterna después de la muerte (Libro de los Muertos), lo que implicó un gran desarrollo del arte funerario. - Arquitectura monumental en piedra: templo egipcio (Luxor, Karnak, Abu Simbel, File) y tumba egipcia (mastabas y pirámides en el Imperio Antiguo, e hipogeos en el Imperio Nuevo -Valle de los Reyes-). - Imhotep (Pirámide escalonada de Saqqara) fue el primer arquitecto de nombre conocido (siglo XXVII a. C., inmediatamente anterior a la Pirámide de Keops (arquitecto Hemiunu). - Relieves y pinturas murales asociados a la arquitectura, estatuaria colosal de bulto redondo (tríada de Micerino, Colosos de Memnón, El escriba sentado, Cheik-El-Beled, busto de Nefertiti) artes decorativas y mobiliares. - Carácter solemne con base en cánones rígidos de representación y simbolismo. - Las características del arte egipcio son notablemente estables en un periodo de tres milenios: monumentalidad, estereotipación de la figura humana, frontalismo, jerarquía, ausencia de perspectiva en pintura y explotación de la perspectiva en arquitectura, donde predomina de forma absoluta la línea recta (el sillar, la columna, el dintel); con la excepción (en las artes visuales y en los conceptos religiosos) del periodo de Amarna, y (en arquitectura) del Templo Solar egipcio. - Los pigmentos son minerales y el aglutinante es a la cola, aplicado sobre una capa de yeso blanco que cubre la pared, lo que dota a la pintura de una extraordinaria luminosidad. | - Desde el IV milenio a. C. hasta la conquista de Alejandro Magno en el siglo IV a. C.. - Civilización creada en torno al poder político y religioso (faraón y templos) que controlan la agricultura regada por las inundaciones del Nilo, y en una estructura burocrática (escribas y escritura jeroglífica). Se desarrolló una religión basada en el concepto de vida eterna después de la muerte (Libro de los Muertos), lo que implicó un gran desarrollo del arte funerario. - Arquitectura monumental en piedra: templo egipcio (Luxor, Karnak, Abu Simbel, File) y tumba egipcia (mastabas y pirámides en el Imperio Antiguo, e hipogeos en el Imperio Nuevo -Valle de los Reyes-). - Imhotep (Pirámide escalonada de Saqqara) fue el primer arquitecto de nombre conocido (siglo XXVII a. C., inmediatamente anterior a la Pirámide de Keops (arquitecto Hemiunu). - Relieves y pinturas murales asociados a la arquitectura, estatuaria colosal de bulto redondo (tríada de Micerino, Colosos de Memnón, El escriba sentado, Cheik-El-Beled, busto de Nefertiti) artes decorativas y mobiliares. - Carácter solemne con base en cánones rígidos de representación y simbolismo. - Las características del arte egipcio son notablemente estables en un periodo de tres milenios: monumentalidad, estereotipación de la figura humana, frontalismo, jerarquía, ausencia de perspectiva en pintura y explotación de la perspectiva en arquitectura, donde predomina de forma absoluta la línea recta (el sillar, la columna, el dintel); con la excepción (en las artes visuales y en los conceptos religiosos) del periodo de Amarna, y (en arquitectura) del Templo Solar egipcio. - Los pigmentos son minerales y el aglutinante es a la cola, aplicado sobre una capa de yeso blanco que cubre la pared, lo que dota a la pintura de una extraordinaria luminosidad. | - Desde el IV milenio a. C. hasta la conquista de Alejandro Magno en el siglo IV a. C.. - Civilización creada en torno al poder político y religioso (faraón y templos) que controlan la agricultura regada por las inundaciones del Nilo, y en una estructura burocrática (escribas y escritura jeroglífica). Se desarrolló una religión basada en el concepto de vida eterna después de la muerte (Libro de los Muertos), lo que implicó un gran desarrollo del arte funerario. - Arquitectura monumental en piedra: templo egipcio (Luxor, Karnak, Abu Simbel, File) y tumba egipcia (mastabas y pirámides en el Imperio Antiguo, e hipogeos en el Imperio Nuevo -Valle de los Reyes-). - Imhotep (Pirámide escalonada de Saqqara) fue el primer arquitecto de nombre conocido (siglo XXVII a. C., inmediatamente anterior a la Pirámide de Keops (arquitecto Hemiunu). - Relieves y pinturas murales asociados a la arquitectura, estatuaria colosal de bulto redondo (tríada de Micerino, Colosos de Memnón, El escriba sentado, Cheik-El-Beled, busto de Nefertiti) artes decorativas y mobiliares. - Carácter solemne con base en cánones rígidos de representación y simbolismo. - Las características del arte egipcio son notablemente estables en un periodo de tres milenios: monumentalidad, estereotipación de la figura humana, frontalismo, jerarquía, ausencia de perspectiva en pintura y explotación de la perspectiva en arquitectura, donde predomina de forma absoluta la línea recta (el sillar, la columna, el dintel); con la excepción (en las artes visuales y en los conceptos religiosos) del periodo de Amarna, y (en arquitectura) del Templo Solar egipcio. - Los pigmentos son minerales y el aglutinante es a la cola, aplicado sobre una capa de yeso blanco que cubre la pared, lo que dota a la pintura de una extraordinaria luminosidad. | - Desde el IV milenio a. C. hasta la conquista de Alejandro Magno en el siglo IV a. C.. - Civilización creada en torno al poder político y religioso (faraón y templos) que controlan la agricultura regada por las inundaciones del Nilo, y en una estructura burocrática (escribas y escritura jeroglífica). Se desarrolló una religión basada en el concepto de vida eterna después de la muerte (Libro de los Muertos), lo que implicó un gran desarrollo del arte funerario. - Arquitectura monumental en piedra: templo egipcio (Luxor, Karnak, Abu Simbel, File) y tumba egipcia (mastabas y pirámides en el Imperio Antiguo, e hipogeos en el Imperio Nuevo -Valle de los Reyes-). - Imhotep (Pirámide escalonada de Saqqara) fue el primer arquitecto de nombre conocido (siglo XXVII a. C., inmediatamente anterior a la Pirámide de Keops (arquitecto Hemiunu). - Relieves y pinturas murales asociados a la arquitectura, estatuaria colosal de bulto redondo (tríada de Micerino, Colosos de Memnón, El escriba sentado, Cheik-El-Beled, busto de Nefertiti) artes decorativas y mobiliares. - Carácter solemne con base en cánones rígidos de representación y simbolismo. - Las características del arte egipcio son notablemente estables en un periodo de tres milenios: monumentalidad, estereotipación de la figura humana, frontalismo, jerarquía, ausencia de perspectiva en pintura y explotación de la perspectiva en arquitectura, donde predomina de forma absoluta la línea recta (el sillar, la columna, el dintel); con la excepción (en las artes visuales y en los conceptos religiosos) del periodo de Amarna, y (en arquitectura) del Templo Solar egipcio. - Los pigmentos son minerales y el aglutinante es a la cola, aplicado sobre una capa de yeso blanco que cubre la pared, lo que dota a la pintura de una extraordinaria luminosidad. | - Desde el IV milenio a. C. hasta la conquista de Alejandro Magno en el siglo IV a. C.. - Civilización creada en torno al poder político y religioso (faraón y templos) que controlan la agricultura regada por las inundaciones del Nilo, y en una estructura burocrática (escribas y escritura jeroglífica). Se desarrolló una religión basada en el concepto de vida eterna después de la muerte (Libro de los Muertos), lo que implicó un gran desarrollo del arte funerario. - Arquitectura monumental en piedra: templo egipcio (Luxor, Karnak, Abu Simbel, File) y tumba egipcia (mastabas y pirámides en el Imperio Antiguo, e hipogeos en el Imperio Nuevo -Valle de los Reyes-). - Imhotep (Pirámide escalonada de Saqqara) fue el primer arquitecto de nombre conocido (siglo XXVII a. C., inmediatamente anterior a la Pirámide de Keops (arquitecto Hemiunu). - Relieves y pinturas murales asociados a la arquitectura, estatuaria colosal de bulto redondo (tríada de Micerino, Colosos de Memnón, El escriba sentado, Cheik-El-Beled, busto de Nefertiti) artes decorativas y mobiliares. - Carácter solemne con base en cánones rígidos de representación y simbolismo. - Las características del arte egipcio son notablemente estables en un periodo de tres milenios: monumentalidad, estereotipación de la figura humana, frontalismo, jerarquía, ausencia de perspectiva en pintura y explotación de la perspectiva en arquitectura, donde predomina de forma absoluta la línea recta (el sillar, la columna, el dintel); con la excepción (en las artes visuales y en los conceptos religiosos) del periodo de Amarna, y (en arquitectura) del Templo Solar egipcio. - Los pigmentos son minerales y el aglutinante es a la cola, aplicado sobre una capa de yeso blanco que cubre la pared, lo que dota a la pintura de una extraordinaria luminosidad. |
|                                         | Arte nubio                     | Arte nubio                     | Arte nubio                     | - Nubia, al sur del Alto Egipto, más allá de Asuán, habitada por pueblos nilóticos (negros) desarrolló una civilización que llegó a emular a la egipcia, con la que estuvo en contacto (intervenciones alternativas de una en la otra). - Reino de Kush, Reino de Aksum, rey Arikamaninote. - Escultura, orfebrería y arte funerario de marcada influencia egipcia. - Arquitectura nubia. Pirámides de Meroe y Napata. | - Nubia, al sur del Alto Egipto, más allá de Asuán, habitada por pueblos nilóticos (negros) desarrolló una civilización que llegó a emular a la egipcia, con la que estuvo en contacto (intervenciones alternativas de una en la otra). - Reino de Kush, Reino de Aksum, rey Arikamaninote. - Escultura, orfebrería y arte funerario de marcada influencia egipcia. - Arquitectura nubia. Pirámides de Meroe y Napata. | - Nubia, al sur del Alto Egipto, más allá de Asuán, habitada por pueblos nilóticos (negros) desarrolló una civilización que llegó a emular a la egipcia, con la que estuvo en contacto (intervenciones alternativas de una en la otra). - Reino de Kush, Reino de Aksum, rey Arikamaninote. - Escultura, orfebrería y arte funerario de marcada influencia egipcia. - Arquitectura nubia. Pirámides de Meroe y Napata. | - Nubia, al sur del Alto Egipto, más allá de Asuán, habitada por pueblos nilóticos (negros) desarrolló una civilización que llegó a emular a la egipcia, con la que estuvo en contacto (intervenciones alternativas de una en la otra). - Reino de Kush, Reino de Aksum, rey Arikamaninote. - Escultura, orfebrería y arte funerario de marcada influencia egipcia. - Arquitectura nubia. Pirámides de Meroe y Napata. | - Nubia, al sur del Alto Egipto, más allá de Asuán, habitada por pueblos nilóticos (negros) desarrolló una civilización que llegó a emular a la egipcia, con la que estuvo en contacto (intervenciones alternativas de una en la otra). - Reino de Kush, Reino de Aksum, rey Arikamaninote. - Escultura, orfebrería y arte funerario de marcada influencia egipcia. - Arquitectura nubia. Pirámides de Meroe y Napata. | - Nubia, al sur del Alto Egipto, más allá de Asuán, habitada por pueblos nilóticos (negros) desarrolló una civilización que llegó a emular a la egipcia, con la que estuvo en contacto (intervenciones alternativas de una en la otra). - Reino de Kush, Reino de Aksum, rey Arikamaninote. - Escultura, orfebrería y arte funerario de marcada influencia egipcia. - Arquitectura nubia. Pirámides de Meroe y Napata. |
| Otros artes del Antiguo Oriente Próximo |                                |                                |                                | | | | | | |
|                                         | Arte hitita                    | Arte hitita                    | Arte hitita                    | - Los hititas, desde el centro de Anatolia (actual Turquía), establecieron un imperio con capital en Hattusa que se extendió por la costa del Mediterráneo hasta Egipto. - Arte ciclópeo: sillería de grandes dimensiones, relativa tosquedad de sus bajorrelieves (influencia asiria) y escasas esculturas en bulto redondo (influencia egipcia), aunque caracterizadas por la ausencia de delicadezas formales y escaso detallismo. - Trabajo de los metales, rudo pero muy sugestivo por su estilización y abstracción. Símbolos crípticos (jeroglíficos de Anatolia). | - Los hititas, desde el centro de Anatolia (actual Turquía), establecieron un imperio con capital en Hattusa que se extendió por la costa del Mediterráneo hasta Egipto. - Arte ciclópeo: sillería de grandes dimensiones, relativa tosquedad de sus bajorrelieves (influencia asiria) y escasas esculturas en bulto redondo (influencia egipcia), aunque caracterizadas por la ausencia de delicadezas formales y escaso detallismo. - Trabajo de los metales, rudo pero muy sugestivo por su estilización y abstracción. Símbolos crípticos (jeroglíficos de Anatolia). | - Los hititas, desde el centro de Anatolia (actual Turquía), establecieron un imperio con capital en Hattusa que se extendió por la costa del Mediterráneo hasta Egipto. - Arte ciclópeo: sillería de grandes dimensiones, relativa tosquedad de sus bajorrelieves (influencia asiria) y escasas esculturas en bulto redondo (influencia egipcia), aunque caracterizadas por la ausencia de delicadezas formales y escaso detallismo. - Trabajo de los metales, rudo pero muy sugestivo por su estilización y abstracción. Símbolos crípticos (jeroglíficos de Anatolia). | - Los hititas, desde el centro de Anatolia (actual Turquía), establecieron un imperio con capital en Hattusa que se extendió por la costa del Mediterráneo hasta Egipto. - Arte ciclópeo: sillería de grandes dimensiones, relativa tosquedad de sus bajorrelieves (influencia asiria) y escasas esculturas en bulto redondo (influencia egipcia), aunque caracterizadas por la ausencia de delicadezas formales y escaso detallismo. - Trabajo de los metales, rudo pero muy sugestivo por su estilización y abstracción. Símbolos crípticos (jeroglíficos de Anatolia). | - Los hititas, desde el centro de Anatolia (actual Turquía), establecieron un imperio con capital en Hattusa que se extendió por la costa del Mediterráneo hasta Egipto. - Arte ciclópeo: sillería de grandes dimensiones, relativa tosquedad de sus bajorrelieves (influencia asiria) y escasas esculturas en bulto redondo (influencia egipcia), aunque caracterizadas por la ausencia de delicadezas formales y escaso detallismo. - Trabajo de los metales, rudo pero muy sugestivo por su estilización y abstracción. Símbolos crípticos (jeroglíficos de Anatolia). | - Los hititas, desde el centro de Anatolia (actual Turquía), establecieron un imperio con capital en Hattusa que se extendió por la costa del Mediterráneo hasta Egipto. - Arte ciclópeo: sillería de grandes dimensiones, relativa tosquedad de sus bajorrelieves (influencia asiria) y escasas esculturas en bulto redondo (influencia egipcia), aunque caracterizadas por la ausencia de delicadezas formales y escaso detallismo. - Trabajo de los metales, rudo pero muy sugestivo por su estilización y abstracción. Símbolos crípticos (jeroglíficos de Anatolia). |
|                                         | Arte fenicio                   | Arte fenicio                   | Arte fenicio                   | - Los fenicios o púnicos, pueblo semita asentado en la costa del actual Líbano (Tiro, Sidón, Biblos) se expandieron por el Mediterráneo entre el siglo XI a. C. y el siglo VII a. C. mediante la fundación de colonias comerciales: sur de la península itálica, Sicilia, sur de la península ibérica y norte de África donde fundaron la colonia de Cartago (que a la caída de las metrópolis asiáticas bajo el imperio persa, continuó su expansión convirtiéndose en un verdadero imperio marítimo en el Mediterráneo Occidental hasta el siglo III a. C. -guerras púnicas contra Roma-). - Sentido utilitario: artesanía y comercio de productos de lujo (armas, cerámica, telas, tintes) mediante navegación por todo el Mediterráneo e incluso por las costas atlánticas europeas y africanas. - Influencia del arte egipcio, el arte mesopotámico y el arte egeo primitivo (arte minoico y arte micénico); e influencias mutuas con el arte griego posterior (período orientalizante y época arcaica). | - Los fenicios o púnicos, pueblo semita asentado en la costa del actual Líbano (Tiro, Sidón, Biblos) se expandieron por el Mediterráneo entre el siglo XI a. C. y el siglo VII a. C. mediante la fundación de colonias comerciales: sur de la península itálica, Sicilia, sur de la península ibérica y norte de África donde fundaron la colonia de Cartago (que a la caída de las metrópolis asiáticas bajo el imperio persa, continuó su expansión convirtiéndose en un verdadero imperio marítimo en el Mediterráneo Occidental hasta el siglo III a. C. -guerras púnicas contra Roma-). - Sentido utilitario: artesanía y comercio de productos de lujo (armas, cerámica, telas, tintes) mediante navegación por todo el Mediterráneo e incluso por las costas atlánticas europeas y africanas. - Influencia del arte egipcio, el arte mesopotámico y el arte egeo primitivo (arte minoico y arte micénico); e influencias mutuas con el arte griego posterior (período orientalizante y época arcaica). | - Los fenicios o púnicos, pueblo semita asentado en la costa del actual Líbano (Tiro, Sidón, Biblos) se expandieron por el Mediterráneo entre el siglo XI a. C. y el siglo VII a. C. mediante la fundación de colonias comerciales: sur de la península itálica, Sicilia, sur de la península ibérica y norte de África donde fundaron la colonia de Cartago (que a la caída de las metrópolis asiáticas bajo el imperio persa, continuó su expansión convirtiéndose en un verdadero imperio marítimo en el Mediterráneo Occidental hasta el siglo III a. C. -guerras púnicas contra Roma-). - Sentido utilitario: artesanía y comercio de productos de lujo (armas, cerámica, telas, tintes) mediante navegación por todo el Mediterráneo e incluso por las costas atlánticas europeas y africanas. - Influencia del arte egipcio, el arte mesopotámico y el arte egeo primitivo (arte minoico y arte micénico); e influencias mutuas con el arte griego posterior (período orientalizante y época arcaica). | - Los fenicios o púnicos, pueblo semita asentado en la costa del actual Líbano (Tiro, Sidón, Biblos) se expandieron por el Mediterráneo entre el siglo XI a. C. y el siglo VII a. C. mediante la fundación de colonias comerciales: sur de la península itálica, Sicilia, sur de la península ibérica y norte de África donde fundaron la colonia de Cartago (que a la caída de las metrópolis asiáticas bajo el imperio persa, continuó su expansión convirtiéndose en un verdadero imperio marítimo en el Mediterráneo Occidental hasta el siglo III a. C. -guerras púnicas contra Roma-). - Sentido utilitario: artesanía y comercio de productos de lujo (armas, cerámica, telas, tintes) mediante navegación por todo el Mediterráneo e incluso por las costas atlánticas europeas y africanas. - Influencia del arte egipcio, el arte mesopotámico y el arte egeo primitivo (arte minoico y arte micénico); e influencias mutuas con el arte griego posterior (período orientalizante y época arcaica). | - Los fenicios o púnicos, pueblo semita asentado en la costa del actual Líbano (Tiro, Sidón, Biblos) se expandieron por el Mediterráneo entre el siglo XI a. C. y el siglo VII a. C. mediante la fundación de colonias comerciales: sur de la península itálica, Sicilia, sur de la península ibérica y norte de África donde fundaron la colonia de Cartago (que a la caída de las metrópolis asiáticas bajo el imperio persa, continuó su expansión convirtiéndose en un verdadero imperio marítimo en el Mediterráneo Occidental hasta el siglo III a. C. -guerras púnicas contra Roma-). - Sentido utilitario: artesanía y comercio de productos de lujo (armas, cerámica, telas, tintes) mediante navegación por todo el Mediterráneo e incluso por las costas atlánticas europeas y africanas. - Influencia del arte egipcio, el arte mesopotámico y el arte egeo primitivo (arte minoico y arte micénico); e influencias mutuas con el arte griego posterior (período orientalizante y época arcaica). | - Los fenicios o púnicos, pueblo semita asentado en la costa del actual Líbano (Tiro, Sidón, Biblos) se expandieron por el Mediterráneo entre el siglo XI a. C. y el siglo VII a. C. mediante la fundación de colonias comerciales: sur de la península itálica, Sicilia, sur de la península ibérica y norte de África donde fundaron la colonia de Cartago (que a la caída de las metrópolis asiáticas bajo el imperio persa, continuó su expansión convirtiéndose en un verdadero imperio marítimo en el Mediterráneo Occidental hasta el siglo III a. C. -guerras púnicas contra Roma-). - Sentido utilitario: artesanía y comercio de productos de lujo (armas, cerámica, telas, tintes) mediante navegación por todo el Mediterráneo e incluso por las costas atlánticas europeas y africanas. - Influencia del arte egipcio, el arte mesopotámico y el arte egeo primitivo (arte minoico y arte micénico); e influencias mutuas con el arte griego posterior (período orientalizante y época arcaica). |
|                                         | Arte hebreo antiguo            | Arte hebreo antiguo            | Arte hebreo antiguo            | - La Historia del Antiguo Israel es la de un pueblo semita nómada (pueblo judío o hebreo) que se asienta y forma un reino en conflicto con los pueblos de Canaán a finales del II milenio a. C. (Saúl, David, Salomón) - Capitalidad de Jerusalén y su templo, principal centro artístico y religioso: monoteísmo, libro sagrado (Torá o Biblia), prohibición de la idolatría (lo que impide cualquier representación gráfica humana o animal). - Se relaciona con las civilizaciones egipcia y fenicia (incluso con el reino de Saba, localizable al sur del Mar Rojo, en Yemen o en Etiopía); y es conquistado por asirios, babilonios, persas, griegos y romanos, con sucesivos exilios masivos (cautividad de Babilonia, cautividad de Nínive y Diáspora). | - La Historia del Antiguo Israel es la de un pueblo semita nómada (pueblo judío o hebreo) que se asienta y forma un reino en conflicto con los pueblos de Canaán a finales del II milenio a. C. (Saúl, David, Salomón) - Capitalidad de Jerusalén y su templo, principal centro artístico y religioso: monoteísmo, libro sagrado (Torá o Biblia), prohibición de la idolatría (lo que impide cualquier representación gráfica humana o animal). - Se relaciona con las civilizaciones egipcia y fenicia (incluso con el reino de Saba, localizable al sur del Mar Rojo, en Yemen o en Etiopía); y es conquistado por asirios, babilonios, persas, griegos y romanos, con sucesivos exilios masivos (cautividad de Babilonia, cautividad de Nínive y Diáspora). | - La Historia del Antiguo Israel es la de un pueblo semita nómada (pueblo judío o hebreo) que se asienta y forma un reino en conflicto con los pueblos de Canaán a finales del II milenio a. C. (Saúl, David, Salomón) - Capitalidad de Jerusalén y su templo, principal centro artístico y religioso: monoteísmo, libro sagrado (Torá o Biblia), prohibición de la idolatría (lo que impide cualquier representación gráfica humana o animal). - Se relaciona con las civilizaciones egipcia y fenicia (incluso con el reino de Saba, localizable al sur del Mar Rojo, en Yemen o en Etiopía); y es conquistado por asirios, babilonios, persas, griegos y romanos, con sucesivos exilios masivos (cautividad de Babilonia, cautividad de Nínive y Diáspora). | - La Historia del Antiguo Israel es la de un pueblo semita nómada (pueblo judío o hebreo) que se asienta y forma un reino en conflicto con los pueblos de Canaán a finales del II milenio a. C. (Saúl, David, Salomón) - Capitalidad de Jerusalén y su templo, principal centro artístico y religioso: monoteísmo, libro sagrado (Torá o Biblia), prohibición de la idolatría (lo que impide cualquier representación gráfica humana o animal). - Se relaciona con las civilizaciones egipcia y fenicia (incluso con el reino de Saba, localizable al sur del Mar Rojo, en Yemen o en Etiopía); y es conquistado por asirios, babilonios, persas, griegos y romanos, con sucesivos exilios masivos (cautividad de Babilonia, cautividad de Nínive y Diáspora). | - La Historia del Antiguo Israel es la de un pueblo semita nómada (pueblo judío o hebreo) que se asienta y forma un reino en conflicto con los pueblos de Canaán a finales del II milenio a. C. (Saúl, David, Salomón) - Capitalidad de Jerusalén y su templo, principal centro artístico y religioso: monoteísmo, libro sagrado (Torá o Biblia), prohibición de la idolatría (lo que impide cualquier representación gráfica humana o animal). - Se relaciona con las civilizaciones egipcia y fenicia (incluso con el reino de Saba, localizable al sur del Mar Rojo, en Yemen o en Etiopía); y es conquistado por asirios, babilonios, persas, griegos y romanos, con sucesivos exilios masivos (cautividad de Babilonia, cautividad de Nínive y Diáspora). | - La Historia del Antiguo Israel es la de un pueblo semita nómada (pueblo judío o hebreo) que se asienta y forma un reino en conflicto con los pueblos de Canaán a finales del II milenio a. C. (Saúl, David, Salomón) - Capitalidad de Jerusalén y su templo, principal centro artístico y religioso: monoteísmo, libro sagrado (Torá o Biblia), prohibición de la idolatría (lo que impide cualquier representación gráfica humana o animal). - Se relaciona con las civilizaciones egipcia y fenicia (incluso con el reino de Saba, localizable al sur del Mar Rojo, en Yemen o en Etiopía); y es conquistado por asirios, babilonios, persas, griegos y romanos, con sucesivos exilios masivos (cautividad de Babilonia, cautividad de Nínive y Diáspora). |
|                                         | Arte persa                     | Arte persa                     | Arte persa                     | - Los medos y persas desarrollaron su civilización entre Mesopotamia, India, Asia Central y el Cáucaso, región árida de paso de tribus nómadas correspondiente con el actual Irán. - Arte nómada ornamental (armas, vasos) en madera, hueso o metales. Estilo animalista, abstracción figurativa y orgánica. - Tras dominar a los asirios, conquistaron Babilonia en el 539 a. C.. - Palacios colosales (varias influencias, ambiente ceremonial y repetitivo -Persépolis, Susa-), ausencia de arquitectura religiosa, determinada por las características del zoroastrismo. - Arte funerario: tumbas de Naqsh-e Rostam. - Escultura asociada a la arquitectura. | - Los medos y persas desarrollaron su civilización entre Mesopotamia, India, Asia Central y el Cáucaso, región árida de paso de tribus nómadas correspondiente con el actual Irán. - Arte nómada ornamental (armas, vasos) en madera, hueso o metales. Estilo animalista, abstracción figurativa y orgánica. - Tras dominar a los asirios, conquistaron Babilonia en el 539 a. C.. - Palacios colosales (varias influencias, ambiente ceremonial y repetitivo -Persépolis, Susa-), ausencia de arquitectura religiosa, determinada por las características del zoroastrismo. - Arte funerario: tumbas de Naqsh-e Rostam. - Escultura asociada a la arquitectura. | - Los medos y persas desarrollaron su civilización entre Mesopotamia, India, Asia Central y el Cáucaso, región árida de paso de tribus nómadas correspondiente con el actual Irán. - Arte nómada ornamental (armas, vasos) en madera, hueso o metales. Estilo animalista, abstracción figurativa y orgánica. - Tras dominar a los asirios, conquistaron Babilonia en el 539 a. C.. - Palacios colosales (varias influencias, ambiente ceremonial y repetitivo -Persépolis, Susa-), ausencia de arquitectura religiosa, determinada por las características del zoroastrismo. - Arte funerario: tumbas de Naqsh-e Rostam. - Escultura asociada a la arquitectura. | - Los medos y persas desarrollaron su civilización entre Mesopotamia, India, Asia Central y el Cáucaso, región árida de paso de tribus nómadas correspondiente con el actual Irán. - Arte nómada ornamental (armas, vasos) en madera, hueso o metales. Estilo animalista, abstracción figurativa y orgánica. - Tras dominar a los asirios, conquistaron Babilonia en el 539 a. C.. - Palacios colosales (varias influencias, ambiente ceremonial y repetitivo -Persépolis, Susa-), ausencia de arquitectura religiosa, determinada por las características del zoroastrismo. - Arte funerario: tumbas de Naqsh-e Rostam. - Escultura asociada a la arquitectura. | - Los medos y persas desarrollaron su civilización entre Mesopotamia, India, Asia Central y el Cáucaso, región árida de paso de tribus nómadas correspondiente con el actual Irán. - Arte nómada ornamental (armas, vasos) en madera, hueso o metales. Estilo animalista, abstracción figurativa y orgánica. - Tras dominar a los asirios, conquistaron Babilonia en el 539 a. C.. - Palacios colosales (varias influencias, ambiente ceremonial y repetitivo -Persépolis, Susa-), ausencia de arquitectura religiosa, determinada por las características del zoroastrismo. - Arte funerario: tumbas de Naqsh-e Rostam. - Escultura asociada a la arquitectura. | - Los medos y persas desarrollaron su civilización entre Mesopotamia, India, Asia Central y el Cáucaso, región árida de paso de tribus nómadas correspondiente con el actual Irán. - Arte nómada ornamental (armas, vasos) en madera, hueso o metales. Estilo animalista, abstracción figurativa y orgánica. - Tras dominar a los asirios, conquistaron Babilonia en el 539 a. C.. - Palacios colosales (varias influencias, ambiente ceremonial y repetitivo -Persépolis, Susa-), ausencia de arquitectura religiosa, determinada por las características del zoroastrismo. - Arte funerario: tumbas de Naqsh-e Rostam. - Escultura asociada a la arquitectura. |
|                                         | Arte árabe preislámico         | Arte árabe preislámico         | Arte árabe preislámico         | - La Arabia preislámica se desarrolló como una civilización sin un estado centralizado, entre los pueblos árabes, algunos nómadas y otros asentados en zonas agrícolas y urbanas. La unificación se produjo con la aparición del Islam (siglo VII), que supuso la ruptura de la tradición preislámica en artes figurativas. - Influencias del arte mesopotámico y persa (templo solar de Marib). Con la helenización y la conquista romana de las zonas periféricas de Arabia, influencia del arte grecorromano (Palmira, Petra). - | - La Arabia preislámica se desarrolló como una civilización sin un estado centralizado, entre los pueblos árabes, algunos nómadas y otros asentados en zonas agrícolas y urbanas. La unificación se produjo con la aparición del Islam (siglo VII), que supuso la ruptura de la tradición preislámica en artes figurativas. - Influencias del arte mesopotámico y persa (templo solar de Marib). Con la helenización y la conquista romana de las zonas periféricas de Arabia, influencia del arte grecorromano (Palmira, Petra). - | - La Arabia preislámica se desarrolló como una civilización sin un estado centralizado, entre los pueblos árabes, algunos nómadas y otros asentados en zonas agrícolas y urbanas. La unificación se produjo con la aparición del Islam (siglo VII), que supuso la ruptura de la tradición preislámica en artes figurativas. - Influencias del arte mesopotámico y persa (templo solar de Marib). Con la helenización y la conquista romana de las zonas periféricas de Arabia, influencia del arte grecorromano (Palmira, Petra). - | - La Arabia preislámica se desarrolló como una civilización sin un estado centralizado, entre los pueblos árabes, algunos nómadas y otros asentados en zonas agrícolas y urbanas. La unificación se produjo con la aparición del Islam (siglo VII), que supuso la ruptura de la tradición preislámica en artes figurativas. - Influencias del arte mesopotámico y persa (templo solar de Marib). Con la helenización y la conquista romana de las zonas periféricas de Arabia, influencia del arte grecorromano (Palmira, Petra). - | - La Arabia preislámica se desarrolló como una civilización sin un estado centralizado, entre los pueblos árabes, algunos nómadas y otros asentados en zonas agrícolas y urbanas. La unificación se produjo con la aparición del Islam (siglo VII), que supuso la ruptura de la tradición preislámica en artes figurativas. - Influencias del arte mesopotámico y persa (templo solar de Marib). Con la helenización y la conquista romana de las zonas periféricas de Arabia, influencia del arte grecorromano (Palmira, Petra). - | - La Arabia preislámica se desarrolló como una civilización sin un estado centralizado, entre los pueblos árabes, algunos nómadas y otros asentados en zonas agrícolas y urbanas. La unificación se produjo con la aparición del Islam (siglo VII), que supuso la ruptura de la tradición preislámica en artes figurativas. - Influencias del arte mesopotámico y persa (templo solar de Marib). Con la helenización y la conquista romana de las zonas periféricas de Arabia, influencia del arte grecorromano (Palmira, Petra). - |
| Arte egeo                               |                                |                                |                                | | | | | | |
|                                         | Arte cicládico                 | Arte cicládico                 | Arte cicládico                 | - Archipiélago de las Cícladas, Edad del Bronce (2500-1600 a. C.). - Objetos de cerámica (vasos, copas, etc.) de decoración geometrizante (líneas rectas, curvas, espirales). - Pequeños ídolos en mármol de líneas sintéticas con nariz de relieve destacado. | - Archipiélago de las Cícladas, Edad del Bronce (2500-1600 a. C.). - Objetos de cerámica (vasos, copas, etc.) de decoración geometrizante (líneas rectas, curvas, espirales). - Pequeños ídolos en mármol de líneas sintéticas con nariz de relieve destacado. | - Archipiélago de las Cícladas, Edad del Bronce (2500-1600 a. C.). - Objetos de cerámica (vasos, copas, etc.) de decoración geometrizante (líneas rectas, curvas, espirales). - Pequeños ídolos en mármol de líneas sintéticas con nariz de relieve destacado. | - Archipiélago de las Cícladas, Edad del Bronce (2500-1600 a. C.). - Objetos de cerámica (vasos, copas, etc.) de decoración geometrizante (líneas rectas, curvas, espirales). - Pequeños ídolos en mármol de líneas sintéticas con nariz de relieve destacado. | - Archipiélago de las Cícladas, Edad del Bronce (2500-1600 a. C.). - Objetos de cerámica (vasos, copas, etc.) de decoración geometrizante (líneas rectas, curvas, espirales). - Pequeños ídolos en mármol de líneas sintéticas con nariz de relieve destacado. | - Archipiélago de las Cícladas, Edad del Bronce (2500-1600 a. C.). - Objetos de cerámica (vasos, copas, etc.) de decoración geometrizante (líneas rectas, curvas, espirales). - Pequeños ídolos en mármol de líneas sintéticas con nariz de relieve destacado. |
|                                         | Arte minoico                   | Arte minoico                   | Arte minoico                   | - En la isla de Creta surge en la Edad del Bronce (III milenio a. C.) la civilización cretense, denominada minoica por el mito del rey Minos y el laberinto del minotauro (identificado con el palacio de Cnosos). - Pintura mural decorativa de armonía y movimiento, colores vivos y visión frontal (frontalismo) asociada a una arquitectura palaciega de estructura informal y práctica (laberíntica, con patios interiores y distintos niveles). - Piezas de cerámica, poca escultura (pequeñas figuras en arcilla y terracota), vasijas. - Temáticas de lo cotidiano, animalística (mundo marino) y religiosa (piezas votivas y rituales). | - En la isla de Creta surge en la Edad del Bronce (III milenio a. C.) la civilización cretense, denominada minoica por el mito del rey Minos y el laberinto del minotauro (identificado con el palacio de Cnosos). - Pintura mural decorativa de armonía y movimiento, colores vivos y visión frontal (frontalismo) asociada a una arquitectura palaciega de estructura informal y práctica (laberíntica, con patios interiores y distintos niveles). - Piezas de cerámica, poca escultura (pequeñas figuras en arcilla y terracota), vasijas. - Temáticas de lo cotidiano, animalística (mundo marino) y religiosa (piezas votivas y rituales). | - En la isla de Creta surge en la Edad del Bronce (III milenio a. C.) la civilización cretense, denominada minoica por el mito del rey Minos y el laberinto del minotauro (identificado con el palacio de Cnosos). - Pintura mural decorativa de armonía y movimiento, colores vivos y visión frontal (frontalismo) asociada a una arquitectura palaciega de estructura informal y práctica (laberíntica, con patios interiores y distintos niveles). - Piezas de cerámica, poca escultura (pequeñas figuras en arcilla y terracota), vasijas. - Temáticas de lo cotidiano, animalística (mundo marino) y religiosa (piezas votivas y rituales). | - En la isla de Creta surge en la Edad del Bronce (III milenio a. C.) la civilización cretense, denominada minoica por el mito del rey Minos y el laberinto del minotauro (identificado con el palacio de Cnosos). - Pintura mural decorativa de armonía y movimiento, colores vivos y visión frontal (frontalismo) asociada a una arquitectura palaciega de estructura informal y práctica (laberíntica, con patios interiores y distintos niveles). - Piezas de cerámica, poca escultura (pequeñas figuras en arcilla y terracota), vasijas. - Temáticas de lo cotidiano, animalística (mundo marino) y religiosa (piezas votivas y rituales). | - En la isla de Creta surge en la Edad del Bronce (III milenio a. C.) la civilización cretense, denominada minoica por el mito del rey Minos y el laberinto del minotauro (identificado con el palacio de Cnosos). - Pintura mural decorativa de armonía y movimiento, colores vivos y visión frontal (frontalismo) asociada a una arquitectura palaciega de estructura informal y práctica (laberíntica, con patios interiores y distintos niveles). - Piezas de cerámica, poca escultura (pequeñas figuras en arcilla y terracota), vasijas. - Temáticas de lo cotidiano, animalística (mundo marino) y religiosa (piezas votivas y rituales). | - En la isla de Creta surge en la Edad del Bronce (III milenio a. C.) la civilización cretense, denominada minoica por el mito del rey Minos y el laberinto del minotauro (identificado con el palacio de Cnosos). - Pintura mural decorativa de armonía y movimiento, colores vivos y visión frontal (frontalismo) asociada a una arquitectura palaciega de estructura informal y práctica (laberíntica, con patios interiores y distintos niveles). - Piezas de cerámica, poca escultura (pequeñas figuras en arcilla y terracota), vasijas. - Temáticas de lo cotidiano, animalística (mundo marino) y religiosa (piezas votivas y rituales). |
|                                         | Arte micénico                  | Arte micénico                  | Arte micénico                  | - Aqueos establecidos en territorio de la actual Grecia continental, Edad del Bronce. - Principal centro en Micenas, influencia del arte minoico. Murallas de Tirinto. - Arquitectura monumental, pintura sin la ligereza del arte cretense, temática militar y narrativa. | - Aqueos establecidos en territorio de la actual Grecia continental, Edad del Bronce. - Principal centro en Micenas, influencia del arte minoico. Murallas de Tirinto. - Arquitectura monumental, pintura sin la ligereza del arte cretense, temática militar y narrativa. | - Aqueos establecidos en territorio de la actual Grecia continental, Edad del Bronce. - Principal centro en Micenas, influencia del arte minoico. Murallas de Tirinto. - Arquitectura monumental, pintura sin la ligereza del arte cretense, temática militar y narrativa. | - Aqueos establecidos en territorio de la actual Grecia continental, Edad del Bronce. - Principal centro en Micenas, influencia del arte minoico. Murallas de Tirinto. - Arquitectura monumental, pintura sin la ligereza del arte cretense, temática militar y narrativa. | - Aqueos establecidos en territorio de la actual Grecia continental, Edad del Bronce. - Principal centro en Micenas, influencia del arte minoico. Murallas de Tirinto. - Arquitectura monumental, pintura sin la ligereza del arte cretense, temática militar y narrativa. | - Aqueos establecidos en territorio de la actual Grecia continental, Edad del Bronce. - Principal centro en Micenas, influencia del arte minoico. Murallas de Tirinto. - Arquitectura monumental, pintura sin la ligereza del arte cretense, temática militar y narrativa. |
| Otros artes europeos antiguos           |                                |                                |                                | | | | | | |
|                                         | Arte celta                     | Arte celta                     | Arte celta                     | - Estilo característico de los pueblos de lengua celta en Europa central y occidental (Alemania, Francia, centro y norte de España), y en las islas británicas (Gran Bretaña e Irlanda), donde pervivió hasta la Edad Media (Arte hiberno-sajón). En las demás regiones se desarrolló desde la prehistoria (Edad del Bronce-Cultura de La Tène) hasta la conquista romana. | - Estilo característico de los pueblos de lengua celta en Europa central y occidental (Alemania, Francia, centro y norte de España), y en las islas británicas (Gran Bretaña e Irlanda), donde pervivió hasta la Edad Media (Arte hiberno-sajón). En las demás regiones se desarrolló desde la prehistoria (Edad del Bronce-Cultura de La Tène) hasta la conquista romana. | - Estilo característico de los pueblos de lengua celta en Europa central y occidental (Alemania, Francia, centro y norte de España), y en las islas británicas (Gran Bretaña e Irlanda), donde pervivió hasta la Edad Media (Arte hiberno-sajón). En las demás regiones se desarrolló desde la prehistoria (Edad del Bronce-Cultura de La Tène) hasta la conquista romana. | - Estilo característico de los pueblos de lengua celta en Europa central y occidental (Alemania, Francia, centro y norte de España), y en las islas británicas (Gran Bretaña e Irlanda), donde pervivió hasta la Edad Media (Arte hiberno-sajón). En las demás regiones se desarrolló desde la prehistoria (Edad del Bronce-Cultura de La Tène) hasta la conquista romana. | - Estilo característico de los pueblos de lengua celta en Europa central y occidental (Alemania, Francia, centro y norte de España), y en las islas británicas (Gran Bretaña e Irlanda), donde pervivió hasta la Edad Media (Arte hiberno-sajón). En las demás regiones se desarrolló desde la prehistoria (Edad del Bronce-Cultura de La Tène) hasta la conquista romana. | - Estilo característico de los pueblos de lengua celta en Europa central y occidental (Alemania, Francia, centro y norte de España), y en las islas británicas (Gran Bretaña e Irlanda), donde pervivió hasta la Edad Media (Arte hiberno-sajón). En las demás regiones se desarrolló desde la prehistoria (Edad del Bronce-Cultura de La Tène) hasta la conquista romana. |
|                                         | Arte de los pueblos germánicos | Arte de los pueblos germánicos | Arte de los pueblos germánicos | - Estilo característico de los pueblos germánicos. Véase también: Prerrománico para la contextualización del arte germano durante el periodo de las migraciones o invasiones bárbaras (arte del periodo de las invasiones) que constituye el comienzo del arte medieval. | - Estilo característico de los pueblos germánicos. Véase también: Prerrománico para la contextualización del arte germano durante el periodo de las migraciones o invasiones bárbaras (arte del periodo de las invasiones) que constituye el comienzo del arte medieval. | - Estilo característico de los pueblos germánicos. Véase también: Prerrománico para la contextualización del arte germano durante el periodo de las migraciones o invasiones bárbaras (arte del periodo de las invasiones) que constituye el comienzo del arte medieval. | - Estilo característico de los pueblos germánicos. Véase también: Prerrománico para la contextualización del arte germano durante el periodo de las migraciones o invasiones bárbaras (arte del periodo de las invasiones) que constituye el comienzo del arte medieval. | - Estilo característico de los pueblos germánicos. Véase también: Prerrománico para la contextualización del arte germano durante el periodo de las migraciones o invasiones bárbaras (arte del periodo de las invasiones) que constituye el comienzo del arte medieval. | - Estilo característico de los pueblos germánicos. Véase también: Prerrománico para la contextualización del arte germano durante el periodo de las migraciones o invasiones bárbaras (arte del periodo de las invasiones) que constituye el comienzo del arte medieval. |
|                                         | Arte ibérico                   | Arte ibérico                   | Arte ibérico                   | - Sur y este de la península ibérica: costa del Mediterráneo, valle del Ebro y valle del Guadalquivir. - Iberos: son los diferentes pueblos indígenas de esas zonas, lo que excluye a los celtas (interior y norte). Lenguas preindoeuropeas, emparentadas con el euskera. Desarrollan su civilización por contacto con los pueblos colonizadores griegos y fenicios (Emporion -Ampurias-, Gadir -Cádiz-, Qart Hadash -Cartago Nova o Cartagena-). Verdaderos estados (el primero y más importante, Tartessos). - Esculturas votivas y monumentos funerarios. Orfebrería. Ciudades y poblados amurallados (Ullastret). | - Sur y este de la península ibérica: costa del Mediterráneo, valle del Ebro y valle del Guadalquivir. - Iberos: son los diferentes pueblos indígenas de esas zonas, lo que excluye a los celtas (interior y norte). Lenguas preindoeuropeas, emparentadas con el euskera. Desarrollan su civilización por contacto con los pueblos colonizadores griegos y fenicios (Emporion -Ampurias-, Gadir -Cádiz-, Qart Hadash -Cartago Nova o Cartagena-). Verdaderos estados (el primero y más importante, Tartessos). - Esculturas votivas y monumentos funerarios. Orfebrería. Ciudades y poblados amurallados (Ullastret). | - Sur y este de la península ibérica: costa del Mediterráneo, valle del Ebro y valle del Guadalquivir. - Iberos: son los diferentes pueblos indígenas de esas zonas, lo que excluye a los celtas (interior y norte). Lenguas preindoeuropeas, emparentadas con el euskera. Desarrollan su civilización por contacto con los pueblos colonizadores griegos y fenicios (Emporion -Ampurias-, Gadir -Cádiz-, Qart Hadash -Cartago Nova o Cartagena-). Verdaderos estados (el primero y más importante, Tartessos). - Esculturas votivas y monumentos funerarios. Orfebrería. Ciudades y poblados amurallados (Ullastret). | - Sur y este de la península ibérica: costa del Mediterráneo, valle del Ebro y valle del Guadalquivir. - Iberos: son los diferentes pueblos indígenas de esas zonas, lo que excluye a los celtas (interior y norte). Lenguas preindoeuropeas, emparentadas con el euskera. Desarrollan su civilización por contacto con los pueblos colonizadores griegos y fenicios (Emporion -Ampurias-, Gadir -Cádiz-, Qart Hadash -Cartago Nova o Cartagena-). Verdaderos estados (el primero y más importante, Tartessos). - Esculturas votivas y monumentos funerarios. Orfebrería. Ciudades y poblados amurallados (Ullastret). | - Sur y este de la península ibérica: costa del Mediterráneo, valle del Ebro y valle del Guadalquivir. - Iberos: son los diferentes pueblos indígenas de esas zonas, lo que excluye a los celtas (interior y norte). Lenguas preindoeuropeas, emparentadas con el euskera. Desarrollan su civilización por contacto con los pueblos colonizadores griegos y fenicios (Emporion -Ampurias-, Gadir -Cádiz-, Qart Hadash -Cartago Nova o Cartagena-). Verdaderos estados (el primero y más importante, Tartessos). - Esculturas votivas y monumentos funerarios. Orfebrería. Ciudades y poblados amurallados (Ullastret). | - Sur y este de la península ibérica: costa del Mediterráneo, valle del Ebro y valle del Guadalquivir. - Iberos: son los diferentes pueblos indígenas de esas zonas, lo que excluye a los celtas (interior y norte). Lenguas preindoeuropeas, emparentadas con el euskera. Desarrollan su civilización por contacto con los pueblos colonizadores griegos y fenicios (Emporion -Ampurias-, Gadir -Cádiz-, Qart Hadash -Cartago Nova o Cartagena-). Verdaderos estados (el primero y más importante, Tartessos). - Esculturas votivas y monumentos funerarios. Orfebrería. Ciudades y poblados amurallados (Ullastret). |
|                                         | Arte etrusco                   | Arte etrusco                   | Arte etrusco                   | - El pueblo etrusco desarrolló su civilización en la región de Etruria, actual Toscana entre el siglo IX a. C. y el siglo II a. C.. - Arte funerario, cámaras tumulares con pintura mural, urnas, estatuaria yacente en sarcófagos (sarcófago de los esposos) y bustos. - Piezas en bronce (Quimera de Arezzo) y terracota, orfebrería. - Influencia de la época arcaica griega (Apolo de Veyes). - Ciudades amuralladas (Veyes). | - El pueblo etrusco desarrolló su civilización en la región de Etruria, actual Toscana entre el siglo IX a. C. y el siglo II a. C.. - Arte funerario, cámaras tumulares con pintura mural, urnas, estatuaria yacente en sarcófagos (sarcófago de los esposos) y bustos. - Piezas en bronce (Quimera de Arezzo) y terracota, orfebrería. - Influencia de la época arcaica griega (Apolo de Veyes). - Ciudades amuralladas (Veyes). | - El pueblo etrusco desarrolló su civilización en la región de Etruria, actual Toscana entre el siglo IX a. C. y el siglo II a. C.. - Arte funerario, cámaras tumulares con pintura mural, urnas, estatuaria yacente en sarcófagos (sarcófago de los esposos) y bustos. - Piezas en bronce (Quimera de Arezzo) y terracota, orfebrería. - Influencia de la época arcaica griega (Apolo de Veyes). - Ciudades amuralladas (Veyes). | - El pueblo etrusco desarrolló su civilización en la región de Etruria, actual Toscana entre el siglo IX a. C. y el siglo II a. C.. - Arte funerario, cámaras tumulares con pintura mural, urnas, estatuaria yacente en sarcófagos (sarcófago de los esposos) y bustos. - Piezas en bronce (Quimera de Arezzo) y terracota, orfebrería. - Influencia de la época arcaica griega (Apolo de Veyes). - Ciudades amuralladas (Veyes). | - El pueblo etrusco desarrolló su civilización en la región de Etruria, actual Toscana entre el siglo IX a. C. y el siglo II a. C.. - Arte funerario, cámaras tumulares con pintura mural, urnas, estatuaria yacente en sarcófagos (sarcófago de los esposos) y bustos. - Piezas en bronce (Quimera de Arezzo) y terracota, orfebrería. - Influencia de la época arcaica griega (Apolo de Veyes). - Ciudades amuralladas (Veyes). | - El pueblo etrusco desarrolló su civilización en la región de Etruria, actual Toscana entre el siglo IX a. C. y el siglo II a. C.. - Arte funerario, cámaras tumulares con pintura mural, urnas, estatuaria yacente en sarcófagos (sarcófago de los esposos) y bustos. - Piezas en bronce (Quimera de Arezzo) y terracota, orfebrería. - Influencia de la época arcaica griega (Apolo de Veyes). - Ciudades amuralladas (Veyes). |

### Arte antiguo de otras civilizaciones
Una característica común al arte no occidental, sobre todo del de las civilizaciones asiáticas (India, China y Japón), al menos visto desde la perspectiva de los historiadores del arte occidentales, es la de mantenerse fiel a su estética y a sus formas aun dentro de una evolución estilística entre la sencillez y el recargamiento. Según esa óptica, carecería de la desconcertante variedad que presenta el arte occidental, a pesar de ser extraordinariamente fecundo. Otro rasgo es el de su significación esencialmente religiosa (incluso en los temas que en occidente serían profanos y obscenos), frente al precoz surgimiento del arte civil en Occidente. Tampoco presentarían ninguna discontinuidad como la que el arte occidental experimentó entre el arte antiguo y el arte medieval; con lo que este último concepto no suele aplicarse a estas civilizaciones.
Las civilizaciones precolombinas tienen un especial valor para la Historia del Arte, dado que se desarrollaron en América sin conexión alguna con las civilizaciones del Viejo Mundo, y aun así encontraron soluciones formales paralelas, como la pirámide o la cantería ciclópea, y vehículos similares para la expresión artística, no sólo en las tres grandes artes visuales (pintura, escultura y arquitectura), sino en las artes menores como la cerámica y la orfebrería. Esta en especial alcanzó unas cotas extraordinarias. Otras artes, en cambio, fueron exclusivas americanas, como el arte plumario, así como algunas técnicas, como la obtención del pigmento azul maya, que aún hoy siguen siendo un misterio (ambas cuestiones exceden temporalmente de la Edad Antigua).
El arte africano antiguo (concepto que también se aplica sin solución de continuidad al de siglos posteriores a la Edad Antigua, y es muchas veces identificado con el arte étnico de época colonial y postcolonial) fue especialmente valorado por las vanguardias artísticas del siglo XX (cubismo, expresionismo).
| Arte de la India antigua         |                          |                          |                          | | | | | | |
|                                  | Arte de la India antigua | Arte de la India antigua | Arte de la India antigua | - La Cultura del valle del Indo (Mohenjo-Daro) creó el sustrato cultural sobre el que se impondrán posteriormente los arios (un pueblo indoeuropeo), que introducen la religión y literatura védica, que se desarrollará en el hinduismo. - La influencia de los contactos con las civilizaciones persa (siglo siglo VI a. C.) y helenística (siglo IV a. C.) se asumirá y recreará en los siguientes periodos: - Periodo Maurya (rey Asoka, que mandó erigir 84.000 stupas budistas y grabar sus edictos en estelas -lat o stambha- por todo su imperio; el capitel de Asoka es hoy en día un símbolo nacional de India.). - Periodo o estilo Gandhara (arte greco-budista). - Estilos locales (Mathurā y Amarāvati). - Periodo Gupta. Adquiere preponderancia el hinduismo (construcción de numerosos santuarios), aunque se toleraron las demás religiones. Relieves de sutileza equilibrada y risueña (Buda de Sarnath). | - La Cultura del valle del Indo (Mohenjo-Daro) creó el sustrato cultural sobre el que se impondrán posteriormente los arios (un pueblo indoeuropeo), que introducen la religión y literatura védica, que se desarrollará en el hinduismo. - La influencia de los contactos con las civilizaciones persa (siglo siglo VI a. C.) y helenística (siglo IV a. C.) se asumirá y recreará en los siguientes periodos: - Periodo Maurya (rey Asoka, que mandó erigir 84.000 stupas budistas y grabar sus edictos en estelas -lat o stambha- por todo su imperio; el capitel de Asoka es hoy en día un símbolo nacional de India.). - Periodo o estilo Gandhara (arte greco-budista). - Estilos locales (Mathurā y Amarāvati). - Periodo Gupta. Adquiere preponderancia el hinduismo (construcción de numerosos santuarios), aunque se toleraron las demás religiones. Relieves de sutileza equilibrada y risueña (Buda de Sarnath). | - La Cultura del valle del Indo (Mohenjo-Daro) creó el sustrato cultural sobre el que se impondrán posteriormente los arios (un pueblo indoeuropeo), que introducen la religión y literatura védica, que se desarrollará en el hinduismo. - La influencia de los contactos con las civilizaciones persa (siglo siglo VI a. C.) y helenística (siglo IV a. C.) se asumirá y recreará en los siguientes periodos: - Periodo Maurya (rey Asoka, que mandó erigir 84.000 stupas budistas y grabar sus edictos en estelas -lat o stambha- por todo su imperio; el capitel de Asoka es hoy en día un símbolo nacional de India.). - Periodo o estilo Gandhara (arte greco-budista). - Estilos locales (Mathurā y Amarāvati). - Periodo Gupta. Adquiere preponderancia el hinduismo (construcción de numerosos santuarios), aunque se toleraron las demás religiones. Relieves de sutileza equilibrada y risueña (Buda de Sarnath). | - La Cultura del valle del Indo (Mohenjo-Daro) creó el sustrato cultural sobre el que se impondrán posteriormente los arios (un pueblo indoeuropeo), que introducen la religión y literatura védica, que se desarrollará en el hinduismo. - La influencia de los contactos con las civilizaciones persa (siglo siglo VI a. C.) y helenística (siglo IV a. C.) se asumirá y recreará en los siguientes periodos: - Periodo Maurya (rey Asoka, que mandó erigir 84.000 stupas budistas y grabar sus edictos en estelas -lat o stambha- por todo su imperio; el capitel de Asoka es hoy en día un símbolo nacional de India.). - Periodo o estilo Gandhara (arte greco-budista). - Estilos locales (Mathurā y Amarāvati). - Periodo Gupta. Adquiere preponderancia el hinduismo (construcción de numerosos santuarios), aunque se toleraron las demás religiones. Relieves de sutileza equilibrada y risueña (Buda de Sarnath). | - La Cultura del valle del Indo (Mohenjo-Daro) creó el sustrato cultural sobre el que se impondrán posteriormente los arios (un pueblo indoeuropeo), que introducen la religión y literatura védica, que se desarrollará en el hinduismo. - La influencia de los contactos con las civilizaciones persa (siglo siglo VI a. C.) y helenística (siglo IV a. C.) se asumirá y recreará en los siguientes periodos: - Periodo Maurya (rey Asoka, que mandó erigir 84.000 stupas budistas y grabar sus edictos en estelas -lat o stambha- por todo su imperio; el capitel de Asoka es hoy en día un símbolo nacional de India.). - Periodo o estilo Gandhara (arte greco-budista). - Estilos locales (Mathurā y Amarāvati). - Periodo Gupta. Adquiere preponderancia el hinduismo (construcción de numerosos santuarios), aunque se toleraron las demás religiones. Relieves de sutileza equilibrada y risueña (Buda de Sarnath). | - La Cultura del valle del Indo (Mohenjo-Daro) creó el sustrato cultural sobre el que se impondrán posteriormente los arios (un pueblo indoeuropeo), que introducen la religión y literatura védica, que se desarrollará en el hinduismo. - La influencia de los contactos con las civilizaciones persa (siglo siglo VI a. C.) y helenística (siglo IV a. C.) se asumirá y recreará en los siguientes periodos: - Periodo Maurya (rey Asoka, que mandó erigir 84.000 stupas budistas y grabar sus edictos en estelas -lat o stambha- por todo su imperio; el capitel de Asoka es hoy en día un símbolo nacional de India.). - Periodo o estilo Gandhara (arte greco-budista). - Estilos locales (Mathurā y Amarāvati). - Periodo Gupta. Adquiere preponderancia el hinduismo (construcción de numerosos santuarios), aunque se toleraron las demás religiones. Relieves de sutileza equilibrada y risueña (Buda de Sarnath). |
| Arte del Extremo Oriente antiguo |                          |                          |                          | | | | | | |
|                                  | Arte de China antigua    | Arte de China antigua    | Arte de China antigua    | - La civilización china nació en las llanuras boscosas entre el Huang-ho (Río Amarillo) y el Yangtsé (Río Largo o Río Azul). - A partir de la Dinastía Zhou (primera mitad I milenio a. C.) se establecieron los ciclos dinásticos en los que la figura del Emperador de China recibe y debe honrar el Mandato del Cielo. - Las tradiciones religiosas animistas se convierten en un rígido sistema moral de culto a los antepasados con el confucianismo siglo VI a. C., que se consolidó incluso con la adición de la filosofía del taoísmo y la división política del periodo de los Reinos Combatientes, reunificados con las dinastías Quin y Han. - Se recibe el budismo por la ruta de la seda desde la India entre el siglo II a. C. y el siglo I d. C., lo que explica la difusión de las representaciones de Buda. Desde China se difundirá el budismo zen a Japón. - El uso de materiales perecederos en arquitectura, sometidos a constante mantenimiento y de fácil desaparición ha producido que queden pocas muestras genuinas. -Son mucho más abundantes los ejemplos de escultura (ejército de terracota) y el trabajo de los metales (vasijas de bronce) y de las piedras preciosas (jade). - La mayor parte de la pintura que se ha conservado es de época posterior, pero implica su desarrollo en época antigua. - Obras de ingeniería a enorme escala: Gran Muralla China y Gran Canal de China. | - La civilización china nació en las llanuras boscosas entre el Huang-ho (Río Amarillo) y el Yangtsé (Río Largo o Río Azul). - A partir de la Dinastía Zhou (primera mitad I milenio a. C.) se establecieron los ciclos dinásticos en los que la figura del Emperador de China recibe y debe honrar el Mandato del Cielo. - Las tradiciones religiosas animistas se convierten en un rígido sistema moral de culto a los antepasados con el confucianismo siglo VI a. C., que se consolidó incluso con la adición de la filosofía del taoísmo y la división política del periodo de los Reinos Combatientes, reunificados con las dinastías Quin y Han. - Se recibe el budismo por la ruta de la seda desde la India entre el siglo II a. C. y el siglo I d. C., lo que explica la difusión de las representaciones de Buda. Desde China se difundirá el budismo zen a Japón. - El uso de materiales perecederos en arquitectura, sometidos a constante mantenimiento y de fácil desaparición ha producido que queden pocas muestras genuinas. -Son mucho más abundantes los ejemplos de escultura (ejército de terracota) y el trabajo de los metales (vasijas de bronce) y de las piedras preciosas (jade). - La mayor parte de la pintura que se ha conservado es de época posterior, pero implica su desarrollo en época antigua. - Obras de ingeniería a enorme escala: Gran Muralla China y Gran Canal de China. | - La civilización china nació en las llanuras boscosas entre el Huang-ho (Río Amarillo) y el Yangtsé (Río Largo o Río Azul). - A partir de la Dinastía Zhou (primera mitad I milenio a. C.) se establecieron los ciclos dinásticos en los que la figura del Emperador de China recibe y debe honrar el Mandato del Cielo. - Las tradiciones religiosas animistas se convierten en un rígido sistema moral de culto a los antepasados con el confucianismo siglo VI a. C., que se consolidó incluso con la adición de la filosofía del taoísmo y la división política del periodo de los Reinos Combatientes, reunificados con las dinastías Quin y Han. - Se recibe el budismo por la ruta de la seda desde la India entre el siglo II a. C. y el siglo I d. C., lo que explica la difusión de las representaciones de Buda. Desde China se difundirá el budismo zen a Japón. - El uso de materiales perecederos en arquitectura, sometidos a constante mantenimiento y de fácil desaparición ha producido que queden pocas muestras genuinas. -Son mucho más abundantes los ejemplos de escultura (ejército de terracota) y el trabajo de los metales (vasijas de bronce) y de las piedras preciosas (jade). - La mayor parte de la pintura que se ha conservado es de época posterior, pero implica su desarrollo en época antigua. - Obras de ingeniería a enorme escala: Gran Muralla China y Gran Canal de China. | - La civilización china nació en las llanuras boscosas entre el Huang-ho (Río Amarillo) y el Yangtsé (Río Largo o Río Azul). - A partir de la Dinastía Zhou (primera mitad I milenio a. C.) se establecieron los ciclos dinásticos en los que la figura del Emperador de China recibe y debe honrar el Mandato del Cielo. - Las tradiciones religiosas animistas se convierten en un rígido sistema moral de culto a los antepasados con el confucianismo siglo VI a. C., que se consolidó incluso con la adición de la filosofía del taoísmo y la división política del periodo de los Reinos Combatientes, reunificados con las dinastías Quin y Han. - Se recibe el budismo por la ruta de la seda desde la India entre el siglo II a. C. y el siglo I d. C., lo que explica la difusión de las representaciones de Buda. Desde China se difundirá el budismo zen a Japón. - El uso de materiales perecederos en arquitectura, sometidos a constante mantenimiento y de fácil desaparición ha producido que queden pocas muestras genuinas. -Son mucho más abundantes los ejemplos de escultura (ejército de terracota) y el trabajo de los metales (vasijas de bronce) y de las piedras preciosas (jade). - La mayor parte de la pintura que se ha conservado es de época posterior, pero implica su desarrollo en época antigua. - Obras de ingeniería a enorme escala: Gran Muralla China y Gran Canal de China. | - La civilización china nació en las llanuras boscosas entre el Huang-ho (Río Amarillo) y el Yangtsé (Río Largo o Río Azul). - A partir de la Dinastía Zhou (primera mitad I milenio a. C.) se establecieron los ciclos dinásticos en los que la figura del Emperador de China recibe y debe honrar el Mandato del Cielo. - Las tradiciones religiosas animistas se convierten en un rígido sistema moral de culto a los antepasados con el confucianismo siglo VI a. C., que se consolidó incluso con la adición de la filosofía del taoísmo y la división política del periodo de los Reinos Combatientes, reunificados con las dinastías Quin y Han. - Se recibe el budismo por la ruta de la seda desde la India entre el siglo II a. C. y el siglo I d. C., lo que explica la difusión de las representaciones de Buda. Desde China se difundirá el budismo zen a Japón. - El uso de materiales perecederos en arquitectura, sometidos a constante mantenimiento y de fácil desaparición ha producido que queden pocas muestras genuinas. -Son mucho más abundantes los ejemplos de escultura (ejército de terracota) y el trabajo de los metales (vasijas de bronce) y de las piedras preciosas (jade). - La mayor parte de la pintura que se ha conservado es de época posterior, pero implica su desarrollo en época antigua. - Obras de ingeniería a enorme escala: Gran Muralla China y Gran Canal de China. | - La civilización china nació en las llanuras boscosas entre el Huang-ho (Río Amarillo) y el Yangtsé (Río Largo o Río Azul). - A partir de la Dinastía Zhou (primera mitad I milenio a. C.) se establecieron los ciclos dinásticos en los que la figura del Emperador de China recibe y debe honrar el Mandato del Cielo. - Las tradiciones religiosas animistas se convierten en un rígido sistema moral de culto a los antepasados con el confucianismo siglo VI a. C., que se consolidó incluso con la adición de la filosofía del taoísmo y la división política del periodo de los Reinos Combatientes, reunificados con las dinastías Quin y Han. - Se recibe el budismo por la ruta de la seda desde la India entre el siglo II a. C. y el siglo I d. C., lo que explica la difusión de las representaciones de Buda. Desde China se difundirá el budismo zen a Japón. - El uso de materiales perecederos en arquitectura, sometidos a constante mantenimiento y de fácil desaparición ha producido que queden pocas muestras genuinas. -Son mucho más abundantes los ejemplos de escultura (ejército de terracota) y el trabajo de los metales (vasijas de bronce) y de las piedras preciosas (jade). - La mayor parte de la pintura que se ha conservado es de época posterior, pero implica su desarrollo en época antigua. - Obras de ingeniería a enorme escala: Gran Muralla China y Gran Canal de China. |
|                                  | Arte del Japón antiguo   | Arte del Japón antiguo   | Arte del Japón antiguo   | -En el archipiélago japonés se fue creando una civilización por el pueblo japonés, sobre la base de una ricicultura de pequeñas explotaciones campesinas estrechamente vinculada al medio físico, expresada en una religión animista (el shinto) que posteriormente recibió la influencia budista (el zen). La estructura política estatal experimentó una historia oscilante entre tendencias descentralizadoras e imperiales. - La Era Yayoi (200 a. C. - 200 d. C.) (sepulturas de gran tamaño) y el periodo denominado de las antiguas tumbas (emperadores Ōjin (200-310) y Nintoku (310-399) presentan arte suntuario, con esculturas llamadas haniwa, así como pintura (tumbas de Kyushu -siglos V-VI-; enterramiento real de Otsuka). - Arquitectura religiosa pre-budista (templo de Isa). - El templo de Horyu (comienzos del siglo VII) es la primera estructura arquitectónica budista en Japón. | -En el archipiélago japonés se fue creando una civilización por el pueblo japonés, sobre la base de una ricicultura de pequeñas explotaciones campesinas estrechamente vinculada al medio físico, expresada en una religión animista (el shinto) que posteriormente recibió la influencia budista (el zen). La estructura política estatal experimentó una historia oscilante entre tendencias descentralizadoras e imperiales. - La Era Yayoi (200 a. C. - 200 d. C.) (sepulturas de gran tamaño) y el periodo denominado de las antiguas tumbas (emperadores Ōjin (200-310) y Nintoku (310-399) presentan arte suntuario, con esculturas llamadas haniwa, así como pintura (tumbas de Kyushu -siglos V-VI-; enterramiento real de Otsuka). - Arquitectura religiosa pre-budista (templo de Isa). - El templo de Horyu (comienzos del siglo VII) es la primera estructura arquitectónica budista en Japón. | -En el archipiélago japonés se fue creando una civilización por el pueblo japonés, sobre la base de una ricicultura de pequeñas explotaciones campesinas estrechamente vinculada al medio físico, expresada en una religión animista (el shinto) que posteriormente recibió la influencia budista (el zen). La estructura política estatal experimentó una historia oscilante entre tendencias descentralizadoras e imperiales. - La Era Yayoi (200 a. C. - 200 d. C.) (sepulturas de gran tamaño) y el periodo denominado de las antiguas tumbas (emperadores Ōjin (200-310) y Nintoku (310-399) presentan arte suntuario, con esculturas llamadas haniwa, así como pintura (tumbas de Kyushu -siglos V-VI-; enterramiento real de Otsuka). - Arquitectura religiosa pre-budista (templo de Isa). - El templo de Horyu (comienzos del siglo VII) es la primera estructura arquitectónica budista en Japón. | -En el archipiélago japonés se fue creando una civilización por el pueblo japonés, sobre la base de una ricicultura de pequeñas explotaciones campesinas estrechamente vinculada al medio físico, expresada en una religión animista (el shinto) que posteriormente recibió la influencia budista (el zen). La estructura política estatal experimentó una historia oscilante entre tendencias descentralizadoras e imperiales. - La Era Yayoi (200 a. C. - 200 d. C.) (sepulturas de gran tamaño) y el periodo denominado de las antiguas tumbas (emperadores Ōjin (200-310) y Nintoku (310-399) presentan arte suntuario, con esculturas llamadas haniwa, así como pintura (tumbas de Kyushu -siglos V-VI-; enterramiento real de Otsuka). - Arquitectura religiosa pre-budista (templo de Isa). - El templo de Horyu (comienzos del siglo VII) es la primera estructura arquitectónica budista en Japón. | -En el archipiélago japonés se fue creando una civilización por el pueblo japonés, sobre la base de una ricicultura de pequeñas explotaciones campesinas estrechamente vinculada al medio físico, expresada en una religión animista (el shinto) que posteriormente recibió la influencia budista (el zen). La estructura política estatal experimentó una historia oscilante entre tendencias descentralizadoras e imperiales. - La Era Yayoi (200 a. C. - 200 d. C.) (sepulturas de gran tamaño) y el periodo denominado de las antiguas tumbas (emperadores Ōjin (200-310) y Nintoku (310-399) presentan arte suntuario, con esculturas llamadas haniwa, así como pintura (tumbas de Kyushu -siglos V-VI-; enterramiento real de Otsuka). - Arquitectura religiosa pre-budista (templo de Isa). - El templo de Horyu (comienzos del siglo VII) es la primera estructura arquitectónica budista en Japón. | -En el archipiélago japonés se fue creando una civilización por el pueblo japonés, sobre la base de una ricicultura de pequeñas explotaciones campesinas estrechamente vinculada al medio físico, expresada en una religión animista (el shinto) que posteriormente recibió la influencia budista (el zen). La estructura política estatal experimentó una historia oscilante entre tendencias descentralizadoras e imperiales. - La Era Yayoi (200 a. C. - 200 d. C.) (sepulturas de gran tamaño) y el periodo denominado de las antiguas tumbas (emperadores Ōjin (200-310) y Nintoku (310-399) presentan arte suntuario, con esculturas llamadas haniwa, así como pintura (tumbas de Kyushu -siglos V-VI-; enterramiento real de Otsuka). - Arquitectura religiosa pre-budista (templo de Isa). - El templo de Horyu (comienzos del siglo VII) es la primera estructura arquitectónica budista en Japón. |
| Arte precolombino antiguo        |                          |                          |                          | | | | | | |
|                                  | Mesoamérica              | Mesoamérica              | Mesoamérica              | - En la altiplanicie central del actual México y el América Central o Mesoamérica surgieron endógenamente civilizaciones con base en la agricultura del maíz, que desarrollaron ciudades estado competitivas, con estructuras estatales, religiones organizadas y escritura desde comienzos del I milenio a. C., que en épocas posteriores darían origen a las civilizaciones maya y azteca. - En el Período preclásico mesoamericano se desarrollaron las culturas olmeca, zapoteca, capacha, mixteca y la cultura de Teotihuacán. - El arte olmeca se caracteriza por sus cabezas colosales. - En la zona del México central (Teotihuacán) se levantaron la Pirámide del Sol y la Pirámide de la Luna. | - En la altiplanicie central del actual México y el América Central o Mesoamérica surgieron endógenamente civilizaciones con base en la agricultura del maíz, que desarrollaron ciudades estado competitivas, con estructuras estatales, religiones organizadas y escritura desde comienzos del I milenio a. C., que en épocas posteriores darían origen a las civilizaciones maya y azteca. - En el Período preclásico mesoamericano se desarrollaron las culturas olmeca, zapoteca, capacha, mixteca y la cultura de Teotihuacán. - El arte olmeca se caracteriza por sus cabezas colosales. - En la zona del México central (Teotihuacán) se levantaron la Pirámide del Sol y la Pirámide de la Luna. | - En la altiplanicie central del actual México y el América Central o Mesoamérica surgieron endógenamente civilizaciones con base en la agricultura del maíz, que desarrollaron ciudades estado competitivas, con estructuras estatales, religiones organizadas y escritura desde comienzos del I milenio a. C., que en épocas posteriores darían origen a las civilizaciones maya y azteca. - En el Período preclásico mesoamericano se desarrollaron las culturas olmeca, zapoteca, capacha, mixteca y la cultura de Teotihuacán. - El arte olmeca se caracteriza por sus cabezas colosales. - En la zona del México central (Teotihuacán) se levantaron la Pirámide del Sol y la Pirámide de la Luna. | - En la altiplanicie central del actual México y el América Central o Mesoamérica surgieron endógenamente civilizaciones con base en la agricultura del maíz, que desarrollaron ciudades estado competitivas, con estructuras estatales, religiones organizadas y escritura desde comienzos del I milenio a. C., que en épocas posteriores darían origen a las civilizaciones maya y azteca. - En el Período preclásico mesoamericano se desarrollaron las culturas olmeca, zapoteca, capacha, mixteca y la cultura de Teotihuacán. - El arte olmeca se caracteriza por sus cabezas colosales. - En la zona del México central (Teotihuacán) se levantaron la Pirámide del Sol y la Pirámide de la Luna. | - En la altiplanicie central del actual México y el América Central o Mesoamérica surgieron endógenamente civilizaciones con base en la agricultura del maíz, que desarrollaron ciudades estado competitivas, con estructuras estatales, religiones organizadas y escritura desde comienzos del I milenio a. C., que en épocas posteriores darían origen a las civilizaciones maya y azteca. - En el Período preclásico mesoamericano se desarrollaron las culturas olmeca, zapoteca, capacha, mixteca y la cultura de Teotihuacán. - El arte olmeca se caracteriza por sus cabezas colosales. - En la zona del México central (Teotihuacán) se levantaron la Pirámide del Sol y la Pirámide de la Luna. | - En la altiplanicie central del actual México y el América Central o Mesoamérica surgieron endógenamente civilizaciones con base en la agricultura del maíz, que desarrollaron ciudades estado competitivas, con estructuras estatales, religiones organizadas y escritura desde comienzos del I milenio a. C., que en épocas posteriores darían origen a las civilizaciones maya y azteca. - En el Período preclásico mesoamericano se desarrollaron las culturas olmeca, zapoteca, capacha, mixteca y la cultura de Teotihuacán. - El arte olmeca se caracteriza por sus cabezas colosales. - En la zona del México central (Teotihuacán) se levantaron la Pirámide del Sol y la Pirámide de la Luna. |
|                                  | Sudamérica               | Sudamérica               | Sudamérica               | - La América andina desarrolló culturas agropecuarias de la patata y los camélidos autóctonos (llama, alpaca y guanaco), base de civilizaciones urbanas y estatales social y culturalmente muy complejas (Civilización Caral, III milenio a. C., pre-cerámica pero con arquitectura monumental); aunque no utilizaron sistemas que puedan denominarse propiamente de escritura (contabilidad y mensajes mediante el sistema del quipu). - En el territorio de la actual Colombia destaca la orfebrería de las culturas Quimbaya, Chibcha y Calima. - En el Antiguo Perú, las culturas Chavín, Moche, Paracas y Nazca, con todo tipo de objetos y construcciones, precedentes de los muros ciclópeos propios de la arquitectura inca, además de restos muy enigmáticos (líneas de Nazca, candelabro de Paracas -de problemática datación-) y otros que se han mixtificado y actualmente se consideran fraudulentos en su mayoría (piedras de Ica). | - La América andina desarrolló culturas agropecuarias de la patata y los camélidos autóctonos (llama, alpaca y guanaco), base de civilizaciones urbanas y estatales social y culturalmente muy complejas (Civilización Caral, III milenio a. C., pre-cerámica pero con arquitectura monumental); aunque no utilizaron sistemas que puedan denominarse propiamente de escritura (contabilidad y mensajes mediante el sistema del quipu). - En el territorio de la actual Colombia destaca la orfebrería de las culturas Quimbaya, Chibcha y Calima. - En el Antiguo Perú, las culturas Chavín, Moche, Paracas y Nazca, con todo tipo de objetos y construcciones, precedentes de los muros ciclópeos propios de la arquitectura inca, además de restos muy enigmáticos (líneas de Nazca, candelabro de Paracas -de problemática datación-) y otros que se han mixtificado y actualmente se consideran fraudulentos en su mayoría (piedras de Ica). | - La América andina desarrolló culturas agropecuarias de la patata y los camélidos autóctonos (llama, alpaca y guanaco), base de civilizaciones urbanas y estatales social y culturalmente muy complejas (Civilización Caral, III milenio a. C., pre-cerámica pero con arquitectura monumental); aunque no utilizaron sistemas que puedan denominarse propiamente de escritura (contabilidad y mensajes mediante el sistema del quipu). - En el territorio de la actual Colombia destaca la orfebrería de las culturas Quimbaya, Chibcha y Calima. - En el Antiguo Perú, las culturas Chavín, Moche, Paracas y Nazca, con todo tipo de objetos y construcciones, precedentes de los muros ciclópeos propios de la arquitectura inca, además de restos muy enigmáticos (líneas de Nazca, candelabro de Paracas -de problemática datación-) y otros que se han mixtificado y actualmente se consideran fraudulentos en su mayoría (piedras de Ica). | - La América andina desarrolló culturas agropecuarias de la patata y los camélidos autóctonos (llama, alpaca y guanaco), base de civilizaciones urbanas y estatales social y culturalmente muy complejas (Civilización Caral, III milenio a. C., pre-cerámica pero con arquitectura monumental); aunque no utilizaron sistemas que puedan denominarse propiamente de escritura (contabilidad y mensajes mediante el sistema del quipu). - En el territorio de la actual Colombia destaca la orfebrería de las culturas Quimbaya, Chibcha y Calima. - En el Antiguo Perú, las culturas Chavín, Moche, Paracas y Nazca, con todo tipo de objetos y construcciones, precedentes de los muros ciclópeos propios de la arquitectura inca, además de restos muy enigmáticos (líneas de Nazca, candelabro de Paracas -de problemática datación-) y otros que se han mixtificado y actualmente se consideran fraudulentos en su mayoría (piedras de Ica). | - La América andina desarrolló culturas agropecuarias de la patata y los camélidos autóctonos (llama, alpaca y guanaco), base de civilizaciones urbanas y estatales social y culturalmente muy complejas (Civilización Caral, III milenio a. C., pre-cerámica pero con arquitectura monumental); aunque no utilizaron sistemas que puedan denominarse propiamente de escritura (contabilidad y mensajes mediante el sistema del quipu). - En el territorio de la actual Colombia destaca la orfebrería de las culturas Quimbaya, Chibcha y Calima. - En el Antiguo Perú, las culturas Chavín, Moche, Paracas y Nazca, con todo tipo de objetos y construcciones, precedentes de los muros ciclópeos propios de la arquitectura inca, además de restos muy enigmáticos (líneas de Nazca, candelabro de Paracas -de problemática datación-) y otros que se han mixtificado y actualmente se consideran fraudulentos en su mayoría (piedras de Ica). | - La América andina desarrolló culturas agropecuarias de la patata y los camélidos autóctonos (llama, alpaca y guanaco), base de civilizaciones urbanas y estatales social y culturalmente muy complejas (Civilización Caral, III milenio a. C., pre-cerámica pero con arquitectura monumental); aunque no utilizaron sistemas que puedan denominarse propiamente de escritura (contabilidad y mensajes mediante el sistema del quipu). - En el territorio de la actual Colombia destaca la orfebrería de las culturas Quimbaya, Chibcha y Calima. - En el Antiguo Perú, las culturas Chavín, Moche, Paracas y Nazca, con todo tipo de objetos y construcciones, precedentes de los muros ciclópeos propios de la arquitectura inca, además de restos muy enigmáticos (líneas de Nazca, candelabro de Paracas -de problemática datación-) y otros que se han mixtificado y actualmente se consideran fraudulentos en su mayoría (piedras de Ica). |
| Arte africano antiguo            |                          |                          |                          | | | | | | |
|                                  | Arte africano antiguo    | Arte africano antiguo    | Arte africano antiguo    | - Al sur del desierto del Sahara (muy rico en arte prehistórico), el espacio denominado África negra experimentó una evolución cultural (neolítico, Edad de los Metales, estados, cultura escrita) mucho más tardía que el África mediterránea; caracterizándose sus núcleos por una gran dispersión y discontinuidad. - Esculturas en arcilla de la cultura Nok (norte de la actual Nigeria, siglo V a. C. - siglo III d. C.). | - Al sur del desierto del Sahara (muy rico en arte prehistórico), el espacio denominado África negra experimentó una evolución cultural (neolítico, Edad de los Metales, estados, cultura escrita) mucho más tardía que el África mediterránea; caracterizándose sus núcleos por una gran dispersión y discontinuidad. - Esculturas en arcilla de la cultura Nok (norte de la actual Nigeria, siglo V a. C. - siglo III d. C.). | - Al sur del desierto del Sahara (muy rico en arte prehistórico), el espacio denominado África negra experimentó una evolución cultural (neolítico, Edad de los Metales, estados, cultura escrita) mucho más tardía que el África mediterránea; caracterizándose sus núcleos por una gran dispersión y discontinuidad. - Esculturas en arcilla de la cultura Nok (norte de la actual Nigeria, siglo V a. C. - siglo III d. C.). | - Al sur del desierto del Sahara (muy rico en arte prehistórico), el espacio denominado África negra experimentó una evolución cultural (neolítico, Edad de los Metales, estados, cultura escrita) mucho más tardía que el África mediterránea; caracterizándose sus núcleos por una gran dispersión y discontinuidad. - Esculturas en arcilla de la cultura Nok (norte de la actual Nigeria, siglo V a. C. - siglo III d. C.). | - Al sur del desierto del Sahara (muy rico en arte prehistórico), el espacio denominado África negra experimentó una evolución cultural (neolítico, Edad de los Metales, estados, cultura escrita) mucho más tardía que el África mediterránea; caracterizándose sus núcleos por una gran dispersión y discontinuidad. - Esculturas en arcilla de la cultura Nok (norte de la actual Nigeria, siglo V a. C. - siglo III d. C.). | - Al sur del desierto del Sahara (muy rico en arte prehistórico), el espacio denominado África negra experimentó una evolución cultural (neolítico, Edad de los Metales, estados, cultura escrita) mucho más tardía que el África mediterránea; caracterizándose sus núcleos por una gran dispersión y discontinuidad. - Esculturas en arcilla de la cultura Nok (norte de la actual Nigeria, siglo V a. C. - siglo III d. C.). |

### Arte clásico y post-clásico antiguo en la civilización occidental
La época clásica de la civilización occidental se ha hecho corresponder con la civilización grecorromana: concepto con el que se indica la profunda identidad y continuidad entre las de la Antigua Grecia y la Antigua Roma, sin perjuicio que dentro de cada una de ellas haya marcadas diferencias en la evolución formal, conceptual e ideológica. De hecho, el periodo clásico estricto podría limitarse al denominado siglo de Pericles (mediados del siglo V a. C. en Atenas), considerando post-clásico a todo arte posterior, puesto que supone mayores o menores desviaciones de ese modelo.
Mucho más trascendental es la diferenciación entre Antigüedad clásica y Antigüedad tardía, aunque no debe considerarse tampoco una ruptura de civilización (no hubo realmente discontinuidad), sino una profunda transformación en la economía, sociedad, política e ideología, marcadamente en la religión con la imposición del cristianismo como religión oficial del Imperio romano en el siglo IV (entre el Edicto de Milán -313- y el Edicto de Tesalónica -380-); que también se expresó con cambios radicales en el Arte.
| Arte clásico y post-clásico pre-cristiano               |                           |                           |                           | | | | | | |
|                                                         | Arte de la antigua Grecia | Arte de la antigua Grecia | Arte de la antigua Grecia | - Tras la Edad Oscura la civilización griega se conforma en el siglo VIII a. C. (poemas de Homero). En las artes visuales se pasa por un período orientalizante (finales del siglo VIII a. C. y siglo VII a. C., que desemboca en la época arcaica (siglo VI a. C. y comienzos del siglo V a. C., a la que, tras las guerras médicas, sigue la época clásica (segunda mitad del siglo V a. C. y siglo IV a. C.), en la que se incluye el denominado siglo de Pericles, durante la hegemonía de Atenas y la guerra del Peloponeso. -Grecia actual, costa egea del Asia Menor (actual Turquía) y Magna Grecia (Sicilia y sur de Italia). - Arquitectura religiosa: Templo griego en piedra, evolución de la cabaña con tejado a dos aguas y columnas que determinan los órdenes arquitectónicos nombrados por los linajes antiguos -dórico, jónico y corintio -atribuido al enigmático escultor Calímaco-); en forma circular da el tholos. - Fidias dirigió el proyecto de Pericles para la Acrópolis de Atenas (Partenón -arquitectos Ictino y Calícrates-, Erecteión y Propileos -arquitecto Mnesicles-); templos de Paestum, en Magna Grecia (sur de Italia). - Arquitectura civil: pública (teatros) y privada (casa griega -oikos- , costumbres de la Antigua Grecia). - Cerámica con pintura decorativa (cerámica de figuras negras, cerámica de figuras rojas), con artistas consagrados por la fama y que firman sus obras desde el siglo VI a. C. (Clitias, Exequias -Ayax y Aquiles jugando a los dados-, Nearco), aunque no tanto como los alfareros (Ergótimos, Amasis, Andócides) asociados a grandes pintores de nombre desconocido (pintor de Amasis, pintor de Andócides). En el siglo V a. C. Eutímides y Eufronio (Lucha de Hércules y Anteo), grandes rivales. - La pintura al fresco, que no se ha conservado más que por copias y testimonios, comienza en Sicione y Corinto en el siglo VII a. C., pero alcanzó el culmen a mediados del siglo V a. C. (Polignoto -Toma de Troya, Descenso al Hades- y Mikón -Retorno de los Argonautas-). En el siglo IV a. C. Zeuxis -Demos de Atenas, libidines de tema erótico- Pánfilo de Anfípolis -teórico de la aplicación de la matemática a la pintura, entendida como proporción- y sus dos discípulos: Pausias y la cumbre de la pintura antigua: Apeles (Afrodita Anadiómena, La Calumnia). - Escultura en relieves (frontones, frisos y metopas de los templos) y en bulto redondo (estatuas de dioses y héroes en mármol y bronce); también como elemento constructivo (cariátides, acroteras). - Resultado de la confrontación dentro del pensamiento helénico entre mito y logos, lo apolíneo y lo dionisíaco, el intelectualismo y el sentimiento; es un arte que identifica belleza con virtud (kalokagathia), busca la perfección en la armonía, el equilibrio y la proporción (sophrosine), valorando al ser humano medida de todas las cosas (antropocentrismo). Inspirado en la naturaleza, tiende a imitarla con realismo. - La expresión era estereotipada en la época arcaica (estatuas masculinas -Kurós, Cleobis y Bitón, siglo VI a. C.- y femeninas -Koré, Dama de Auxerre, siglo VII a. C.; Hera de Samos, siglo VI a. C.-, sonrisa arcaica, frontalidad, hieratismo) y serena en el clasicismo, donde no se representa la fealdad ni los extremos de edad (se hará en el helenismo). - El Canon se basa en la repetición modular (módulo de la columna en arquitectura, en escultura un múltiplo de la cabeza con distintos valores: siete para Policleto -Doríforo, Diadumeno, Discóforo, mediados del siglo V a. C.- y ocho, más esbelto, para Lisipo -Apoxiomeno, siglo IV a. C.-). - El concepto de perfil griego, nariz griega, curva praxitélica (arqueo de la cadera), u otras partes del cuerpo, han pasado a ser un modelo de belleza clásica. La idealización de esa belleza se conseguía, según testimonios escritos, por selección de distintos miembros, las partes más bellas de distintas personas reales consideradas ejemplo de belleza y tomadas como modelos. - Temática mitológica, y de la vida cotidiana, representando a los dioses como hombres y a los hombres como héroes (campeones olímpicos). - Escultura del periodo arcaico final o clásico temprano (comienzos del siglo V a. C.), también denominado estilo severo: Auriga de Delfos, frontón del Templo de Afea en Egina, Trono Ludovisi, Tiranicidas, Bronces de Riace, Dios del cabo Artemisio, metopas del Templo de Zeus Olímpico (Olimpia). - Periodo clásico maduro (segunda mitad del siglo V a. C.: Mirón (Discóbolo de Mirón), Fidias (en el Partenón -friso de las Panateneas, Lápitas y centauros, estatua colosal crisoelefantina de Atenea Pártenos- y Estatua de Zeus en Olimpia) y Policleto. - Periodo clásico final (siglo siglo IV a. C.: Praxíteles (Afrodita Cnidia, Apolo sauróctono, Hermes con el niño Dionisio), Scopas (Ménade furiosa), Lisipo y Leócares (Apolo Belvedere). | - Tras la Edad Oscura la civilización griega se conforma en el siglo VIII a. C. (poemas de Homero). En las artes visuales se pasa por un período orientalizante (finales del siglo VIII a. C. y siglo VII a. C., que desemboca en la época arcaica (siglo VI a. C. y comienzos del siglo V a. C., a la que, tras las guerras médicas, sigue la época clásica (segunda mitad del siglo V a. C. y siglo IV a. C.), en la que se incluye el denominado siglo de Pericles, durante la hegemonía de Atenas y la guerra del Peloponeso. -Grecia actual, costa egea del Asia Menor (actual Turquía) y Magna Grecia (Sicilia y sur de Italia). - Arquitectura religiosa: Templo griego en piedra, evolución de la cabaña con tejado a dos aguas y columnas que determinan los órdenes arquitectónicos nombrados por los linajes antiguos -dórico, jónico y corintio -atribuido al enigmático escultor Calímaco-); en forma circular da el tholos. - Fidias dirigió el proyecto de Pericles para la Acrópolis de Atenas (Partenón -arquitectos Ictino y Calícrates-, Erecteión y Propileos -arquitecto Mnesicles-); templos de Paestum, en Magna Grecia (sur de Italia). - Arquitectura civil: pública (teatros) y privada (casa griega -oikos- , costumbres de la Antigua Grecia). - Cerámica con pintura decorativa (cerámica de figuras negras, cerámica de figuras rojas), con artistas consagrados por la fama y que firman sus obras desde el siglo VI a. C. (Clitias, Exequias -Ayax y Aquiles jugando a los dados-, Nearco), aunque no tanto como los alfareros (Ergótimos, Amasis, Andócides) asociados a grandes pintores de nombre desconocido (pintor de Amasis, pintor de Andócides). En el siglo V a. C. Eutímides y Eufronio (Lucha de Hércules y Anteo), grandes rivales. - La pintura al fresco, que no se ha conservado más que por copias y testimonios, comienza en Sicione y Corinto en el siglo VII a. C., pero alcanzó el culmen a mediados del siglo V a. C. (Polignoto -Toma de Troya, Descenso al Hades- y Mikón -Retorno de los Argonautas-). En el siglo IV a. C. Zeuxis -Demos de Atenas, libidines de tema erótico- Pánfilo de Anfípolis -teórico de la aplicación de la matemática a la pintura, entendida como proporción- y sus dos discípulos: Pausias y la cumbre de la pintura antigua: Apeles (Afrodita Anadiómena, La Calumnia). - Escultura en relieves (frontones, frisos y metopas de los templos) y en bulto redondo (estatuas de dioses y héroes en mármol y bronce); también como elemento constructivo (cariátides, acroteras). - Resultado de la confrontación dentro del pensamiento helénico entre mito y logos, lo apolíneo y lo dionisíaco, el intelectualismo y el sentimiento; es un arte que identifica belleza con virtud (kalokagathia), busca la perfección en la armonía, el equilibrio y la proporción (sophrosine), valorando al ser humano medida de todas las cosas (antropocentrismo). Inspirado en la naturaleza, tiende a imitarla con realismo. - La expresión era estereotipada en la época arcaica (estatuas masculinas -Kurós, Cleobis y Bitón, siglo VI a. C.- y femeninas -Koré, Dama de Auxerre, siglo VII a. C.; Hera de Samos, siglo VI a. C.-, sonrisa arcaica, frontalidad, hieratismo) y serena en el clasicismo, donde no se representa la fealdad ni los extremos de edad (se hará en el helenismo). - El Canon se basa en la repetición modular (módulo de la columna en arquitectura, en escultura un múltiplo de la cabeza con distintos valores: siete para Policleto -Doríforo, Diadumeno, Discóforo, mediados del siglo V a. C.- y ocho, más esbelto, para Lisipo -Apoxiomeno, siglo IV a. C.-). - El concepto de perfil griego, nariz griega, curva praxitélica (arqueo de la cadera), u otras partes del cuerpo, han pasado a ser un modelo de belleza clásica. La idealización de esa belleza se conseguía, según testimonios escritos, por selección de distintos miembros, las partes más bellas de distintas personas reales consideradas ejemplo de belleza y tomadas como modelos. - Temática mitológica, y de la vida cotidiana, representando a los dioses como hombres y a los hombres como héroes (campeones olímpicos). - Escultura del periodo arcaico final o clásico temprano (comienzos del siglo V a. C.), también denominado estilo severo: Auriga de Delfos, frontón del Templo de Afea en Egina, Trono Ludovisi, Tiranicidas, Bronces de Riace, Dios del cabo Artemisio, metopas del Templo de Zeus Olímpico (Olimpia). - Periodo clásico maduro (segunda mitad del siglo V a. C.: Mirón (Discóbolo de Mirón), Fidias (en el Partenón -friso de las Panateneas, Lápitas y centauros, estatua colosal crisoelefantina de Atenea Pártenos- y Estatua de Zeus en Olimpia) y Policleto. - Periodo clásico final (siglo siglo IV a. C.: Praxíteles (Afrodita Cnidia, Apolo sauróctono, Hermes con el niño Dionisio), Scopas (Ménade furiosa), Lisipo y Leócares (Apolo Belvedere). | - Tras la Edad Oscura la civilización griega se conforma en el siglo VIII a. C. (poemas de Homero). En las artes visuales se pasa por un período orientalizante (finales del siglo VIII a. C. y siglo VII a. C., que desemboca en la época arcaica (siglo VI a. C. y comienzos del siglo V a. C., a la que, tras las guerras médicas, sigue la época clásica (segunda mitad del siglo V a. C. y siglo IV a. C.), en la que se incluye el denominado siglo de Pericles, durante la hegemonía de Atenas y la guerra del Peloponeso. -Grecia actual, costa egea del Asia Menor (actual Turquía) y Magna Grecia (Sicilia y sur de Italia). - Arquitectura religiosa: Templo griego en piedra, evolución de la cabaña con tejado a dos aguas y columnas que determinan los órdenes arquitectónicos nombrados por los linajes antiguos -dórico, jónico y corintio -atribuido al enigmático escultor Calímaco-); en forma circular da el tholos. - Fidias dirigió el proyecto de Pericles para la Acrópolis de Atenas (Partenón -arquitectos Ictino y Calícrates-, Erecteión y Propileos -arquitecto Mnesicles-); templos de Paestum, en Magna Grecia (sur de Italia). - Arquitectura civil: pública (teatros) y privada (casa griega -oikos- , costumbres de la Antigua Grecia). - Cerámica con pintura decorativa (cerámica de figuras negras, cerámica de figuras rojas), con artistas consagrados por la fama y que firman sus obras desde el siglo VI a. C. (Clitias, Exequias -Ayax y Aquiles jugando a los dados-, Nearco), aunque no tanto como los alfareros (Ergótimos, Amasis, Andócides) asociados a grandes pintores de nombre desconocido (pintor de Amasis, pintor de Andócides). En el siglo V a. C. Eutímides y Eufronio (Lucha de Hércules y Anteo), grandes rivales. - La pintura al fresco, que no se ha conservado más que por copias y testimonios, comienza en Sicione y Corinto en el siglo VII a. C., pero alcanzó el culmen a mediados del siglo V a. C. (Polignoto -Toma de Troya, Descenso al Hades- y Mikón -Retorno de los Argonautas-). En el siglo IV a. C. Zeuxis -Demos de Atenas, libidines de tema erótico- Pánfilo de Anfípolis -teórico de la aplicación de la matemática a la pintura, entendida como proporción- y sus dos discípulos: Pausias y la cumbre de la pintura antigua: Apeles (Afrodita Anadiómena, La Calumnia). - Escultura en relieves (frontones, frisos y metopas de los templos) y en bulto redondo (estatuas de dioses y héroes en mármol y bronce); también como elemento constructivo (cariátides, acroteras). - Resultado de la confrontación dentro del pensamiento helénico entre mito y logos, lo apolíneo y lo dionisíaco, el intelectualismo y el sentimiento; es un arte que identifica belleza con virtud (kalokagathia), busca la perfección en la armonía, el equilibrio y la proporción (sophrosine), valorando al ser humano medida de todas las cosas (antropocentrismo). Inspirado en la naturaleza, tiende a imitarla con realismo. - La expresión era estereotipada en la época arcaica (estatuas masculinas -Kurós, Cleobis y Bitón, siglo VI a. C.- y femeninas -Koré, Dama de Auxerre, siglo VII a. C.; Hera de Samos, siglo VI a. C.-, sonrisa arcaica, frontalidad, hieratismo) y serena en el clasicismo, donde no se representa la fealdad ni los extremos de edad (se hará en el helenismo). - El Canon se basa en la repetición modular (módulo de la columna en arquitectura, en escultura un múltiplo de la cabeza con distintos valores: siete para Policleto -Doríforo, Diadumeno, Discóforo, mediados del siglo V a. C.- y ocho, más esbelto, para Lisipo -Apoxiomeno, siglo IV a. C.-). - El concepto de perfil griego, nariz griega, curva praxitélica (arqueo de la cadera), u otras partes del cuerpo, han pasado a ser un modelo de belleza clásica. La idealización de esa belleza se conseguía, según testimonios escritos, por selección de distintos miembros, las partes más bellas de distintas personas reales consideradas ejemplo de belleza y tomadas como modelos. - Temática mitológica, y de la vida cotidiana, representando a los dioses como hombres y a los hombres como héroes (campeones olímpicos). - Escultura del periodo arcaico final o clásico temprano (comienzos del siglo V a. C.), también denominado estilo severo: Auriga de Delfos, frontón del Templo de Afea en Egina, Trono Ludovisi, Tiranicidas, Bronces de Riace, Dios del cabo Artemisio, metopas del Templo de Zeus Olímpico (Olimpia). - Periodo clásico maduro (segunda mitad del siglo V a. C.: Mirón (Discóbolo de Mirón), Fidias (en el Partenón -friso de las Panateneas, Lápitas y centauros, estatua colosal crisoelefantina de Atenea Pártenos- y Estatua de Zeus en Olimpia) y Policleto. - Periodo clásico final (siglo siglo IV a. C.: Praxíteles (Afrodita Cnidia, Apolo sauróctono, Hermes con el niño Dionisio), Scopas (Ménade furiosa), Lisipo y Leócares (Apolo Belvedere). | - Tras la Edad Oscura la civilización griega se conforma en el siglo VIII a. C. (poemas de Homero). En las artes visuales se pasa por un período orientalizante (finales del siglo VIII a. C. y siglo VII a. C., que desemboca en la época arcaica (siglo VI a. C. y comienzos del siglo V a. C., a la que, tras las guerras médicas, sigue la época clásica (segunda mitad del siglo V a. C. y siglo IV a. C.), en la que se incluye el denominado siglo de Pericles, durante la hegemonía de Atenas y la guerra del Peloponeso. -Grecia actual, costa egea del Asia Menor (actual Turquía) y Magna Grecia (Sicilia y sur de Italia). - Arquitectura religiosa: Templo griego en piedra, evolución de la cabaña con tejado a dos aguas y columnas que determinan los órdenes arquitectónicos nombrados por los linajes antiguos -dórico, jónico y corintio -atribuido al enigmático escultor Calímaco-); en forma circular da el tholos. - Fidias dirigió el proyecto de Pericles para la Acrópolis de Atenas (Partenón -arquitectos Ictino y Calícrates-, Erecteión y Propileos -arquitecto Mnesicles-); templos de Paestum, en Magna Grecia (sur de Italia). - Arquitectura civil: pública (teatros) y privada (casa griega -oikos- , costumbres de la Antigua Grecia). - Cerámica con pintura decorativa (cerámica de figuras negras, cerámica de figuras rojas), con artistas consagrados por la fama y que firman sus obras desde el siglo VI a. C. (Clitias, Exequias -Ayax y Aquiles jugando a los dados-, Nearco), aunque no tanto como los alfareros (Ergótimos, Amasis, Andócides) asociados a grandes pintores de nombre desconocido (pintor de Amasis, pintor de Andócides). En el siglo V a. C. Eutímides y Eufronio (Lucha de Hércules y Anteo), grandes rivales. - La pintura al fresco, que no se ha conservado más que por copias y testimonios, comienza en Sicione y Corinto en el siglo VII a. C., pero alcanzó el culmen a mediados del siglo V a. C. (Polignoto -Toma de Troya, Descenso al Hades- y Mikón -Retorno de los Argonautas-). En el siglo IV a. C. Zeuxis -Demos de Atenas, libidines de tema erótico- Pánfilo de Anfípolis -teórico de la aplicación de la matemática a la pintura, entendida como proporción- y sus dos discípulos: Pausias y la cumbre de la pintura antigua: Apeles (Afrodita Anadiómena, La Calumnia). - Escultura en relieves (frontones, frisos y metopas de los templos) y en bulto redondo (estatuas de dioses y héroes en mármol y bronce); también como elemento constructivo (cariátides, acroteras). - Resultado de la confrontación dentro del pensamiento helénico entre mito y logos, lo apolíneo y lo dionisíaco, el intelectualismo y el sentimiento; es un arte que identifica belleza con virtud (kalokagathia), busca la perfección en la armonía, el equilibrio y la proporción (sophrosine), valorando al ser humano medida de todas las cosas (antropocentrismo). Inspirado en la naturaleza, tiende a imitarla con realismo. - La expresión era estereotipada en la época arcaica (estatuas masculinas -Kurós, Cleobis y Bitón, siglo VI a. C.- y femeninas -Koré, Dama de Auxerre, siglo VII a. C.; Hera de Samos, siglo VI a. C.-, sonrisa arcaica, frontalidad, hieratismo) y serena en el clasicismo, donde no se representa la fealdad ni los extremos de edad (se hará en el helenismo). - El Canon se basa en la repetición modular (módulo de la columna en arquitectura, en escultura un múltiplo de la cabeza con distintos valores: siete para Policleto -Doríforo, Diadumeno, Discóforo, mediados del siglo V a. C.- y ocho, más esbelto, para Lisipo -Apoxiomeno, siglo IV a. C.-). - El concepto de perfil griego, nariz griega, curva praxitélica (arqueo de la cadera), u otras partes del cuerpo, han pasado a ser un modelo de belleza clásica. La idealización de esa belleza se conseguía, según testimonios escritos, por selección de distintos miembros, las partes más bellas de distintas personas reales consideradas ejemplo de belleza y tomadas como modelos. - Temática mitológica, y de la vida cotidiana, representando a los dioses como hombres y a los hombres como héroes (campeones olímpicos). - Escultura del periodo arcaico final o clásico temprano (comienzos del siglo V a. C.), también denominado estilo severo: Auriga de Delfos, frontón del Templo de Afea en Egina, Trono Ludovisi, Tiranicidas, Bronces de Riace, Dios del cabo Artemisio, metopas del Templo de Zeus Olímpico (Olimpia). - Periodo clásico maduro (segunda mitad del siglo V a. C.: Mirón (Discóbolo de Mirón), Fidias (en el Partenón -friso de las Panateneas, Lápitas y centauros, estatua colosal crisoelefantina de Atenea Pártenos- y Estatua de Zeus en Olimpia) y Policleto. - Periodo clásico final (siglo siglo IV a. C.: Praxíteles (Afrodita Cnidia, Apolo sauróctono, Hermes con el niño Dionisio), Scopas (Ménade furiosa), Lisipo y Leócares (Apolo Belvedere). | - Tras la Edad Oscura la civilización griega se conforma en el siglo VIII a. C. (poemas de Homero). En las artes visuales se pasa por un período orientalizante (finales del siglo VIII a. C. y siglo VII a. C., que desemboca en la época arcaica (siglo VI a. C. y comienzos del siglo V a. C., a la que, tras las guerras médicas, sigue la época clásica (segunda mitad del siglo V a. C. y siglo IV a. C.), en la que se incluye el denominado siglo de Pericles, durante la hegemonía de Atenas y la guerra del Peloponeso. -Grecia actual, costa egea del Asia Menor (actual Turquía) y Magna Grecia (Sicilia y sur de Italia). - Arquitectura religiosa: Templo griego en piedra, evolución de la cabaña con tejado a dos aguas y columnas que determinan los órdenes arquitectónicos nombrados por los linajes antiguos -dórico, jónico y corintio -atribuido al enigmático escultor Calímaco-); en forma circular da el tholos. - Fidias dirigió el proyecto de Pericles para la Acrópolis de Atenas (Partenón -arquitectos Ictino y Calícrates-, Erecteión y Propileos -arquitecto Mnesicles-); templos de Paestum, en Magna Grecia (sur de Italia). - Arquitectura civil: pública (teatros) y privada (casa griega -oikos- , costumbres de la Antigua Grecia). - Cerámica con pintura decorativa (cerámica de figuras negras, cerámica de figuras rojas), con artistas consagrados por la fama y que firman sus obras desde el siglo VI a. C. (Clitias, Exequias -Ayax y Aquiles jugando a los dados-, Nearco), aunque no tanto como los alfareros (Ergótimos, Amasis, Andócides) asociados a grandes pintores de nombre desconocido (pintor de Amasis, pintor de Andócides). En el siglo V a. C. Eutímides y Eufronio (Lucha de Hércules y Anteo), grandes rivales. - La pintura al fresco, que no se ha conservado más que por copias y testimonios, comienza en Sicione y Corinto en el siglo VII a. C., pero alcanzó el culmen a mediados del siglo V a. C. (Polignoto -Toma de Troya, Descenso al Hades- y Mikón -Retorno de los Argonautas-). En el siglo IV a. C. Zeuxis -Demos de Atenas, libidines de tema erótico- Pánfilo de Anfípolis -teórico de la aplicación de la matemática a la pintura, entendida como proporción- y sus dos discípulos: Pausias y la cumbre de la pintura antigua: Apeles (Afrodita Anadiómena, La Calumnia). - Escultura en relieves (frontones, frisos y metopas de los templos) y en bulto redondo (estatuas de dioses y héroes en mármol y bronce); también como elemento constructivo (cariátides, acroteras). - Resultado de la confrontación dentro del pensamiento helénico entre mito y logos, lo apolíneo y lo dionisíaco, el intelectualismo y el sentimiento; es un arte que identifica belleza con virtud (kalokagathia), busca la perfección en la armonía, el equilibrio y la proporción (sophrosine), valorando al ser humano medida de todas las cosas (antropocentrismo). Inspirado en la naturaleza, tiende a imitarla con realismo. - La expresión era estereotipada en la época arcaica (estatuas masculinas -Kurós, Cleobis y Bitón, siglo VI a. C.- y femeninas -Koré, Dama de Auxerre, siglo VII a. C.; Hera de Samos, siglo VI a. C.-, sonrisa arcaica, frontalidad, hieratismo) y serena en el clasicismo, donde no se representa la fealdad ni los extremos de edad (se hará en el helenismo). - El Canon se basa en la repetición modular (módulo de la columna en arquitectura, en escultura un múltiplo de la cabeza con distintos valores: siete para Policleto -Doríforo, Diadumeno, Discóforo, mediados del siglo V a. C.- y ocho, más esbelto, para Lisipo -Apoxiomeno, siglo IV a. C.-). - El concepto de perfil griego, nariz griega, curva praxitélica (arqueo de la cadera), u otras partes del cuerpo, han pasado a ser un modelo de belleza clásica. La idealización de esa belleza se conseguía, según testimonios escritos, por selección de distintos miembros, las partes más bellas de distintas personas reales consideradas ejemplo de belleza y tomadas como modelos. - Temática mitológica, y de la vida cotidiana, representando a los dioses como hombres y a los hombres como héroes (campeones olímpicos). - Escultura del periodo arcaico final o clásico temprano (comienzos del siglo V a. C.), también denominado estilo severo: Auriga de Delfos, frontón del Templo de Afea en Egina, Trono Ludovisi, Tiranicidas, Bronces de Riace, Dios del cabo Artemisio, metopas del Templo de Zeus Olímpico (Olimpia). - Periodo clásico maduro (segunda mitad del siglo V a. C.: Mirón (Discóbolo de Mirón), Fidias (en el Partenón -friso de las Panateneas, Lápitas y centauros, estatua colosal crisoelefantina de Atenea Pártenos- y Estatua de Zeus en Olimpia) y Policleto. - Periodo clásico final (siglo siglo IV a. C.: Praxíteles (Afrodita Cnidia, Apolo sauróctono, Hermes con el niño Dionisio), Scopas (Ménade furiosa), Lisipo y Leócares (Apolo Belvedere). | - Tras la Edad Oscura la civilización griega se conforma en el siglo VIII a. C. (poemas de Homero). En las artes visuales se pasa por un período orientalizante (finales del siglo VIII a. C. y siglo VII a. C., que desemboca en la época arcaica (siglo VI a. C. y comienzos del siglo V a. C., a la que, tras las guerras médicas, sigue la época clásica (segunda mitad del siglo V a. C. y siglo IV a. C.), en la que se incluye el denominado siglo de Pericles, durante la hegemonía de Atenas y la guerra del Peloponeso. -Grecia actual, costa egea del Asia Menor (actual Turquía) y Magna Grecia (Sicilia y sur de Italia). - Arquitectura religiosa: Templo griego en piedra, evolución de la cabaña con tejado a dos aguas y columnas que determinan los órdenes arquitectónicos nombrados por los linajes antiguos -dórico, jónico y corintio -atribuido al enigmático escultor Calímaco-); en forma circular da el tholos. - Fidias dirigió el proyecto de Pericles para la Acrópolis de Atenas (Partenón -arquitectos Ictino y Calícrates-, Erecteión y Propileos -arquitecto Mnesicles-); templos de Paestum, en Magna Grecia (sur de Italia). - Arquitectura civil: pública (teatros) y privada (casa griega -oikos- , costumbres de la Antigua Grecia). - Cerámica con pintura decorativa (cerámica de figuras negras, cerámica de figuras rojas), con artistas consagrados por la fama y que firman sus obras desde el siglo VI a. C. (Clitias, Exequias -Ayax y Aquiles jugando a los dados-, Nearco), aunque no tanto como los alfareros (Ergótimos, Amasis, Andócides) asociados a grandes pintores de nombre desconocido (pintor de Amasis, pintor de Andócides). En el siglo V a. C. Eutímides y Eufronio (Lucha de Hércules y Anteo), grandes rivales. - La pintura al fresco, que no se ha conservado más que por copias y testimonios, comienza en Sicione y Corinto en el siglo VII a. C., pero alcanzó el culmen a mediados del siglo V a. C. (Polignoto -Toma de Troya, Descenso al Hades- y Mikón -Retorno de los Argonautas-). En el siglo IV a. C. Zeuxis -Demos de Atenas, libidines de tema erótico- Pánfilo de Anfípolis -teórico de la aplicación de la matemática a la pintura, entendida como proporción- y sus dos discípulos: Pausias y la cumbre de la pintura antigua: Apeles (Afrodita Anadiómena, La Calumnia). - Escultura en relieves (frontones, frisos y metopas de los templos) y en bulto redondo (estatuas de dioses y héroes en mármol y bronce); también como elemento constructivo (cariátides, acroteras). - Resultado de la confrontación dentro del pensamiento helénico entre mito y logos, lo apolíneo y lo dionisíaco, el intelectualismo y el sentimiento; es un arte que identifica belleza con virtud (kalokagathia), busca la perfección en la armonía, el equilibrio y la proporción (sophrosine), valorando al ser humano medida de todas las cosas (antropocentrismo). Inspirado en la naturaleza, tiende a imitarla con realismo. - La expresión era estereotipada en la época arcaica (estatuas masculinas -Kurós, Cleobis y Bitón, siglo VI a. C.- y femeninas -Koré, Dama de Auxerre, siglo VII a. C.; Hera de Samos, siglo VI a. C.-, sonrisa arcaica, frontalidad, hieratismo) y serena en el clasicismo, donde no se representa la fealdad ni los extremos de edad (se hará en el helenismo). - El Canon se basa en la repetición modular (módulo de la columna en arquitectura, en escultura un múltiplo de la cabeza con distintos valores: siete para Policleto -Doríforo, Diadumeno, Discóforo, mediados del siglo V a. C.- y ocho, más esbelto, para Lisipo -Apoxiomeno, siglo IV a. C.-). - El concepto de perfil griego, nariz griega, curva praxitélica (arqueo de la cadera), u otras partes del cuerpo, han pasado a ser un modelo de belleza clásica. La idealización de esa belleza se conseguía, según testimonios escritos, por selección de distintos miembros, las partes más bellas de distintas personas reales consideradas ejemplo de belleza y tomadas como modelos. - Temática mitológica, y de la vida cotidiana, representando a los dioses como hombres y a los hombres como héroes (campeones olímpicos). - Escultura del periodo arcaico final o clásico temprano (comienzos del siglo V a. C.), también denominado estilo severo: Auriga de Delfos, frontón del Templo de Afea en Egina, Trono Ludovisi, Tiranicidas, Bronces de Riace, Dios del cabo Artemisio, metopas del Templo de Zeus Olímpico (Olimpia). - Periodo clásico maduro (segunda mitad del siglo V a. C.: Mirón (Discóbolo de Mirón), Fidias (en el Partenón -friso de las Panateneas, Lápitas y centauros, estatua colosal crisoelefantina de Atenea Pártenos- y Estatua de Zeus en Olimpia) y Policleto. - Periodo clásico final (siglo siglo IV a. C.: Praxíteles (Afrodita Cnidia, Apolo sauróctono, Hermes con el niño Dionisio), Scopas (Ménade furiosa), Lisipo y Leócares (Apolo Belvedere). |
|                                                         | Arte helenístico          | Arte helenístico          | Arte helenístico          | - Helenismo es el periodo que va desde el final del siglo IV a. C. (muerte de Alejandro Magno y división de su imperio) hasta el final del siglo I a. C. (conquista romana de Egipto). No sólo afectó a la civilización y al arte griego, sino que la influencia griega se extendió por toda la Cuenca del Mediterráneo y Asia occidental hasta la India: en el Mediterráneo occidental por la continuidad y expansión de las colonias griegas establecidas en el periodo anterior, y en el Mediterráneo oriental y el Próximo Oriente por el establecimiento de los reinos helenísticos. Influyó de modo decisivo en el arte romano. - Escultura con un pleno sentimiento de emoción y movimiento, buscando el desequilibrio frente al equilibrio de la época clásica. División en escuelas locales: escuela de Pérgamo (rey Átalo I: Epígono -Gálata moribundo-, Nicérato y Firómaco), escuela de Rodas (Agesandro, Polidoro y Atenodoro -Laocoonte-), escuela de Atenas, escuela de Alejandría. | - Helenismo es el periodo que va desde el final del siglo IV a. C. (muerte de Alejandro Magno y división de su imperio) hasta el final del siglo I a. C. (conquista romana de Egipto). No sólo afectó a la civilización y al arte griego, sino que la influencia griega se extendió por toda la Cuenca del Mediterráneo y Asia occidental hasta la India: en el Mediterráneo occidental por la continuidad y expansión de las colonias griegas establecidas en el periodo anterior, y en el Mediterráneo oriental y el Próximo Oriente por el establecimiento de los reinos helenísticos. Influyó de modo decisivo en el arte romano. - Escultura con un pleno sentimiento de emoción y movimiento, buscando el desequilibrio frente al equilibrio de la época clásica. División en escuelas locales: escuela de Pérgamo (rey Átalo I: Epígono -Gálata moribundo-, Nicérato y Firómaco), escuela de Rodas (Agesandro, Polidoro y Atenodoro -Laocoonte-), escuela de Atenas, escuela de Alejandría. | - Helenismo es el periodo que va desde el final del siglo IV a. C. (muerte de Alejandro Magno y división de su imperio) hasta el final del siglo I a. C. (conquista romana de Egipto). No sólo afectó a la civilización y al arte griego, sino que la influencia griega se extendió por toda la Cuenca del Mediterráneo y Asia occidental hasta la India: en el Mediterráneo occidental por la continuidad y expansión de las colonias griegas establecidas en el periodo anterior, y en el Mediterráneo oriental y el Próximo Oriente por el establecimiento de los reinos helenísticos. Influyó de modo decisivo en el arte romano. - Escultura con un pleno sentimiento de emoción y movimiento, buscando el desequilibrio frente al equilibrio de la época clásica. División en escuelas locales: escuela de Pérgamo (rey Átalo I: Epígono -Gálata moribundo-, Nicérato y Firómaco), escuela de Rodas (Agesandro, Polidoro y Atenodoro -Laocoonte-), escuela de Atenas, escuela de Alejandría. | - Helenismo es el periodo que va desde el final del siglo IV a. C. (muerte de Alejandro Magno y división de su imperio) hasta el final del siglo I a. C. (conquista romana de Egipto). No sólo afectó a la civilización y al arte griego, sino que la influencia griega se extendió por toda la Cuenca del Mediterráneo y Asia occidental hasta la India: en el Mediterráneo occidental por la continuidad y expansión de las colonias griegas establecidas en el periodo anterior, y en el Mediterráneo oriental y el Próximo Oriente por el establecimiento de los reinos helenísticos. Influyó de modo decisivo en el arte romano. - Escultura con un pleno sentimiento de emoción y movimiento, buscando el desequilibrio frente al equilibrio de la época clásica. División en escuelas locales: escuela de Pérgamo (rey Átalo I: Epígono -Gálata moribundo-, Nicérato y Firómaco), escuela de Rodas (Agesandro, Polidoro y Atenodoro -Laocoonte-), escuela de Atenas, escuela de Alejandría. | - Helenismo es el periodo que va desde el final del siglo IV a. C. (muerte de Alejandro Magno y división de su imperio) hasta el final del siglo I a. C. (conquista romana de Egipto). No sólo afectó a la civilización y al arte griego, sino que la influencia griega se extendió por toda la Cuenca del Mediterráneo y Asia occidental hasta la India: en el Mediterráneo occidental por la continuidad y expansión de las colonias griegas establecidas en el periodo anterior, y en el Mediterráneo oriental y el Próximo Oriente por el establecimiento de los reinos helenísticos. Influyó de modo decisivo en el arte romano. - Escultura con un pleno sentimiento de emoción y movimiento, buscando el desequilibrio frente al equilibrio de la época clásica. División en escuelas locales: escuela de Pérgamo (rey Átalo I: Epígono -Gálata moribundo-, Nicérato y Firómaco), escuela de Rodas (Agesandro, Polidoro y Atenodoro -Laocoonte-), escuela de Atenas, escuela de Alejandría. | - Helenismo es el periodo que va desde el final del siglo IV a. C. (muerte de Alejandro Magno y división de su imperio) hasta el final del siglo I a. C. (conquista romana de Egipto). No sólo afectó a la civilización y al arte griego, sino que la influencia griega se extendió por toda la Cuenca del Mediterráneo y Asia occidental hasta la India: en el Mediterráneo occidental por la continuidad y expansión de las colonias griegas establecidas en el periodo anterior, y en el Mediterráneo oriental y el Próximo Oriente por el establecimiento de los reinos helenísticos. Influyó de modo decisivo en el arte romano. - Escultura con un pleno sentimiento de emoción y movimiento, buscando el desequilibrio frente al equilibrio de la época clásica. División en escuelas locales: escuela de Pérgamo (rey Átalo I: Epígono -Gálata moribundo-, Nicérato y Firómaco), escuela de Rodas (Agesandro, Polidoro y Atenodoro -Laocoonte-), escuela de Atenas, escuela de Alejandría. |
|                                                         | Arte romano               | Arte romano               | Arte romano               | - Monarquía romana, República romana e Imperio romano, cubren el periodo desde el siglo VIII a. C. al siglo V d. C.. Se localiza primero en el Latium (Italia Central), y se extiende por toda la Cuenca del Mediterráneo (Mare Nostrum). - El periodo anterior a la recepción de la cultura helenística (siglo III a. C.) desarrolla un arte latino emparentado con otros pueblos itálicos (sabinos y sobre todo etruscos) Loba capitolina . - El periodo clásico del arte romano dura hasta el triunfo del cristianismo (siglo IV). Asimila y desarrolla la cultura griega (órdenes arquitectónicos, diseño de los templos, concepción escultórica), incorporándola características propias, tanto en materiales de construcción (mortero y cemento y hormigón romanos) como en elementos arquitectónicos (el arco -Arco de triunfo- y la bóveda, orden toscano y orden compuesto, principio de superposición de órdenes) y formas escultóricas (el retrato romano -exigido por el culto a los antepasados y la propaganda política, y que permite datar la evolución estilística y de la moda, sobre todo en la expresión y el peinado- y el relieve romano, caracterizado por la búsqueda de la profundidad y la perspectiva) y pictóricas (los estilos pompeyanos, decorativos, narrativos o procurando el trampantojo). - Desarrollo arquitectónico con gusto por lo colosal y magnificente, al tiempo que con un acusado sentido pragmático y utilitario. (puentes y acueductos -puente de Alcántara, Pont du Gard, Acueducto de Segovia-, calzadas). Edificios públicos (termas -termas de Caracalla-, teatro romano -Teatro Marcelo-, circo romano -Circo Máximo-, anfiteatros -Anfiteatro de Capua, Coliseo, Anfiteatro de El Djem-, etc.), religiosos (templo romano -Templo de Vesta, Maison Carrée, Panteón de Agripa-) y civiles (foro romano, basílicas, palacio romano -Domus Aurea de Nerón, construcción original del Palacio de Letrán, luego convertido en residencia papal-, villa romana -Villa romana del Casale- con su versión de villa imperial -Villa Jovis o de Tiberio en Capri, Villa Adriana-, casa romana -domus, vivienda (Roma Antigua)-). - Escultura histórica narrativa (frisos corridos en relieve: Ara Pacis, Columna trajana), bustos, estatuas de cuerpo entero (Augusto de Prima Porta) y excepcionalmente ecuestres (estatua ecuestre de Marco Aurelio). | - Monarquía romana, República romana e Imperio romano, cubren el periodo desde el siglo VIII a. C. al siglo V d. C.. Se localiza primero en el Latium (Italia Central), y se extiende por toda la Cuenca del Mediterráneo (Mare Nostrum). - El periodo anterior a la recepción de la cultura helenística (siglo III a. C.) desarrolla un arte latino emparentado con otros pueblos itálicos (sabinos y sobre todo etruscos) Loba capitolina . - El periodo clásico del arte romano dura hasta el triunfo del cristianismo (siglo IV). Asimila y desarrolla la cultura griega (órdenes arquitectónicos, diseño de los templos, concepción escultórica), incorporándola características propias, tanto en materiales de construcción (mortero y cemento y hormigón romanos) como en elementos arquitectónicos (el arco -Arco de triunfo- y la bóveda, orden toscano y orden compuesto, principio de superposición de órdenes) y formas escultóricas (el retrato romano -exigido por el culto a los antepasados y la propaganda política, y que permite datar la evolución estilística y de la moda, sobre todo en la expresión y el peinado- y el relieve romano, caracterizado por la búsqueda de la profundidad y la perspectiva) y pictóricas (los estilos pompeyanos, decorativos, narrativos o procurando el trampantojo). - Desarrollo arquitectónico con gusto por lo colosal y magnificente, al tiempo que con un acusado sentido pragmático y utilitario. (puentes y acueductos -puente de Alcántara, Pont du Gard, Acueducto de Segovia-, calzadas). Edificios públicos (termas -termas de Caracalla-, teatro romano -Teatro Marcelo-, circo romano -Circo Máximo-, anfiteatros -Anfiteatro de Capua, Coliseo, Anfiteatro de El Djem-, etc.), religiosos (templo romano -Templo de Vesta, Maison Carrée, Panteón de Agripa-) y civiles (foro romano, basílicas, palacio romano -Domus Aurea de Nerón, construcción original del Palacio de Letrán, luego convertido en residencia papal-, villa romana -Villa romana del Casale- con su versión de villa imperial -Villa Jovis o de Tiberio en Capri, Villa Adriana-, casa romana -domus, vivienda (Roma Antigua)-). - Escultura histórica narrativa (frisos corridos en relieve: Ara Pacis, Columna trajana), bustos, estatuas de cuerpo entero (Augusto de Prima Porta) y excepcionalmente ecuestres (estatua ecuestre de Marco Aurelio). | - Monarquía romana, República romana e Imperio romano, cubren el periodo desde el siglo VIII a. C. al siglo V d. C.. Se localiza primero en el Latium (Italia Central), y se extiende por toda la Cuenca del Mediterráneo (Mare Nostrum). - El periodo anterior a la recepción de la cultura helenística (siglo III a. C.) desarrolla un arte latino emparentado con otros pueblos itálicos (sabinos y sobre todo etruscos) Loba capitolina . - El periodo clásico del arte romano dura hasta el triunfo del cristianismo (siglo IV). Asimila y desarrolla la cultura griega (órdenes arquitectónicos, diseño de los templos, concepción escultórica), incorporándola características propias, tanto en materiales de construcción (mortero y cemento y hormigón romanos) como en elementos arquitectónicos (el arco -Arco de triunfo- y la bóveda, orden toscano y orden compuesto, principio de superposición de órdenes) y formas escultóricas (el retrato romano -exigido por el culto a los antepasados y la propaganda política, y que permite datar la evolución estilística y de la moda, sobre todo en la expresión y el peinado- y el relieve romano, caracterizado por la búsqueda de la profundidad y la perspectiva) y pictóricas (los estilos pompeyanos, decorativos, narrativos o procurando el trampantojo). - Desarrollo arquitectónico con gusto por lo colosal y magnificente, al tiempo que con un acusado sentido pragmático y utilitario. (puentes y acueductos -puente de Alcántara, Pont du Gard, Acueducto de Segovia-, calzadas). Edificios públicos (termas -termas de Caracalla-, teatro romano -Teatro Marcelo-, circo romano -Circo Máximo-, anfiteatros -Anfiteatro de Capua, Coliseo, Anfiteatro de El Djem-, etc.), religiosos (templo romano -Templo de Vesta, Maison Carrée, Panteón de Agripa-) y civiles (foro romano, basílicas, palacio romano -Domus Aurea de Nerón, construcción original del Palacio de Letrán, luego convertido en residencia papal-, villa romana -Villa romana del Casale- con su versión de villa imperial -Villa Jovis o de Tiberio en Capri, Villa Adriana-, casa romana -domus, vivienda (Roma Antigua)-). - Escultura histórica narrativa (frisos corridos en relieve: Ara Pacis, Columna trajana), bustos, estatuas de cuerpo entero (Augusto de Prima Porta) y excepcionalmente ecuestres (estatua ecuestre de Marco Aurelio). | - Monarquía romana, República romana e Imperio romano, cubren el periodo desde el siglo VIII a. C. al siglo V d. C.. Se localiza primero en el Latium (Italia Central), y se extiende por toda la Cuenca del Mediterráneo (Mare Nostrum). - El periodo anterior a la recepción de la cultura helenística (siglo III a. C.) desarrolla un arte latino emparentado con otros pueblos itálicos (sabinos y sobre todo etruscos) Loba capitolina . - El periodo clásico del arte romano dura hasta el triunfo del cristianismo (siglo IV). Asimila y desarrolla la cultura griega (órdenes arquitectónicos, diseño de los templos, concepción escultórica), incorporándola características propias, tanto en materiales de construcción (mortero y cemento y hormigón romanos) como en elementos arquitectónicos (el arco -Arco de triunfo- y la bóveda, orden toscano y orden compuesto, principio de superposición de órdenes) y formas escultóricas (el retrato romano -exigido por el culto a los antepasados y la propaganda política, y que permite datar la evolución estilística y de la moda, sobre todo en la expresión y el peinado- y el relieve romano, caracterizado por la búsqueda de la profundidad y la perspectiva) y pictóricas (los estilos pompeyanos, decorativos, narrativos o procurando el trampantojo). - Desarrollo arquitectónico con gusto por lo colosal y magnificente, al tiempo que con un acusado sentido pragmático y utilitario. (puentes y acueductos -puente de Alcántara, Pont du Gard, Acueducto de Segovia-, calzadas). Edificios públicos (termas -termas de Caracalla-, teatro romano -Teatro Marcelo-, circo romano -Circo Máximo-, anfiteatros -Anfiteatro de Capua, Coliseo, Anfiteatro de El Djem-, etc.), religiosos (templo romano -Templo de Vesta, Maison Carrée, Panteón de Agripa-) y civiles (foro romano, basílicas, palacio romano -Domus Aurea de Nerón, construcción original del Palacio de Letrán, luego convertido en residencia papal-, villa romana -Villa romana del Casale- con su versión de villa imperial -Villa Jovis o de Tiberio en Capri, Villa Adriana-, casa romana -domus, vivienda (Roma Antigua)-). - Escultura histórica narrativa (frisos corridos en relieve: Ara Pacis, Columna trajana), bustos, estatuas de cuerpo entero (Augusto de Prima Porta) y excepcionalmente ecuestres (estatua ecuestre de Marco Aurelio). | - Monarquía romana, República romana e Imperio romano, cubren el periodo desde el siglo VIII a. C. al siglo V d. C.. Se localiza primero en el Latium (Italia Central), y se extiende por toda la Cuenca del Mediterráneo (Mare Nostrum). - El periodo anterior a la recepción de la cultura helenística (siglo III a. C.) desarrolla un arte latino emparentado con otros pueblos itálicos (sabinos y sobre todo etruscos) Loba capitolina . - El periodo clásico del arte romano dura hasta el triunfo del cristianismo (siglo IV). Asimila y desarrolla la cultura griega (órdenes arquitectónicos, diseño de los templos, concepción escultórica), incorporándola características propias, tanto en materiales de construcción (mortero y cemento y hormigón romanos) como en elementos arquitectónicos (el arco -Arco de triunfo- y la bóveda, orden toscano y orden compuesto, principio de superposición de órdenes) y formas escultóricas (el retrato romano -exigido por el culto a los antepasados y la propaganda política, y que permite datar la evolución estilística y de la moda, sobre todo en la expresión y el peinado- y el relieve romano, caracterizado por la búsqueda de la profundidad y la perspectiva) y pictóricas (los estilos pompeyanos, decorativos, narrativos o procurando el trampantojo). - Desarrollo arquitectónico con gusto por lo colosal y magnificente, al tiempo que con un acusado sentido pragmático y utilitario. (puentes y acueductos -puente de Alcántara, Pont du Gard, Acueducto de Segovia-, calzadas). Edificios públicos (termas -termas de Caracalla-, teatro romano -Teatro Marcelo-, circo romano -Circo Máximo-, anfiteatros -Anfiteatro de Capua, Coliseo, Anfiteatro de El Djem-, etc.), religiosos (templo romano -Templo de Vesta, Maison Carrée, Panteón de Agripa-) y civiles (foro romano, basílicas, palacio romano -Domus Aurea de Nerón, construcción original del Palacio de Letrán, luego convertido en residencia papal-, villa romana -Villa romana del Casale- con su versión de villa imperial -Villa Jovis o de Tiberio en Capri, Villa Adriana-, casa romana -domus, vivienda (Roma Antigua)-). - Escultura histórica narrativa (frisos corridos en relieve: Ara Pacis, Columna trajana), bustos, estatuas de cuerpo entero (Augusto de Prima Porta) y excepcionalmente ecuestres (estatua ecuestre de Marco Aurelio). | - Monarquía romana, República romana e Imperio romano, cubren el periodo desde el siglo VIII a. C. al siglo V d. C.. Se localiza primero en el Latium (Italia Central), y se extiende por toda la Cuenca del Mediterráneo (Mare Nostrum). - El periodo anterior a la recepción de la cultura helenística (siglo III a. C.) desarrolla un arte latino emparentado con otros pueblos itálicos (sabinos y sobre todo etruscos) Loba capitolina . - El periodo clásico del arte romano dura hasta el triunfo del cristianismo (siglo IV). Asimila y desarrolla la cultura griega (órdenes arquitectónicos, diseño de los templos, concepción escultórica), incorporándola características propias, tanto en materiales de construcción (mortero y cemento y hormigón romanos) como en elementos arquitectónicos (el arco -Arco de triunfo- y la bóveda, orden toscano y orden compuesto, principio de superposición de órdenes) y formas escultóricas (el retrato romano -exigido por el culto a los antepasados y la propaganda política, y que permite datar la evolución estilística y de la moda, sobre todo en la expresión y el peinado- y el relieve romano, caracterizado por la búsqueda de la profundidad y la perspectiva) y pictóricas (los estilos pompeyanos, decorativos, narrativos o procurando el trampantojo). - Desarrollo arquitectónico con gusto por lo colosal y magnificente, al tiempo que con un acusado sentido pragmático y utilitario. (puentes y acueductos -puente de Alcántara, Pont du Gard, Acueducto de Segovia-, calzadas). Edificios públicos (termas -termas de Caracalla-, teatro romano -Teatro Marcelo-, circo romano -Circo Máximo-, anfiteatros -Anfiteatro de Capua, Coliseo, Anfiteatro de El Djem-, etc.), religiosos (templo romano -Templo de Vesta, Maison Carrée, Panteón de Agripa-) y civiles (foro romano, basílicas, palacio romano -Domus Aurea de Nerón, construcción original del Palacio de Letrán, luego convertido en residencia papal-, villa romana -Villa romana del Casale- con su versión de villa imperial -Villa Jovis o de Tiberio en Capri, Villa Adriana-, casa romana -domus, vivienda (Roma Antigua)-). - Escultura histórica narrativa (frisos corridos en relieve: Ara Pacis, Columna trajana), bustos, estatuas de cuerpo entero (Augusto de Prima Porta) y excepcionalmente ecuestres (estatua ecuestre de Marco Aurelio). |
| Arte del cristianismo antiguo o de la Antigüedad tardía |                           |                           |                           | | | | | | |
|                                                         | Arte paleocristiano       | Arte paleocristiano       | Arte paleocristiano       | - Primera expresión artística del cristianismo, en el área del Imperio romano de Occidente, entre el siglo IV y el siglo V. Las expresiones anteriores (catacumbas son muy escasas, y ocultas a causa de las persecuciones). La parte oriental del Imperio desarrollará el Arte Bizantino, indistinguible de la occidental en esta época. A partir de las invasiones bárbaras y el establecimiento de los reinos germánicos comienza el arte medieval. - Pintura mural (fresco) en catacumbas, relieves en sarcófagos. Utilización de iconografía y simbolismos cristianos (uvas -eucaristía-, pez -ICTUS, apócope de Iesus Christus-, pavo real, pelícano, fénix, cordero -Buen Pastor-, crismón -XPO-, alfa y omega -principio y fin-, etc.). - Primeras basílicas cristianas, utilizando el modelo del edificio civil romano. | - Primera expresión artística del cristianismo, en el área del Imperio romano de Occidente, entre el siglo IV y el siglo V. Las expresiones anteriores (catacumbas son muy escasas, y ocultas a causa de las persecuciones). La parte oriental del Imperio desarrollará el Arte Bizantino, indistinguible de la occidental en esta época. A partir de las invasiones bárbaras y el establecimiento de los reinos germánicos comienza el arte medieval. - Pintura mural (fresco) en catacumbas, relieves en sarcófagos. Utilización de iconografía y simbolismos cristianos (uvas -eucaristía-, pez -ICTUS, apócope de Iesus Christus-, pavo real, pelícano, fénix, cordero -Buen Pastor-, crismón -XPO-, alfa y omega -principio y fin-, etc.). - Primeras basílicas cristianas, utilizando el modelo del edificio civil romano. | - Primera expresión artística del cristianismo, en el área del Imperio romano de Occidente, entre el siglo IV y el siglo V. Las expresiones anteriores (catacumbas son muy escasas, y ocultas a causa de las persecuciones). La parte oriental del Imperio desarrollará el Arte Bizantino, indistinguible de la occidental en esta época. A partir de las invasiones bárbaras y el establecimiento de los reinos germánicos comienza el arte medieval. - Pintura mural (fresco) en catacumbas, relieves en sarcófagos. Utilización de iconografía y simbolismos cristianos (uvas -eucaristía-, pez -ICTUS, apócope de Iesus Christus-, pavo real, pelícano, fénix, cordero -Buen Pastor-, crismón -XPO-, alfa y omega -principio y fin-, etc.). - Primeras basílicas cristianas, utilizando el modelo del edificio civil romano. | - Primera expresión artística del cristianismo, en el área del Imperio romano de Occidente, entre el siglo IV y el siglo V. Las expresiones anteriores (catacumbas son muy escasas, y ocultas a causa de las persecuciones). La parte oriental del Imperio desarrollará el Arte Bizantino, indistinguible de la occidental en esta época. A partir de las invasiones bárbaras y el establecimiento de los reinos germánicos comienza el arte medieval. - Pintura mural (fresco) en catacumbas, relieves en sarcófagos. Utilización de iconografía y simbolismos cristianos (uvas -eucaristía-, pez -ICTUS, apócope de Iesus Christus-, pavo real, pelícano, fénix, cordero -Buen Pastor-, crismón -XPO-, alfa y omega -principio y fin-, etc.). - Primeras basílicas cristianas, utilizando el modelo del edificio civil romano. | - Primera expresión artística del cristianismo, en el área del Imperio romano de Occidente, entre el siglo IV y el siglo V. Las expresiones anteriores (catacumbas son muy escasas, y ocultas a causa de las persecuciones). La parte oriental del Imperio desarrollará el Arte Bizantino, indistinguible de la occidental en esta época. A partir de las invasiones bárbaras y el establecimiento de los reinos germánicos comienza el arte medieval. - Pintura mural (fresco) en catacumbas, relieves en sarcófagos. Utilización de iconografía y simbolismos cristianos (uvas -eucaristía-, pez -ICTUS, apócope de Iesus Christus-, pavo real, pelícano, fénix, cordero -Buen Pastor-, crismón -XPO-, alfa y omega -principio y fin-, etc.). - Primeras basílicas cristianas, utilizando el modelo del edificio civil romano. | - Primera expresión artística del cristianismo, en el área del Imperio romano de Occidente, entre el siglo IV y el siglo V. Las expresiones anteriores (catacumbas son muy escasas, y ocultas a causa de las persecuciones). La parte oriental del Imperio desarrollará el Arte Bizantino, indistinguible de la occidental en esta época. A partir de las invasiones bárbaras y el establecimiento de los reinos germánicos comienza el arte medieval. - Pintura mural (fresco) en catacumbas, relieves en sarcófagos. Utilización de iconografía y simbolismos cristianos (uvas -eucaristía-, pez -ICTUS, apócope de Iesus Christus-, pavo real, pelícano, fénix, cordero -Buen Pastor-, crismón -XPO-, alfa y omega -principio y fin-, etc.). - Primeras basílicas cristianas, utilizando el modelo del edificio civil romano. |
|                                                         | Arte bizantino            | Arte bizantino            | Arte bizantino            | - Arte cristiano del Imperio romano de Oriente, desde el traslado de la capital del imperio a Constantinopla hasta su conquista en 1453 por el Imperio otomano; con lo que cubre todo el periodo del arte medieval, donde habitualmente se le estudia e incluye. - Influencia del arte grecorromano y mucho menor del arte oriental (frontera con el Imperio persa y tras el siglo VII con el Islam). Influye grandemente en el arte italiano medieval y en el arte de los reinos eslavos. El periodo de la iconoclasia (siglo VIII y IX) destruyó la mayor parte de la pintura y escultura anterior. - Arquitectura religiosa (cúpula). - Pintura en fresco y tabla, y mosaico de carácter bidimensional y simbólico, con horror vacui. Iconos, expuestos en el iconostasio). | - Arte cristiano del Imperio romano de Oriente, desde el traslado de la capital del imperio a Constantinopla hasta su conquista en 1453 por el Imperio otomano; con lo que cubre todo el periodo del arte medieval, donde habitualmente se le estudia e incluye. - Influencia del arte grecorromano y mucho menor del arte oriental (frontera con el Imperio persa y tras el siglo VII con el Islam). Influye grandemente en el arte italiano medieval y en el arte de los reinos eslavos. El periodo de la iconoclasia (siglo VIII y IX) destruyó la mayor parte de la pintura y escultura anterior. - Arquitectura religiosa (cúpula). - Pintura en fresco y tabla, y mosaico de carácter bidimensional y simbólico, con horror vacui. Iconos, expuestos en el iconostasio). | - Arte cristiano del Imperio romano de Oriente, desde el traslado de la capital del imperio a Constantinopla hasta su conquista en 1453 por el Imperio otomano; con lo que cubre todo el periodo del arte medieval, donde habitualmente se le estudia e incluye. - Influencia del arte grecorromano y mucho menor del arte oriental (frontera con el Imperio persa y tras el siglo VII con el Islam). Influye grandemente en el arte italiano medieval y en el arte de los reinos eslavos. El periodo de la iconoclasia (siglo VIII y IX) destruyó la mayor parte de la pintura y escultura anterior. - Arquitectura religiosa (cúpula). - Pintura en fresco y tabla, y mosaico de carácter bidimensional y simbólico, con horror vacui. Iconos, expuestos en el iconostasio). | - Arte cristiano del Imperio romano de Oriente, desde el traslado de la capital del imperio a Constantinopla hasta su conquista en 1453 por el Imperio otomano; con lo que cubre todo el periodo del arte medieval, donde habitualmente se le estudia e incluye. - Influencia del arte grecorromano y mucho menor del arte oriental (frontera con el Imperio persa y tras el siglo VII con el Islam). Influye grandemente en el arte italiano medieval y en el arte de los reinos eslavos. El periodo de la iconoclasia (siglo VIII y IX) destruyó la mayor parte de la pintura y escultura anterior. - Arquitectura religiosa (cúpula). - Pintura en fresco y tabla, y mosaico de carácter bidimensional y simbólico, con horror vacui. Iconos, expuestos en el iconostasio). | - Arte cristiano del Imperio romano de Oriente, desde el traslado de la capital del imperio a Constantinopla hasta su conquista en 1453 por el Imperio otomano; con lo que cubre todo el periodo del arte medieval, donde habitualmente se le estudia e incluye. - Influencia del arte grecorromano y mucho menor del arte oriental (frontera con el Imperio persa y tras el siglo VII con el Islam). Influye grandemente en el arte italiano medieval y en el arte de los reinos eslavos. El periodo de la iconoclasia (siglo VIII y IX) destruyó la mayor parte de la pintura y escultura anterior. - Arquitectura religiosa (cúpula). - Pintura en fresco y tabla, y mosaico de carácter bidimensional y simbólico, con horror vacui. Iconos, expuestos en el iconostasio). | - Arte cristiano del Imperio romano de Oriente, desde el traslado de la capital del imperio a Constantinopla hasta su conquista en 1453 por el Imperio otomano; con lo que cubre todo el periodo del arte medieval, donde habitualmente se le estudia e incluye. - Influencia del arte grecorromano y mucho menor del arte oriental (frontera con el Imperio persa y tras el siglo VII con el Islam). Influye grandemente en el arte italiano medieval y en el arte de los reinos eslavos. El periodo de la iconoclasia (siglo VIII y IX) destruyó la mayor parte de la pintura y escultura anterior. - Arquitectura religiosa (cúpula). - Pintura en fresco y tabla, y mosaico de carácter bidimensional y simbólico, con horror vacui. Iconos, expuestos en el iconostasio). |